# Kosovo
Kosovo o Kósovo (en albanés, Kosova/Kosovë; en serbio, Косово/Kosovo), oficialmente conocido como República de Kosovo (Republika e Kosovës; Република Косово/Republika Kosovo), es un estado soberano con reconocimiento limitado sin salida al mar, ubicado en la península balcánica, en el sureste de Europa. Abarca 10 908 km² de superficie y es habitado por cerca de 1.8 millones de personas. Su capital es Pristina. Limita con Montenegro al noroeste, Albania al sur, Macedonia del Norte al sureste y Serbia al noreste, está compuesto por las regiones de Kosovo y Metojia. Su territorio es disputado entre la República de Kosovo y la República de Serbia.
La tribu Dardani en Kosovo estableció el Reino de Dardania en el siglo IV a. C. Posteriormente fue anexada por el Imperio Romano en el siglo I a. C. El territorio permaneció en el Imperio Bizantino, enfrentándose a las migraciones eslavas de los siglos VI-VII d. C. El control pasó entre los bizantinos y el Primer Imperio Búlgaro. En el siglo XIII, Kosovo se convirtió en parte integral del estado medieval serbio. La expansión otomana en los Balcanes a finales del siglo XIV-XV provocó el declive y la caída del Imperio Serbio; La batalla de Kosovo de 1389 se considera uno de los momentos decisivos. El Imperio Otomano conquistó Kosovo después de la Segunda Batalla de Kosovo, y gobernó durante casi cinco siglos hasta 1912. Kosovo fue el centro del Renacimiento albanés y experimentó las revueltas albanesas de 1910 y 1912. Después de las Guerras de los Balcanes, fue cedido a Serbia y Montenegro. Las tensiones entre las comunidades albanesa y serbia de Kosovo se intensificaron durante el siglo XX y ocasionalmente estallaron en violencia importante, que culminó en la guerra de Kosovo de 1998 y 1999. Al finalizar la guerra de Kosovo, el gobierno de la región quedó en manos de la OTAN y de la Misión de Administración Provisional de las Naciones Unidas en Kosovo por mandato del citado Consejo de Seguridad. El gobierno de Kosovo, en cuyo territorio la etnia albanesa tiene predominio numérico, declaró su independencia de Serbia el 17 de febrero de 2008, con el apoyo de Estados Unidos y de la mayoría de los países de la Unión Europea, instaurando la República de Kosovo. Actualmente Kosovo es reconocido como Estado soberano por 102 de los 193 miembros de Naciones Unidas.
Sin embargo, Serbia aún considera la Provincia Autónoma de Kosovo y Metojia (Косово и Метохија; Kosovo/Kosovo i Metohija) como una región autónoma dentro de su propio territorio, en conformidad con su Constitución y con la resolución 1244 del Consejo de Seguridad de las Naciones Unidas, aunque no intervenga en su administración desde 1999.
Tras seis meses de negociaciones promovidas por la Unión Europea, el 19 de abril de 2013 los gobiernos de Serbia y la República de Kosovo alcanzaron un acuerdo para el establecimiento de relaciones bilaterales. Pero el gobierno de Serbia sigue sin reconocer su Independencia. En 2023, Kosovo y Serbia alcanzaron un acuerdo para normalizar sus vínculos. Según el acuerdo, ambas partes están obligadas a desarrollar relaciones normales de buena vecindad basadas en la igualdad de derechos, así como a respetar la independencia y la integridad territorial de cada una. Ambas partes acordaron intercambiar misiones permanentes. Belgrado no se opondria a la membresía de Kosovo en ninguna organización internacional.

## Antecedentes
El territorio de Kosovo es considerado por Serbia como la cuna histórica del pueblo serbio, aunque su población actual es predominantemente de origen albanés. Durante la existencia de la República Federativa Socialista de Yugoslavia, aunque pertenecía a la República Socialista de Serbia, gozó de una creciente autonomía y de una representación propia en las instituciones federales, como Provincia autónoma socialista de Kosovo. Esta autonomía fue suprimida en 1989 por el gobierno serbio de Slobodan Milošević, que asumió su representación en las instituciones federales.[cita requerida]
Durante la década siguiente, una fuerte tensión se acumuló entre Belgrado y la provincia, donde creció el sentimiento separatista entre la población de origen albanés. Tras la disolución de Yugoslavia, pasó a formar parte de la República Federal de Yugoslavia, que sería conocida como Serbia y Montenegro desde 2003 hasta la independencia de Montenegro en 2006. En 1999 estalló la guerra de Kosovo, que llevó al enfrentamiento de la OTAN y del Ejército de Liberación de Kosovo contra la República Federal de Yugoslavia.[cita requerida]
Tras el fin del conflicto, la Organización de las Naciones Unidas estableció una misión de paz, la Misión de Administración Provisional de las Naciones Unidas en Kosovo (MINUK). Aunque Kosovo permanecía de iure como una provincia autónoma de Serbia, la MINUK se mantenía a cargo de la administración del territorio, junto a dirigentes de la etnia albanesa.[cita requerida]
Después de varios años de disputas y negociaciones, declaró su independencia unilateralmente el 17 de febrero de 2008, la cual si bien ha sido aceptada por alrededor de 95 países, incluidos los Estados Unidos y la mayoría de los Estados miembros de la Unión Europea, no ha sido reconocida por Serbia, sus aliados y otros países, como España, ni tampoco por la Organización de las Naciones Unidas. En el seno de ella, todas las referencias a Kosovo, sea al territorio, a sus instituciones o población, se entienden en pleno cumplimiento de la resolución 1244 (1999) del Consejo de Seguridad y sin perjuicio de su estatus presente o futuro.

## Toponimia

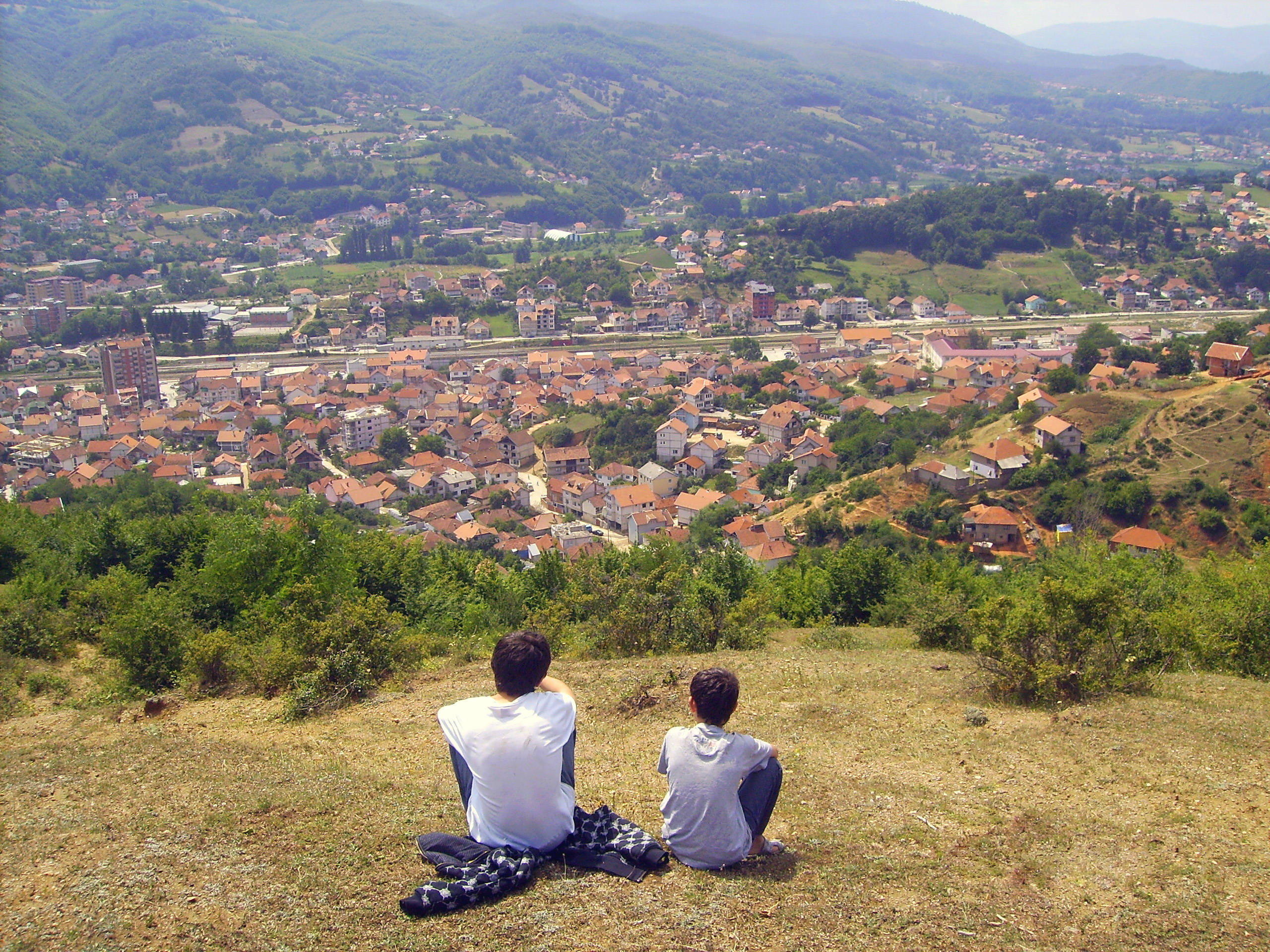
Paisaje de Kosovo.

Dentro de la región, la pronunciación y la escritura del nombre varían considerablemente entre los principales grupos étnicos. Mientras los serbios prefieren la denominación Kosovo, los albaneses utilizan Kosova (o Kosovë, dependiendo del dialecto), pronunciado también como Josova; palabras que, por otro lado, no tienen significado en albanés.
El nombre Kosovo es un adjetivo posesivo de género neutro formado a partir del sustantivo serbio kos (кос), «mirlo» unido a -ovo el sufijo adjetival. Se trata de un apócope de Kosovo Polje, «campo del mirlo» el sitio de la batalla entre el ejército del príncipe serbio Lazar y las fuerzas del Imperio otomano (1389) que terminó con la derrota del primero y la caída de Serbia. Tanto el adjetivo Kosovo, como el sustantivo Kos son topónimos comunes en los países eslavos, en cuanto a kos, se origina en el protoeslavo kosь relacioado con el griego antiguo κόσσυφος, kossyfos. La forma albanesa, Kosova, es un préstamo del serbio, por lo cual algunos nacionalistas albaneses propusieron en los años 1990, usar el nombre, de origen clásico, Dardania.
Bajo dominio otomano, y desde el siglo XVIII, Kosovo así como Macedonia y el norte de Grecia fueron designados como Arnavudluk (آرناوودلق) es decir «Albania» en los documentos oficiales, también algunas regiones de Kosovo (Novi Pazar, Peć, Pristina y Skopie) recibieron el nombre de Gegalık «Tierra de los Gheg» en referencia a las tribus locales de habla gheg.
La administración serbia usó de manera oficial la denominaciòn de Косово и Метохија, Kosovo i Metohija hasta 2012. Metohija, nombre de la región meridional, deriva del griego bizantino μετόχια, metójia «propiedad monástica», en referencia a la gran cantidad de aldeas en la región cuya propiedad detentaba la Iglesia Ortodoxa Serbia durante la Edad Media.

## Historia

### Dardania

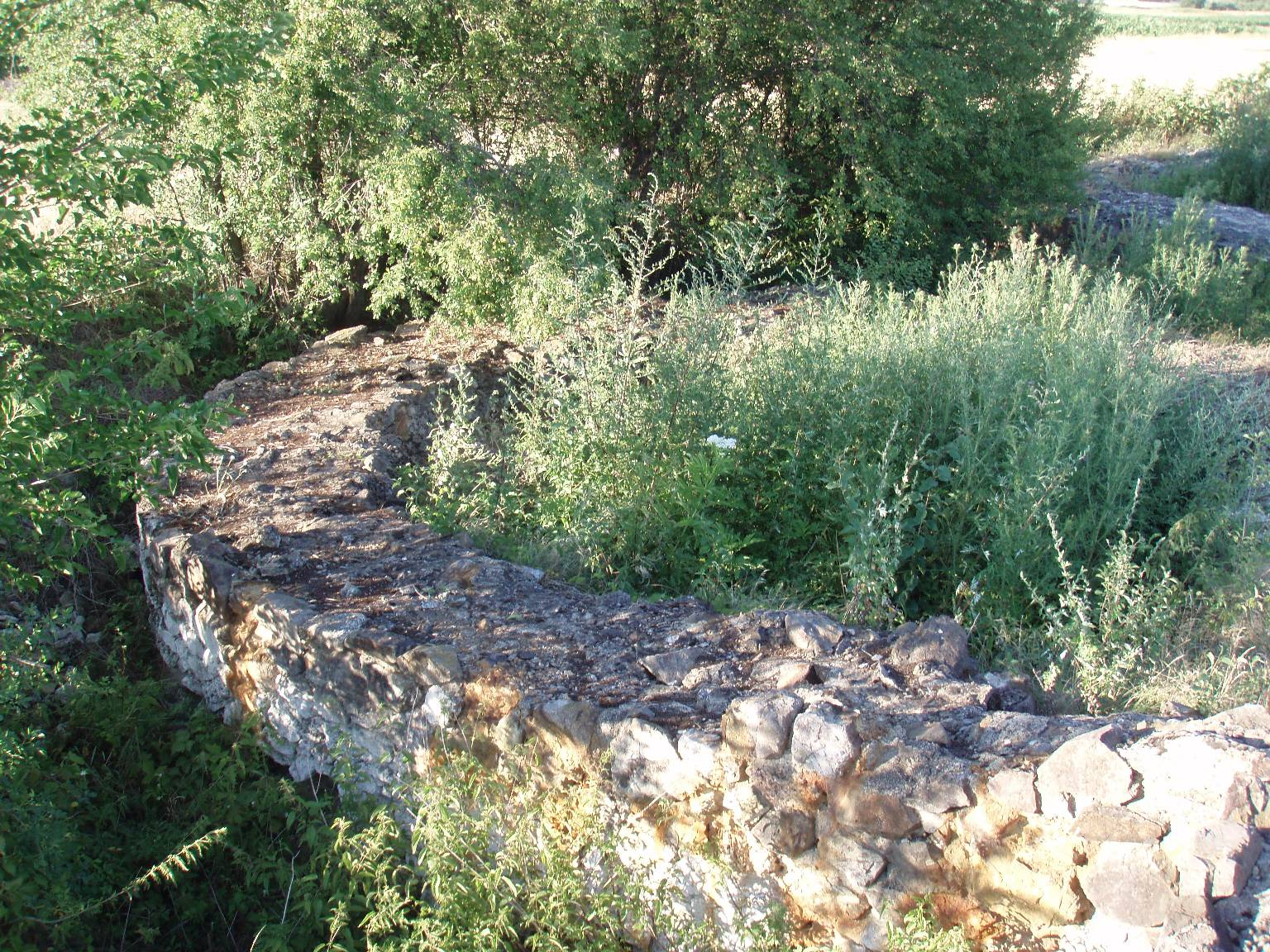
Muros de un antiguo asentamiento romano en Ulpiana, una de las principales localidades de la antigua Dardania.

Poco se conoce sobre Kosovo antes del siglo XI. Se sabe que durante el Neolítico, su territorio estuvo bajo dominio de la cultura de Vinča-Turdaş. Se han encontrado vestigios arqueológicos de tumbas de la Edad de Bronce y de Hierro en Metohija, pero no en la zona oriental. Los dardanios y tribalios, tribus indoeuropeas de origen traco-ilirio, habitaron en el lugar entre el siglo IV a. C. y el siglo III a. C.
Hacia el 160 a. C., la zona comenzó a ser conquistada por los romanos e integrada a su Imperio como parte de la provincia de Iliria, el 59 a. C. La zona, denominada Dardania, pasaría a formar parte de la Mesia Superior en el año 87 y luego constituiría su propia división cerca del año 284, bajo el gobierno de Diocleciano, con capital en la actual ciudad de Niš (en el sur de Serbia).
Durante los siglos siguientes, Kosovo (Dardania) fue una provincia fronteriza del Imperio bizantino. La región estuvo expuesta a un número cada vez mayor de incursiones a partir del siglo IV d. C. en adelante, que culminaron con las migraciones eslavas de los siglos VI y VII. La evidencia toponímica sugiere que el idioma albanés probablemente se hablaba en Kosovo antes del asentamiento eslavo de la región. Konstantin Jireček concluyó, a partir de la correspondencia del arzobispo Demetrios de Ohrid de 1216 a 1236, que Dardania estaba cada vez más poblada por albaneses y que la expansión comenzó desde el área de Gjakova y Prizren, antes de la expansión eslava.
La presencia eslava en Kosovo y la parte más meridional del valle de Morava puede haber sido bastante débil en los primeros uno o dos siglos de asentamiento eslavo. Sólo en el siglo IX se pudo observar la expansión de una fuerte potencia eslava (o cuasi-eslava) en esta región. Bajo una serie de gobernantes ambiciosos, los búlgaros avanzaron hacia el oeste a través de la actual Macedonia, hasta que en la década de 850 conquistaron Kosovo.
El Primer Imperio búlgaro conquistó la zona hacia los años 850, siendo reconquistada por Constantinopla el 1018, bajo el mando del emperador Basilio II.
Finalmente, la zona quedaría bajo el dominio del principado serbio de Rascia tras las victorias de Stefan Nemanja contra el principado de Duklja, en el actual Montenegro, y de su sucesor, Stefan Prvovenčani, en 1216.

### Era medieval

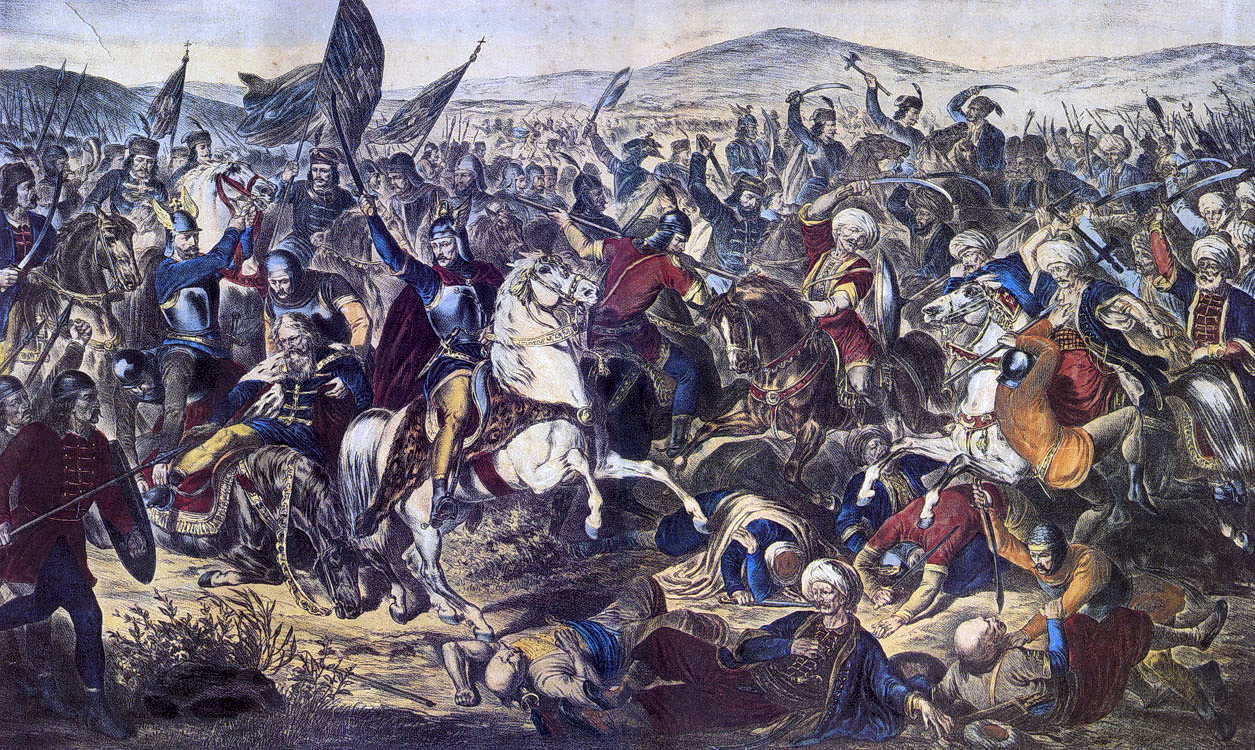
Batalla de Kosovo de 1389 (óleo de Adam Stefanovic, 1870). Conservado en el Museo Nacional de Belgrado, representa al príncipe serbio Lazar.

Despotado de Serbia en 1422.

El principado de Rascia unificaría los diversos territorios habitados por los serbios al terminar el siglo XII. El territorio de Kosovo se convirtió hacia el siglo XIII en el corazón del gobierno de la dinastía Nemanjić, cuya capital era Prizren. Además, se instaló en la región el centro espiritual de la Iglesia ortodoxa serbia, luego de que su Patriarcado se trasladara a Peć y diversos monasterios hicieran lo mismo en la región de Metohija. Pristina era una de las principales urbes del país y un importante centro de comercio que controlaba todas las rutas en dirección a los puertos del mar Adriático. La minería era una importante industria en Novo Brdo y Janjevo, llegando la primera a producir hacia 1450 más de seis toneladas de plata al año.
El principado alcanzaría su máximo esplendor durante el reinado de Stefan Uroš IV Dušan Nemanjić con la formación del Imperio Serbio en 1346 y transformó la monarquía absolutista en un gobierno feudal, asignando las tierras que actualmente forman Kosovo a la familia de los Branković, sucesora de la Casa de Nemanjić. Hacia esos años, la composición étnica de la población kosovar, aunque era mayoritariamente de origen serbio, albergaba importantes comunidades griegas y búlgaras, además de mineros de origen sajón y comerciantes ragusanos.
A la muerte de Stefan Dušan, el imperio colapsó y se disolvió en diversos feudos. Los serbios, enfrascados en diversas riñas internas, estaban débiles e indefensos ante un ataque exterior, lo cual fue aprovechado por el Imperio otomano en plena expansión. Las tropas otomanas avanzaron rápidamente hacia los territorios bajo dominio eslavo hasta enfrentarse en la decisiva batalla de Kosovo en el llamado «Campo de Kosovo» (o Kosovo Polje), el 28 de junio de 1389. En el enfrentamiento murieron los líderes de ambos ejércitos, el príncipe serbio Lazar Hrebeljanović y el sultán Murad I, y pese a la inmensa superioridad numérica de los invasores, estos lograron una victoria pírrica. La derrota en Kosovo se integró a la mitología nacional serbia, en tanto que los otomanos no pudieron dominar Serbia, que mantuvo su independencia. Solo en 1455, el Imperio otomano conseguiría finalmente conquistar Kosovo y derrotar definitivamente a los serbios.

### Dominación otomana

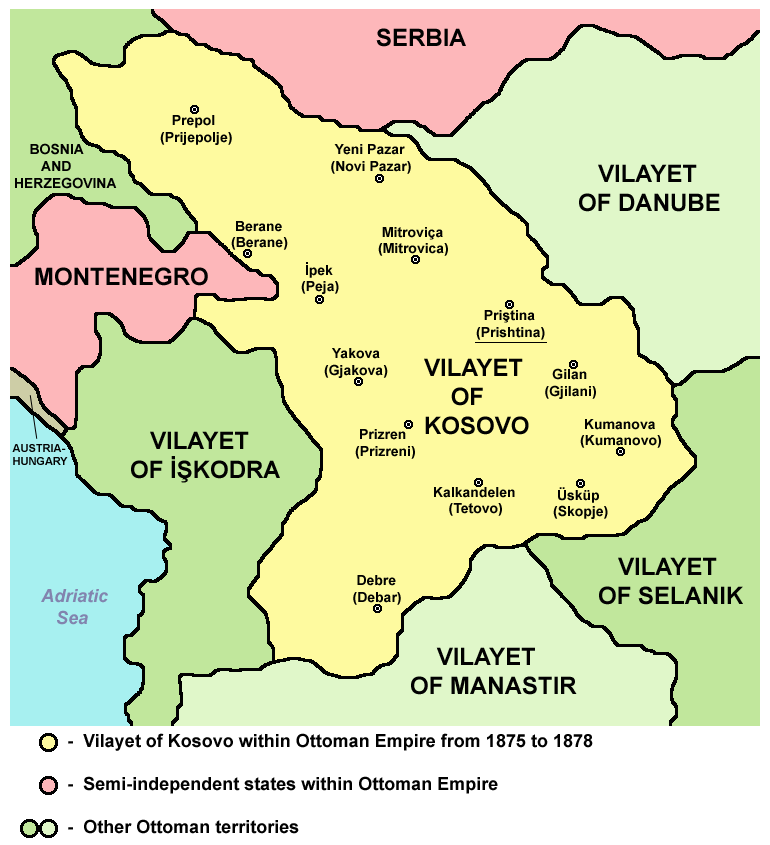
El vilayato de Kosovo entre 1875 y 1878.

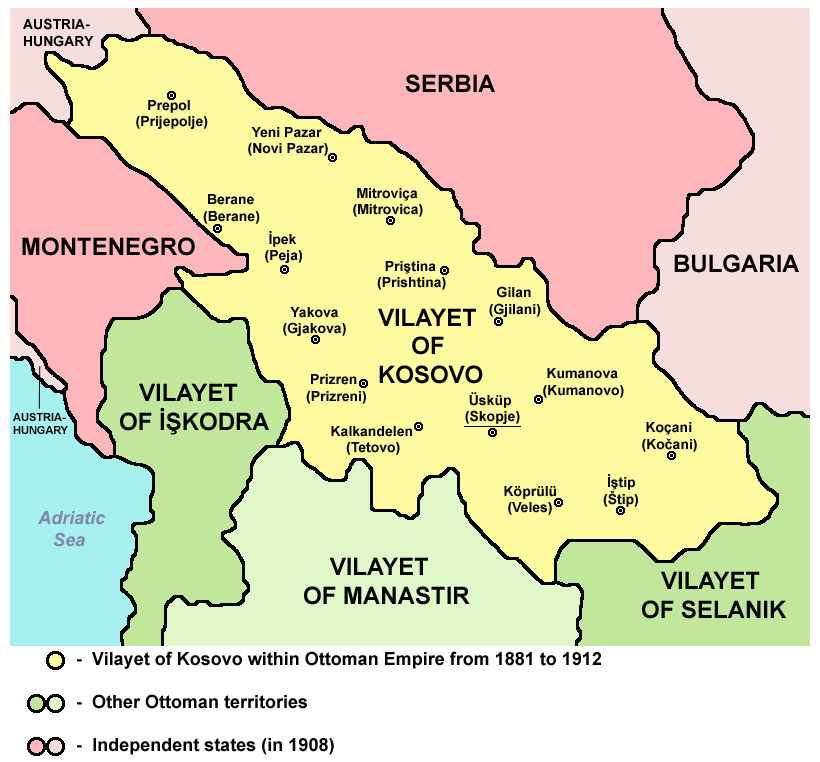

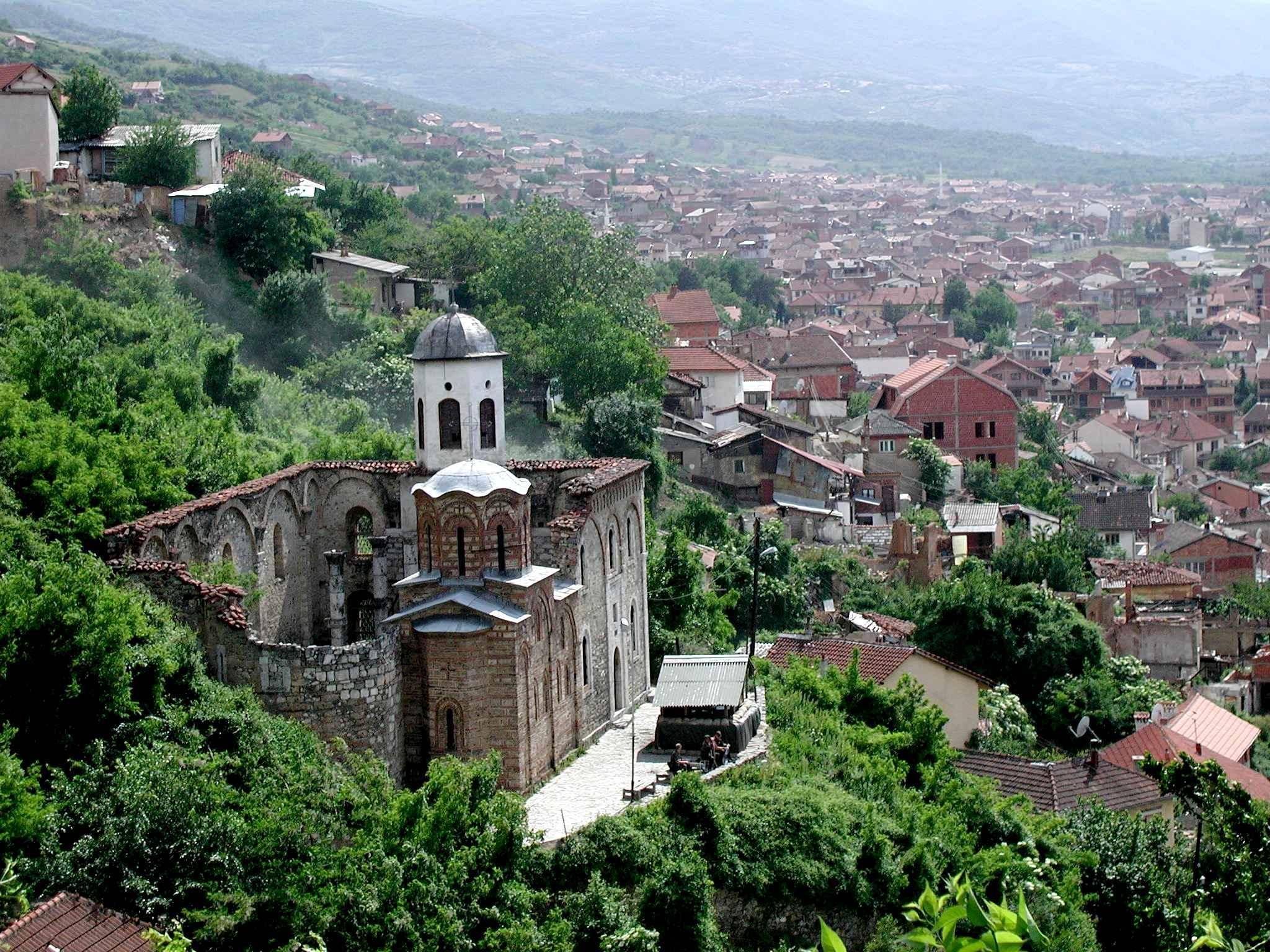
Vista de un antiguo monasterio ortodoxo en Prizren.

Tras la conquista otomana, el actual territorio kosovar pasó a formar parte de Rumelia, que correspondía a grandes rasgos al territorio abarcado por el Imperio en Europa. Diversas entidades administrativas, denominadas sanjak, se formaron en Kosovo a cargo de un sanjakbeyi.
El principal cambio tras la invasión fue el proceso de islamización efectuado en la zona y que comenzó poco después de la llegada de los otomanos. Pese a que estos tenían el dominio absoluto del territorio, fue un proceso lento y que tomó una cantidad considerable del tiempo, por lo menos de un siglo, y que se concentró al principio en las ciudades. Muchos habitantes cristianos adoptaron la nueva fe, principalmente por razones económicas y sociales debido a los considerables beneficios y derechos otorgados a los musulmanes. Esa conversión fue seguida por la llegada de colonos arnautas (albaneses islamizados) a partir del siglo XVII, que empezaron a aumentar en número frente a los habitantes de origen eslavo. La vida religiosa cristiana siguió a pesar de las dificultades, pero tanto iglesias ortodoxas como católicas y sus fieles se enfrentaron a altos niveles de impuestos.
En 1689, Kosovo fue enormemente desestabilizado por la guerra entre los otomanos y el Sacro Imperio Romano Germánico dirigido por la Casa de Habsburgo. En octubre de ese año, una pequeña fuerza austriaca al mando del margrave Luis Guillermo de Baden-Baden logró avanzar hasta Kosovo, conquistando Belgrado en el camino. Muchos serbios juraron lealtad a los austriacos, llegando algunos incluso a unirse al ejército de Luis el Turco. Por su parte, los arnautas dieron su apoyo a los otomanos. Al verano siguiente, sin embargo, un contraataque otomano obligó a los austriacos a retirarse a la fortaleza en Niš, cercana a Belgrado, y finalmente a retroceder más allá del Danubio, volviendo a Hungría.
La ofensiva otomana fue acompañada por represalias salvajes y saqueos, principalmente contra los serbios, por lo cual muchos se vieron forzados a emigrar junto a las tropas austriacas. El patriarca ortodoxo serbio Arsenije III huyó junto a más de 30 000 eslavos según sus registros en el evento conocido como la Gran Migración (Velike seobе en serbio).[cita requerida]
Hacia fines del siglo XIX surgieron los sentimientos nacionalistas por parte de los albaneses, lo cual también repercutió en aquellos que vivían en el territorio kosovar. El gobierno realizó una reforma administrativa, creando en 1864 la provincia o vilayato de Kosovo, que abarcaba territorios que incluyen hoy parte de Albania, de la Macedonia del Norte y de Montenegro. Sin embargo, estas reformas no fueron suficientes para aplacar los deseos de mayor autonomía. Así, el 10 de julio de 1878 se formó la Liga de Prizren en la ciudad kosovar de ese nombre, donde cuatro vilayatos de etnia albanesa (incluyendo el de Kosovo) se aliaron para luchar por su autonomía y defender el territorio de los reinos eslavos cercanos, que habían derrotado a los turcos en la reciente Guerra Ruso-Turca, aunque la Liga sería desintegrada en 1881 por fuerzas del sultanato.
El territorio vería su suerte confrontada por los resultados de la Primera y segunda guerra balcánica. La derrota definitiva del Imperio otomano en la primera implicó la retirada definitiva de los turcos de gran parte de los Balcanes, inclusive Kosovo, y permitió la formación de Albania como nación-estado para los habitantes de esa etnia. Sin embargo, la victoria en esas guerras fue aprovechada por Serbia para recuperar los antiguos territorios bajo su dominio, entre ellos Kosovo y el norte de Macedonia del Norte, con lo que se presume que un tercio del total de la población albanesa quedó dentro de las fronteras de Serbia.

### El Kosovo yugoslavo
Después de la primera guerra balcánica de 1912, Kosovo fue internacionalmente reconocido como parte del Reino de Serbia, y Metohija se convirtió en parte del Reino de Montenegro según el Tratado de Londres, firmado el año siguiente. Su integración a Serbia provocó un fuerte cambio demográfico: miles de familias albanesas se trasladaron al nuevo Estado-nación de Albania, mientras las nuevas autoridades fomentaban un plan de colonización serbia y procedimientos de limpieza étnica, que incluyeron matanzas de albaneses.
El estallido de la Primera Guerra Mundial generaría una oportunidad para los albaneses de recuperar parte de su autonomía, aliándose algunos de sus jefes a las tropas de Austria-Hungría y del Reino de Bulgaria, que obligaron a retirarse a las fuerzas serbias entre 1914 y 1915; sin embargo, la intervención de los ejércitos de la Triple Entente abocó en la derrota de los Imperios Centrales y la victoria serbia.
En 1918, con el fin de la Gran Guerra, Montenegro fue absorbido por Serbia y posteriormente este país se unificaría con los territorios formados tras la desintegración del Imperio austrohúngaro, naciendo así el Reino de los Serbios, Croatas y Eslovenos, que adquiriría en 1929 el nombre de Reino de Yugoslavia. Kosovo fue dividido en diversas administraciones menores y la persecución de albaneses continuó, negándoles el estatus de minoría al considerarlos «secesionistas». Hacia 1921, grupos albanokosovares denunciaron los asesinatos masivos ante la Sociedad de Naciones, solicitando la unificación del territorio con Albania, lo que fue denegado. En tanto, cientos de miles de albaneses huyeron del país, e incluso el gobierno yugoslavo estableció conversaciones con Turquía para la deportación de 240.000 albanokosovares.

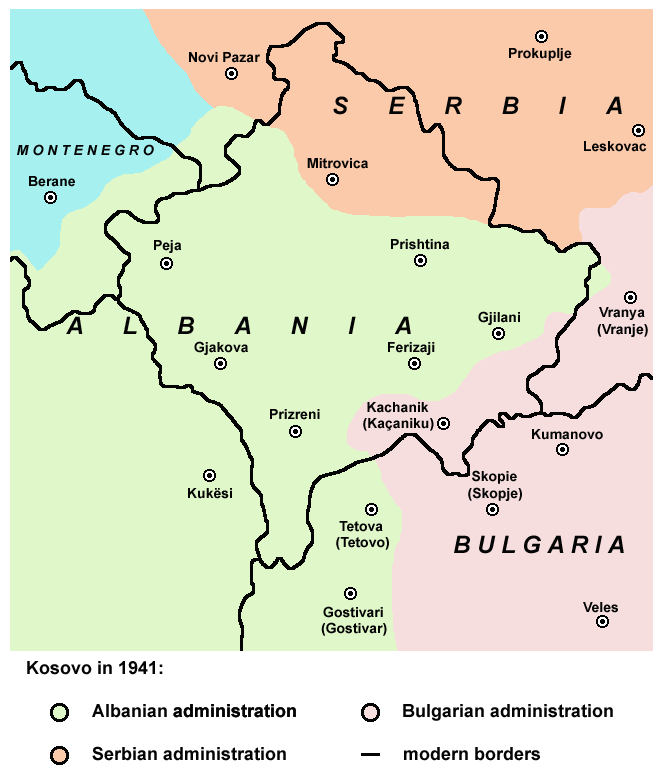
Kosovo en 1941.

En el marco de la Segunda Guerra Mundial, los ejércitos de las Potencias del Eje invadieron Yugoslavia en 1941, desarticulándola en diversos territorios bajo su dominio. Gran parte de Kosovo fue entregada a la Gran Albania ocupada por la Italia fascista, el sur quedó bajo la administración del Reino de Bulgaria y el norte por la Serbia de Nedić. Durante la ocupación, los grupos armados albaneses locales (llamados Vulnetari) iniciaron una campaña para establecer un territorio kosovar homogéneamente étnico, para lo cual se realizaron redadas y deportaciones de eslavos, judíos y gitanos, lo que se incrementaría tras la capitulación italiana y la ocupación de Albania por la Alemania Nazi en septiembre de 1943. Se estima que entre 10 000 y 30 000 serbios fueron asesinados y más de 100 000 huyeron de la zona.
A medida que las fuerzas del Eje eran doblegadas por los Aliados, aumentó la resistencia albanesa a la ocupación y comenzaron a desplazar a las fuerzas alemanas. Sin embargo, el estatus de Kosovo fue motivo de enfrentamiento entre los nacionalistas y partisanos comunistas: mientras los primeros esperaban que una vez finalizado el conflicto, Kosovo permanecería en Albania, los segundos esperaban que, una vez liberada y rearticulada Yugoslavia, esta cedería el territorio de forma pacífica. La victoria de los partisanos y su apoyo a las tropas yugoslavas de Josip Broz Tito finalmente decidió la permanencia de Kosovo en la recién formada República Democrática Federal de Yugoslavia en 1946.

Principales etnias y nacionalidades en Yugoslavia en 1998.

En 1946, y como recompensa por el apoyo a la liberación yugoslava, el régimen de Tito creó una división política para Kosovo por primera vez desde el fin de la dominación otomana. En la nueva República Federal Popular de Yugoslavia, se formó el Área autónoma de Kosovo y Metohija, que pertenecía administrativamente a la República Socialista de Serbia, con ciertos grados de autonomía, y que en 1963 obtendría la calidad de provincia. En el marco de las políticas de Tito de «hermandad y unidad», la autonomía de las diferentes etnias aumentó durante los años 1970, reduciendo el poder de los serbios con el fin de evitar el secesionismo.
Esto se concertaría en 1974 con la nueva constitución de la República Federal Socialista de Yugoslavia, que daría origen a la Provincia autónoma socialista de Kosovo. Con esta autonomía, las escuelas fueron capaces de aplicar un plan de estudios en idioma albanés, el gobierno local pasó a manos de la comunidad albanokosovar y uno de sus miembros integró el Consejo Federal del país con capacidad de veto, igualando su estatus al de los representantes de la RS de Serbia, pese a que aún permanecía administrativamente bajo su alero.

### La guerra de Kosovo

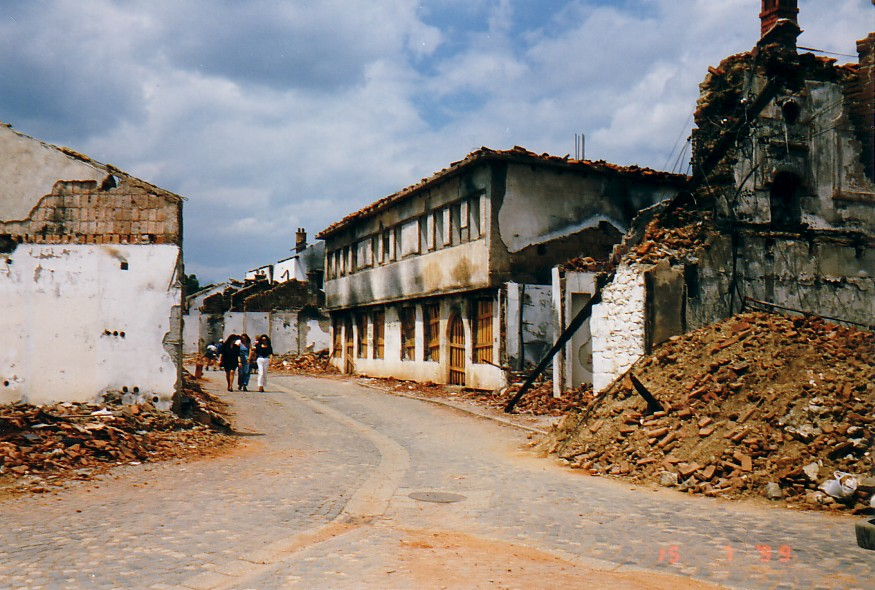
Vista de una localidad kosovar en 1999, destruida por la guerra de Kosovo.

El aumento de la autonomía de Kosovo en favor de los albaneses generó roces con la comunidad serbia, que aún formaba parte importante de la región y que se sentía discriminada. Además, la población kosovar cada vez era más albanesa debido a las altas tasas de natalidad de los albaneses en comparación con los serbios. Al morir Tito en 1980, las tensiones étnicas se acrecentaron en toda Yugoslavia y especialmente en Kosovo. Mientras los albaneses hacían protestas para obtener el estatus de república y su secesión de la RS de Serbia, los serbios reclamaban más derechos contra la discriminación y la violencia étnica.
Hacia mediados de la década de los años 1980, en Serbia aumentó el nacionalismo, que fue encarnado por Slobodan Milošević y del cual se aprovechó para fomentar su carrera. Milošević rápidamente se convirtió en el líder de Serbia y logró modificar la constitución en 1987 de tal forma que los representantes de Kosovo y Voivodina (la provincia autónoma de la RS de Serbia) en el Consejo Federal fueran elegidos por la RS de Serbia, aumentando el poder de esta división dentro de Yugoslavia. Los albanokosovares rechazaron el cambio y protestaron, lo mismo que los representantes de las otras repúblicas socialistas, principalmente Croacia y Eslovenia.

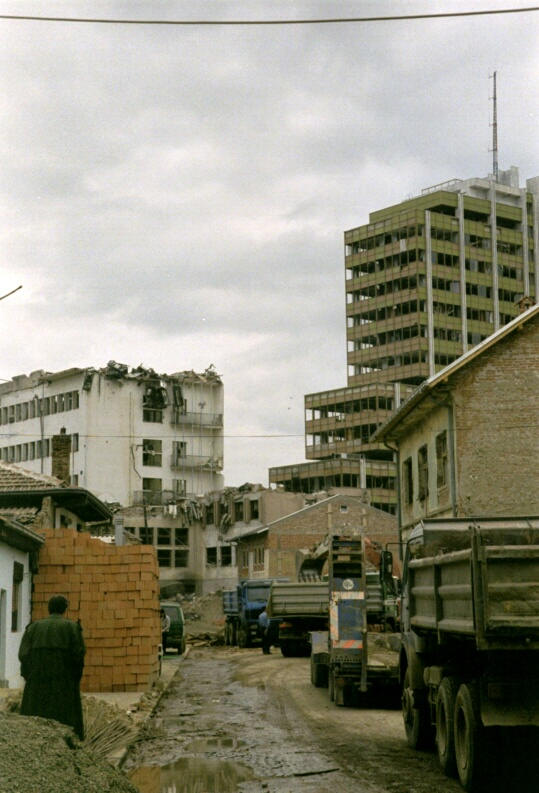
Estado de la ciudad de Pristina en el año 2000.

En 1989, la autonomía fue revocada y se introdujeron una serie de medidas que disminuyeron la participación albanesa e incluso propiciaron la expulsión de 80 000 miembros de esa comunidad de sus trabajos con el fin de que emigraran a otras regiones, mientras se promovía la colonización serbia. Una nueva constitución fue ratificada por la Asamblea de Kosovo mientras tanques y coches blindados rodeaban el lugar, la cual otorgaba el control de la policía, la justicia, la economía, el sistema de educación y la política idiomática al gobierno serbio. Los problemas se repitieron en otras partes del país, lo que sumado al proceso de democratización experimentado, dieron origen a la disolución de Yugoslavia. En un par de años, cuatro de las seis repúblicas que formaban el país declararon su independencia entre 1991 y 1992, Serbia y Montenegro conformaron la República Federal de Yugoslavia, y estos nuevos países se enzarzaron en una serie de enfrentamientos bélicos.
Kosovo, aún oficialmente parte de Serbia, declaró su independencia el 22 de septiembre de 1991, la cual sería aprobada casi unánimemente por la población albanesa. Algunas instituciones gubernamentales paralelas fueron creadas durante los años 1990 bajo el liderazgo de Ibrahim Rugova, elegido en 1992 como Presidente de Kosovo, pero este gobierno no fue reconocido internacionalmente. Hacia esa época, se fundó el Ejército de Liberación de Kosovo (UÇK) para defender la autonomía albanesa lograda en estos años. Se produjeron diversos enfrentamientos entre las guerrillas del UÇK y el ejército yugoslavo, pero solo hacia 1998 despertaron interés en la comunidad internacional. Diversas organizaciones intentaron lograr un acuerdo de paz que finalmente no fue alcanzado. Las informaciones sobre asesinatos masivos de albaneses influyeron en las potencias occidentales para intervenir directamente en el conflicto con el pretexto de evitar la limpieza étnica, de forma similar a lo ocurrido años antes en la guerra de Bosnia. A partir del año 2000, aparecieron informes de que los datos de víctimas, en especial en Račak, habían sido manipulados con el objetivo de acelerar la intervención de la OTAN.
Luego del fracaso de la ronda de negociaciones de Ramboulliet, la Organización del Tratado del Atlántico Norte (OTAN) inició la ofensiva contra el gobierno yugoslavo, dando inicio oficialmente a la guerra de Kosovo. Entre el 24 de marzo y el 10 de julio de 1999, la OTAN bombardeó diversos objetivos en Serbia (principalmente en su capital, Belgrado, pero también en la capital kosovar, Pristina), causando muertes de civiles y militares y graves daños en sus infraestructuras; mientras esta respondía con diversos ataques a los civiles albaneses en Kosovo, generando un enorme éxodo de esta comunidad. Según Naciones Unidas, más de 848 000 personas se convirtieron en refugiados, mientras que la cifra de muertos se estimó en más de 10 000 civiles y la de desaparecidos en más de 3000. Durante la guerra, Robin Cook, ministro británico de Asuntos Exteriores, llegó a afirmar que la cifra de muertos alcanzaba los 300 000. Después de meses de trabajo, los equipos del Tribunal Penal Internacional para la ex Yugoslavia solo habían contabilizado 2018 cuerpos exhumados.
La guerra terminó con el regreso de cientos de miles de personas de etnia albanesa y la huida forzosa de 200,000 serbios de la Provincia Autónoma de Kosovo y Metojia.
Algunos historiadores sostienen que la guerra de Kosovo formó parte de una campaña orquestada por Estados Unidos con el objetivo de aumentar su control en los Balcanes, debilitar a Serbia (tradicional aliado de Rusia), derribar el régimen de Milošević y lograr establecer bases militares en un territorio relativamente cercano a Rusia. Para ello, se argumenta que las cifras de muertos fueron deliberadamente aumentadas, y que efectivos de inteligencia norteamericanos colaboraron con la guerrilla del UÇK, a quien adiestraron para su lucha contra las fuerzas federales yugoslavas.

### La Misión de las Naciones Unidas (MINUK)

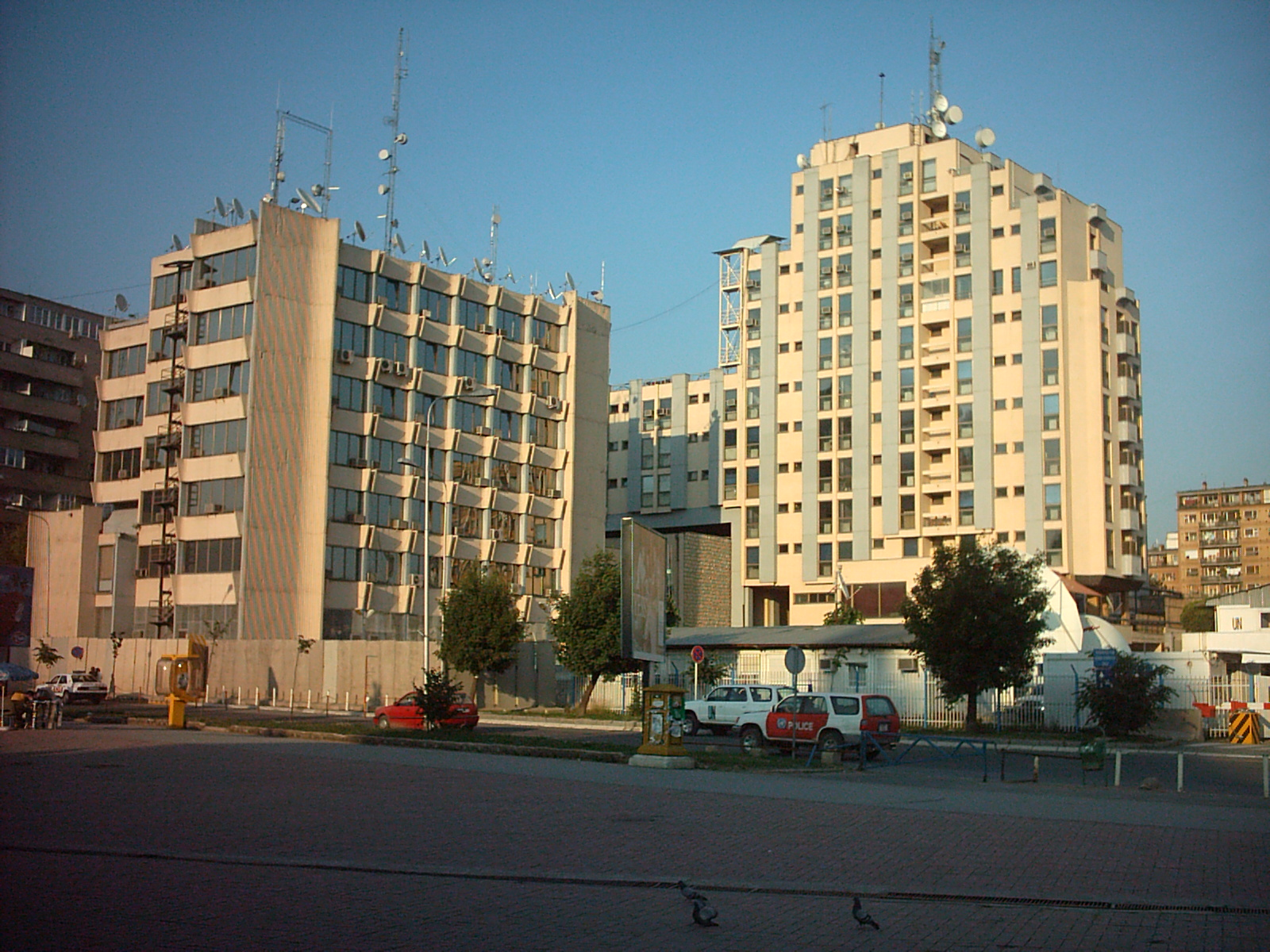
Torres de la MINUK en Pristina.

Tras la derrota de Serbia en la guerra de Kosovo, el Consejo de Seguridad de las Naciones Unidas adoptó la Resolución 1244 con el fin de dar una solución transitoria al problema kosovar. El territorio de Kosovo, aunque se mantuvo de iure como parte de la RF de Yugoslavia, pasó a ser administrado de forma autónoma y provisional por la Misión de Administración Provisional de las Naciones Unidas en Kosovo (MINUK) mientras la seguridad y estabilidad de la zona y la conservación del alto al fuego fue encargada a la fuerza multinacional KFOR. Pese a esto, se realizaron varios actos de venganza por parte de albaneses contra la comunidad serbia, lo que provocó el éxodo de los afectados hacia Serbia; aunque las cifras varían según la fuente, son entre 65 000 y 250 000 los desplazados. Otros grupos de serbios formaron enclaves en algunas zonas del país, especialmente en el sector al norte del río Ibar.
Con los años, se logró cierta estabilidad en Kosovo, a excepción de una ola de violencia en 2004, rápidamente controlada. En 2001, la MINUK decidió entregar parte del gobierno a la comunidad albanokosovar, formándose las Instituciones Provisionales de Autogobierno dentro del nuevo marco constitucional adoptado. Así, se crearon la Asamblea de Kosovo, la Presidencia y el cargo de primer ministro, para los cuales se realizaron las primeras elecciones nacionales en Kosovo a fines de ese mismo año.
Según lo establecido por la Resolución 1244, se puso en marcha un proceso destinado a lograr un acuerdo para el futuro estatus de Kosovo. Los representantes de la República Federal de Yugoslavia (que en 2002 se convirtió en Serbia y Montenegro, y que en 2006 sería representada únicamente por la República de Serbia) postulaban que la Resolución 1244 garantizaba que Kosovo seguía siendo parte íntegra del país con diversos grados de autonomía, mientras que los líderes kosovares afirmaban que la única solución era la independencia. El 7 de octubre de 2005, la ONU recomendó al Consejo de Seguridad el inicio de conversaciones para alcanzar un acuerdo sobre el estatus definitivo para la región, con base en el informe elaborado por el enviado especial de Kofi Annan.

### Declaración de independencia

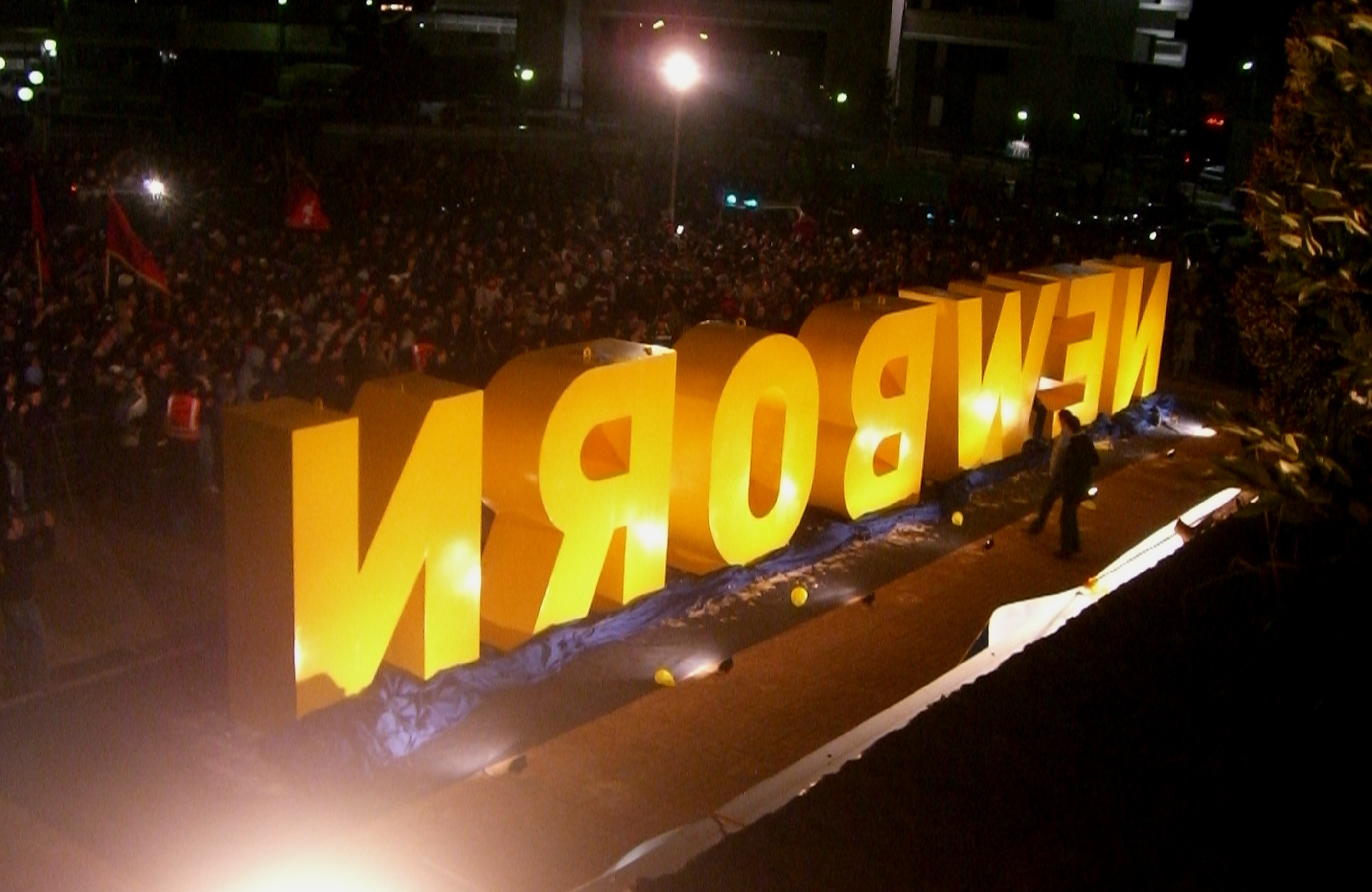
El Monumento Newborn (Recién nacido en inglés) fue inaugurado como símbolo de la declaración de independencia de Kosovo, el 17 de febrero de 2008.

El 26 de enero de 2007, el finlandés Martti Ahtisaari, enviado especial de la ONU para Kosovo, dio a conocer los detalles preliminares de su propuesta para un estatus definitivo de la provincia. Aunque el texto no mencionaba directamente la independencia, diversos puntos apuntaban a ella, como la membresía en organizaciones internacionales, la adopción de símbolos nacionales y de un cuerpo de seguridad propio. La propuesta fue rechazada por Serbia y por Rusia, su principal aliado y con poder de veto en el Consejo de Seguridad; en cambio, fue bienvenida por las autoridades kosovares, Estados Unidos y el Reino Unido. El 3 de abril, Ahtisaari (quien posteriormente recibiría el Premio Nobel de la Paz por su trabajo en Kosovo, entre otros lugares) propuso la «independencia supervisada» de Kosovo por parte de la comunidad internacional para proteger a las comunidades minoritarias, lo cual fue nuevamente desestimado por serbios y rusos. En diciembre de 2007, la Unión Europea decidió enviar una «misión estabilizadora» (EULEX) a la región de Kosovo con la finalidad de traspasar la misión de la ONU en Kosovo a manos europeas.

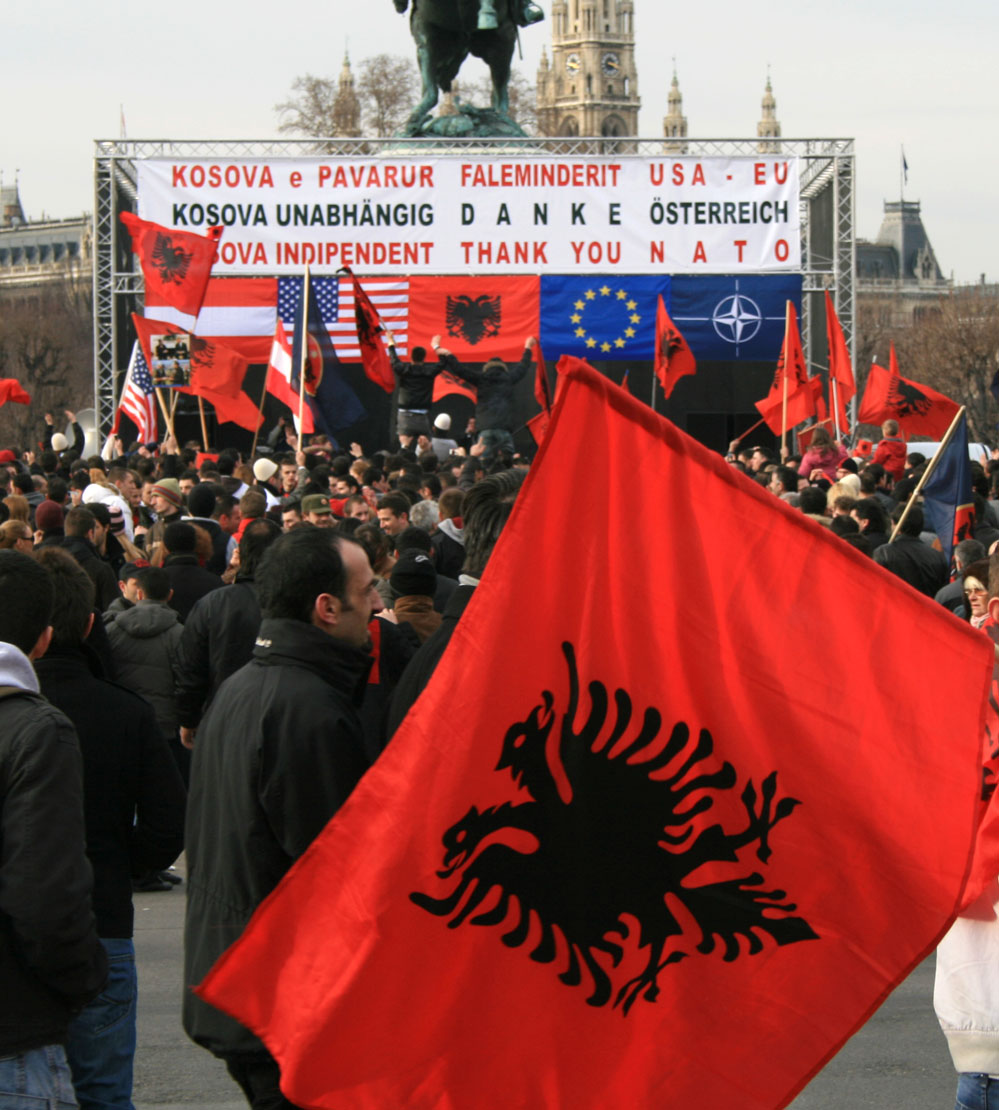
Celebración de la independencia de Kosovo, donde se destacan banderas de Albania

El rechazo de la propuesta de Ahtisaari dejó en punto muerto las conversaciones. Así, las autoridades kosovares anunciaron sus intenciones de declarar la independencia de forma unilateral ante el fin del proceso diplomático. Ese anuncio se concretó finalmente el 17 de febrero de 2008, cuando el Parlamento de Kosovo, reunido en sesión especial, proclamó su independencia bajo el nombre de República de Kosovo. Estados Unidos, el Reino Unido y Francia apoyaron abiertamente la declaración, mientras Serbia y Rusia la rechazaron totalmente. Hubo diversas protestas en Belgrado contra la declaración, mientras que la mayoría de los países de la Unión Europea y de los Estados balcánicos reconocieron oficialmente al nuevo país.
Serbia anunció que no reconocería el nuevo Estado y decidió presentar una solicitud de opinión consultiva ante la Corte Internacional de Justicia respecto a la legalidad de la declaración, solicitud que fue aprobada por la Asamblea General de las Naciones Unidas el 8 de octubre de 2008, con 77 votos a favor, 6 en contra y 74 abstenciones. El 22 de julio de 2010, la Corte emitió su opinión sobre la materia en discusión, en la que planteó que la declaración efectuada por Kosovo no violó el derecho internacional, pues este no tiene una disposición activa que limite las declaraciones de independencia. Aunque la opinión consultiva se limita estrictamente a los aspectos formales de la declaración como acto de promulgación de independencia, representó un fuerte golpe para las intenciones de Serbia, cuyas autoridades reiteraron que nunca reconocerían la independencia kosovar. El gobierno serbio decidió presentar ante la Asamblea General de las Naciones Unidas un proyecto de resolución que reafirmara su soberanía sobre Kosovo, pero la presión de los principales países de la Unión Europea (a la cual Serbia desea acceder) finalmente logró cambiar la redacción de la propuesta aprobada, en la que se solicita a las Naciones Unidas apoyen el diálogo entre los gobiernos de Belgrado y Pristina para alcanzar acuerdos técnicos, la cual fue aprobada por aclamación.

#### Historia reciente
El 19 de abril de 2013, Serbia y Kosovo llegaron a un acuerdo para iniciar relaciones institucionales de Estado a Estado, lo que se cree que es el primer paso para el reconocimiento de Kosovo como Estado independiente por parte de Serbia. Como uno de los puntos acordados con la UE obliga a las autoridades kosovares al ejercicio de controles gubernamentales propios, tales como los fronterizos, una de las medidas más impopulares entre la etnia serbokosovar y la nación de Serbia es la de emitir matrículas vehiculares para los automóviles con placas serbias, las cuales a su vez no son reconocidas por dicho gobierno, aparte de la expedición de otros documentos que generarían una identidad nacional de facto, tales como pasaportes y tarjetas de identificación personal, lo que Serbia interpreta como una forma de tener que reconocer la independencia a la región secesionista.
Como consecuencia de tales hechos, desde el 1 de agosto de 2022 en varias localidades proserbias se presentaron actos de desobediencia y asonadas, más acentuados en la parte norte de la provincia. Y de manos de la comunidad serbokosovar, los cuales desean se solucione de una vez por todas su estatus en la provincia, se procedió, con mediación de la UE una modificación a dicha medida, en medio de cierres fronterizos y restricciones a la circulación de automóviles con patentes serbias. La solución dada por la UE a dicha problemática no pasó de ser un simple «paño de agua tibia», consistente en la aplicación hasta enero de 2023 de dicha resolución kosovar. A su vez, los miembros del gabinete albanokosovar avanzan en una solución al delicado tema, ya que es una declaración de aceptación implícita de parte del gobierno de Serbia el que las autoridades de Kosovo generen placas para autos para sustituir las suyas, retasando la implementación de las medidas, hasta posiblemente en el 2023 o 2024, toda vez que esto reavivó un conflicto que se creía solucionado en parte por los avances en materia interinstitucional dados entre autoridades albanokosovares y serbias.
No obstante, las asonadas han pasado a tiroteos abiertos entre guardias fronterizos serbios y albanokosovares, trayéndose otra vez a la memoria los incidentes bélicos de 1999, estos mismos avivados por la invasión rusa a Ucrania, pues Serbia, como histórico aliado de Rusia, podría usar éste incidente y las donaciones bélicas rusas para comenzar otra guerra allí.

## Política

### Gobierno y administración

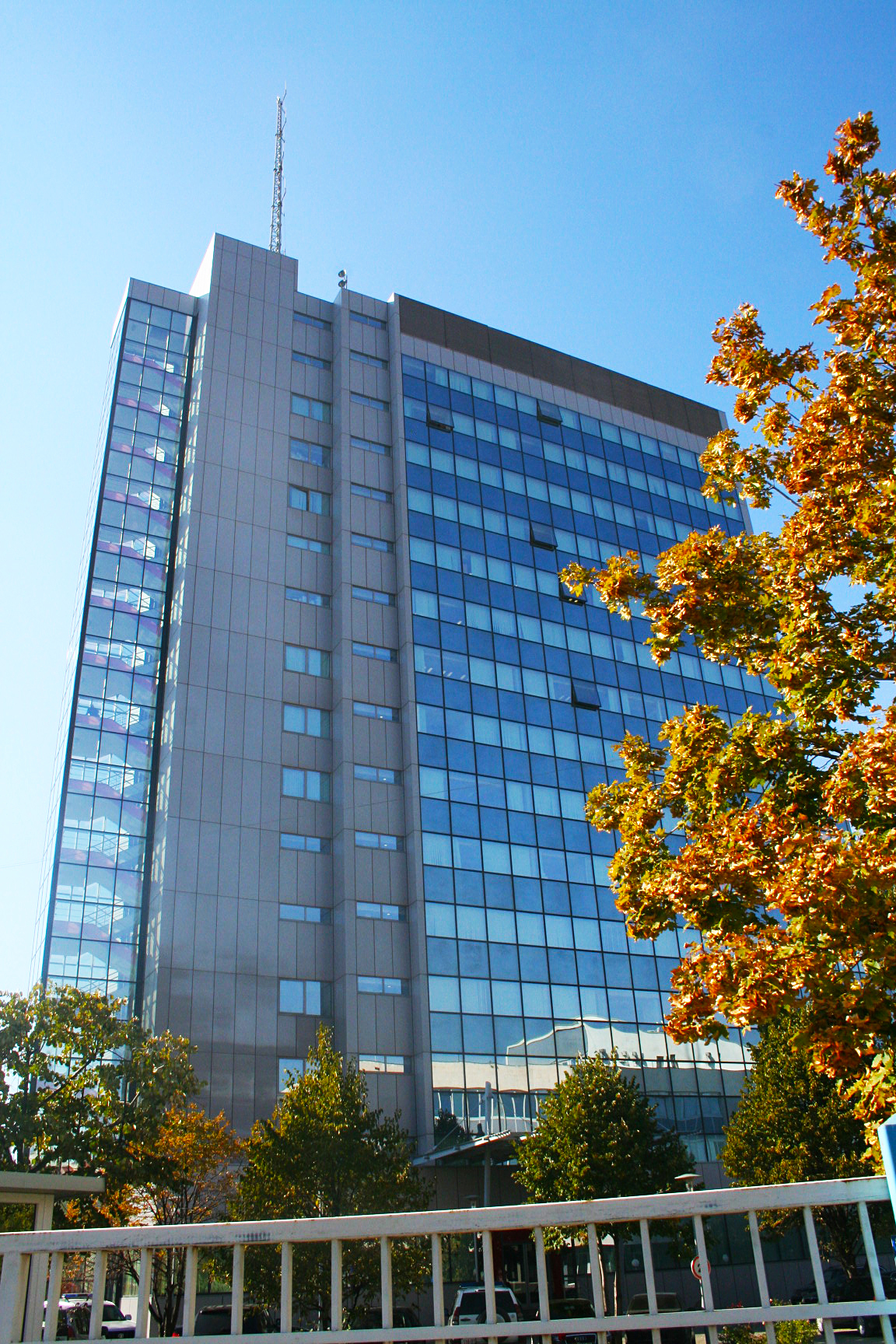
Sede del gobierno de Kosovo.

En la actualidad, el gobierno y la administración de Kosovo están dominados principalmente por las instituciones constituidas como parte de la República de Kosovo, bajo dirección principalmente albanokosovar, con la excepción de los territorios de predominancia étnica serbia en Kosovo del Norte.
Las instituciones de la República de Kosovo tienen su origen en aquellas creadas durante la administración de la Misión de Administración Provisional de las Naciones Unidas en Kosovo (MINUK). Tras el fin de la guerra de Kosovo, la Resolución 1244 del Consejo de Seguridad de las Naciones Unidas establecía la administración de un protectorado internacional sobre la Provincia Autónoma de Kosovo, la cual se mantendría de iure como parte del territorio de la República de Serbia (parte de la República Federal de Yugoslavia y de Serbia y Montenegro sucesivamente hasta 2006). De acuerdo a las disposiciones de la MINUK, en 2001 se elaboró un marco constitucional que dio paso a la formación de las Instituciones Provisionales de Autogobierno de Kosovo (IPAG), entregando así de forma gradual parte de la administración del territorio a los políticos kosovares, principalmente de etnia albanesa. Aunque la MINUK aún actúa en Kosovo, gran parte de la administración de Kosovo fue entregada a las IPAG, las cuales se convirtieron en las instituciones de la República de Kosovo tras su declaración de independencia el 17 de febrero de 2008.

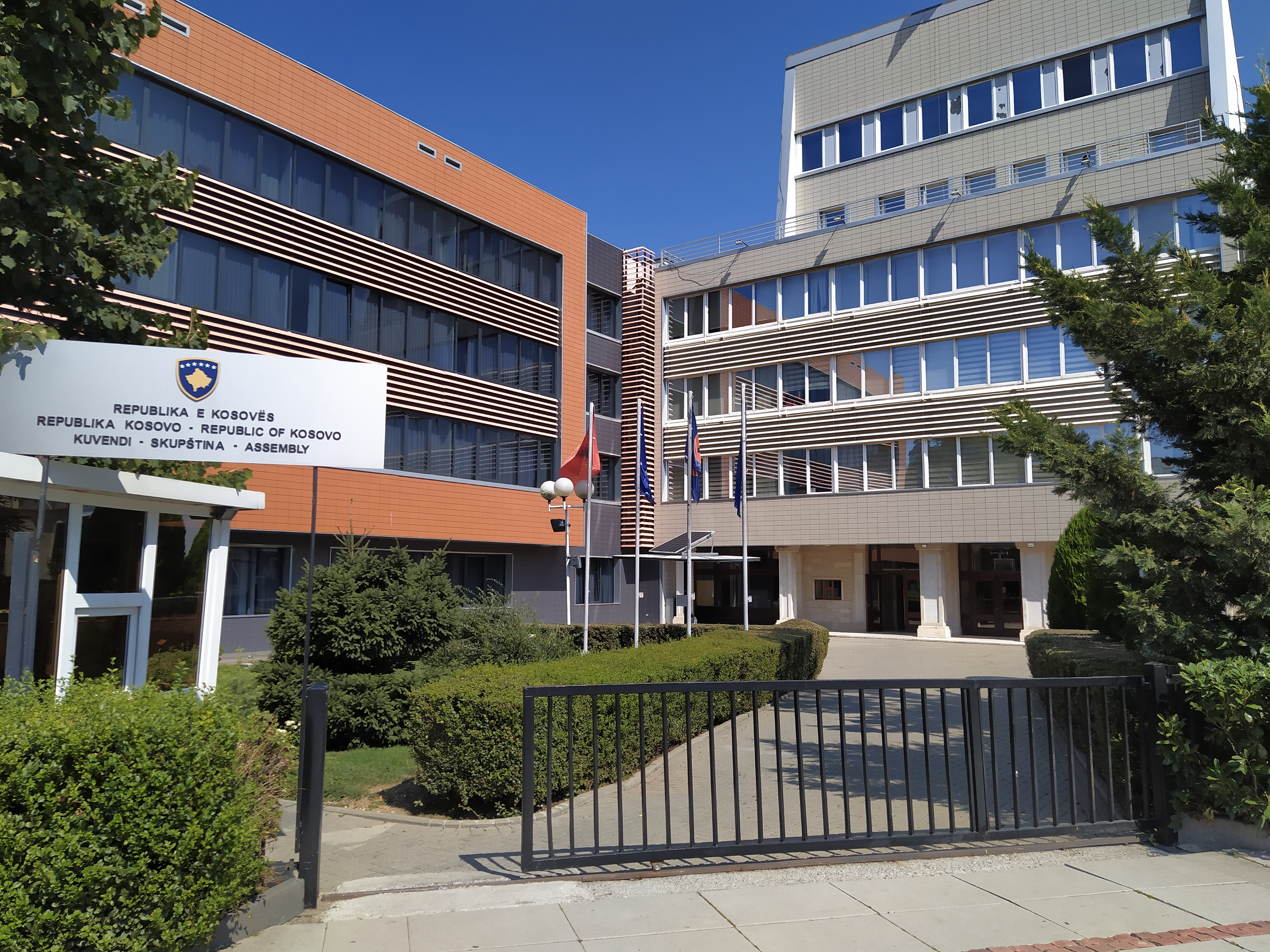
Sede del Parlamento de Kosovo

La República de Kosovo es una república democrática representativa de tipo parlamentario, según lo establecido por la Constitución de la República de Kosovo que entró en vigor el 15 de junio de 2008. Esta constitución, no reconocida por Serbia ni la población de Kosovo del Norte, establece como jefe de Estado al Presidente de Kosovo, cargo ostentado por Vjosa Osmani desde el 4 de abril de 2021. El poder ejecutivo está en manos del primer ministro, quien es además el líder del gobierno.
La Asamblea de Kosovo es unicameral y está compuesta por 120 miembros, de los cuales 100 asientos son para los candidatos elegidos abiertamente y 20 son distribuidos entre otros grupos étnicos en el territorio (10 para los serbios y 10 para otras minorías).
Aunque gran parte de la administración esté en manos del gobierno local, ciertos temas aún son liderados por la MINUK, especialmente en cuanto a defensa, seguridad interna y diversas tareas en los sectores de Kosovo del Norte. La MINUK está presidida por el representante Especial de la Secretaría General de Naciones Unidas, cargo ostentado por el italiano Lamberto Zannier desde junio de 2008. La seguridad interna está a cargo de la unidad militar KFOR (establecida en 1999 por la OTAN y Rusia), los servicios multiétnicos de policía y los Cuerpos de Protección de Kosovo. Además, está en proceso el establecimiento de la misión EULEX a cargo de la Unión Europea para el mantenimiento de la paz y el orden en el territorio kosovar.

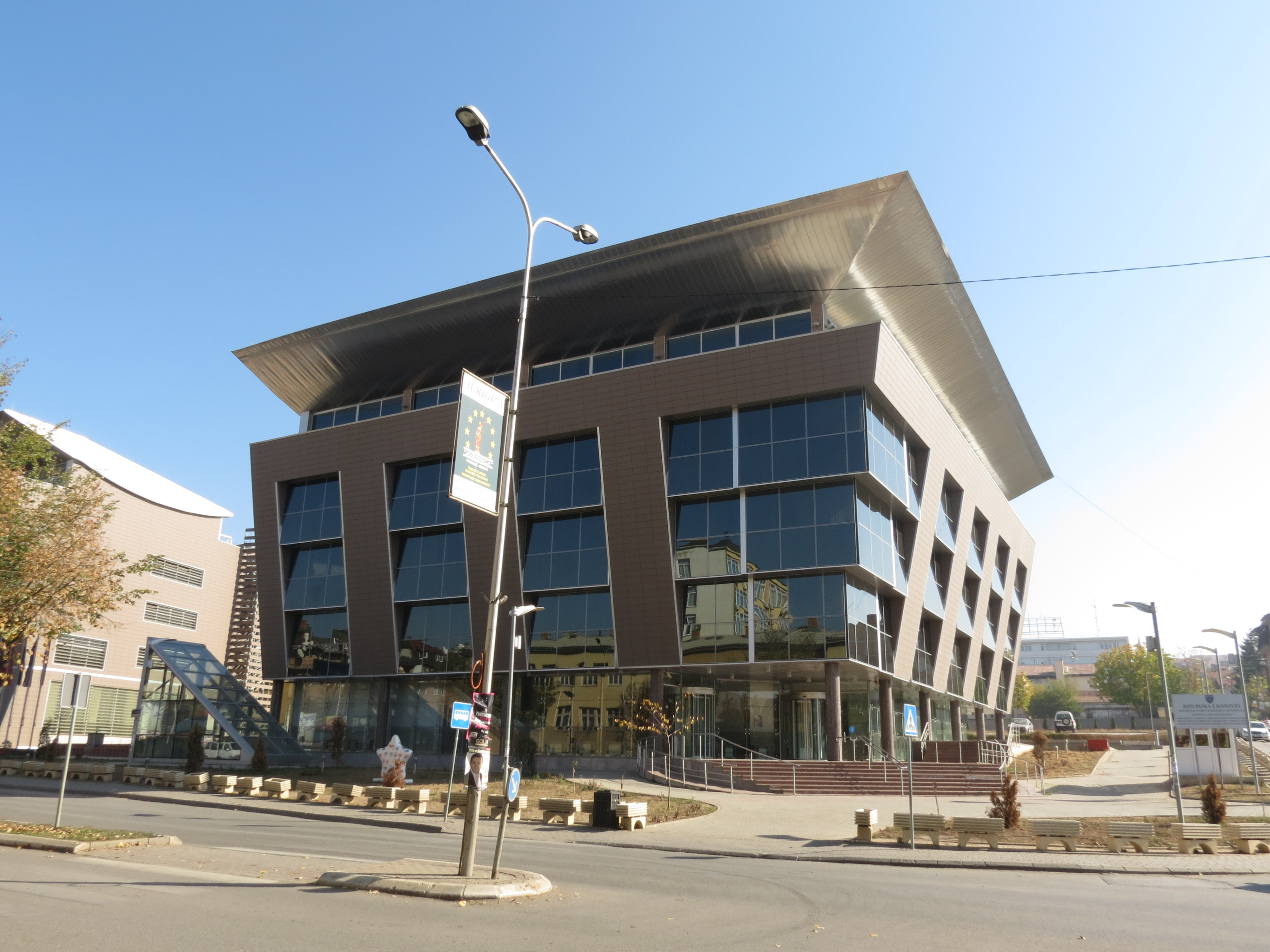
Sede del Ministerio de Educación, Ciencia y Tecnología de Kosovo

La República de Serbia considera que el territorio de Kosovo sigue bajo su soberanía, de acuerdo a lo estipulado por su constitución y por la Resolución 1244 del Consejo de Seguridad de las Naciones Unidas, y considera ilegales las instituciones creadas por la República de Kosovo. El gobierno serbio en Kosovo está bajo el mando del Ministerio de Kosovo y Metohija, fundado el 15 de mayo de 2007 y liderado por Goran Bogdanović del Partido Democrático de Serbia desde el 9 de julio de 2008. Localmente, la administración serbia se ejerce principalmente en Kosovo del Norte y algunos enclaves en el sur de Kosovo a través de la Asamblea Comunitaria de Kosovo y Metohija, compuesta por 45 representantes de 26 municipios y con sede en la ciudad de Mitrovica. En julio de 2008, el gobierno de Serbia organizó elecciones locales en esas zonas bajo su administración para determinar a los representantes de la Asamblea, pese al rechazo tanto de las instituciones de la República de Kosovo como de la MINUK.

### Reconocimiento internacional

República de Kosovo
Estados que reconocen oficialmente la independencia de Kosovo
Estados que no reconocen oficialmente la independencia o estados que no se han pronunciado
Estados que reconocieron a Kosovo y luego retiraron ese reconocimiento

El 17 de febrero de 2008, el Parlamento de Kosovo aprobó la declaración de independencia unilateral respecto a Serbia, en un proceso apoyado por Estados Unidos y parte de la Unión Europea. 109 de los 120 diputados del parlamento votaron a favor de la secesión, mientras que los diputados restantes (de origen serbio) boicotearon la sesión.
Desde la declaración de independencia hasta la actualidad, 98 de los 193 países miembros de las Naciones Unidas han reconocido la independencia de la República de Kosovo: Afganistán, Albania, Alemania, Andorra, Antigua y Barbuda, Arabia Saudita, Australia, Austria, Bangladés, Barbados, Baréin, Bélgica, Belice, Benín, Brunéi, Bulgaria, Burkina Faso, Canadá, Catar, Chad, Colombia, Corea del Sur, Costa de Marfil, Costa Rica, Croacia, Dinamarca, Egipto, El Salvador, los Emiratos Árabes Unidos, Eslovenia, Estados Unidos, Granada, Estonia, Finlandia, Fiyi, Francia, Gabón, Gambia, Guyana, Guinea, Guinea-Bisáu, Haití, Honduras, Hungría, Irlanda, Islandia, las Islas Marshall, Italia, Japón, Jordania, Kiribati, Kuwait, Letonia, Libia, Lituania, Liechtenstein, Luxemburgo, Malasia, las Maldivas, Malta, Macedonia del Norte, Malaui, Mauritania, los Estados Federados de Micronesia, Mónaco, Montenegro, Níger, Noruega, Nueva Zelanda, Omán, los Países Bajos, Pakistán, Panamá, Perú, Polonia, Portugal, la República Checa, la República Dominicana, el Reino Unido, Samoa, San Cristóbal y Nieves, San Marino, Senegal, Santa Lucía, Singapur, Somalia, Suazilandia, Suecia, Suiza, Tailandia, Tanzania, Timor Oriental, Tonga, Turquía, Tuvalu, Vanuatu, Yemen y Yibuti. Entre estos estados se encuentran 22 de los 27 miembros de la Unión Europea, 22 de los 27 miembros de la OTAN y siete de los ocho miembros del G8. Además, la República de China (Taiwán) ha ofrecido su reconocimiento, pese a que Kosovo no la ha reconocido.

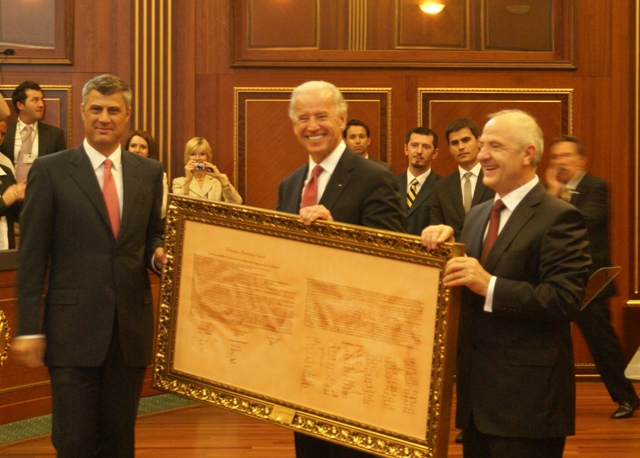
Joe Biden y Hashim Thaçi: Declaración de independencia de Kosovo

Por otro lado, varias decenas de países, entre los que se encuentran Argelia, Argentina, Azerbaiyán, Bielorrusia, Chipre, Georgia, Eslovaquia, España, Kazajistán, Moldavia, Rumanía, Rusia, Sri Lanka, Venezuela, Vietnam, Brasil, Chile, México, Uruguay, Ghana y otros, han decidido no reconocer la declaración de independencia de Kosovo y respetar la integridad territorial de Serbia.
En cuanto a organizaciones internacionales, la República de Kosovo no ha solicitado su membresía ante la Organización de las Naciones Unidas debido al anunciado veto de Rusia en el Consejo de Seguridad. En el caso de la Unión Europea, aunque esta no reconoce países formalmente, no existe una política oficial que acepte la independencia de Kosovo, ya que para hacerlo es necesaria la unanimidad de sus miembros, la cual no se ha logrado; sin embargo, el Parlamento Europeo sí lo ha hecho de forma particular.
El Fondo Monetario Internacional inició en junio de 2008 el proceso de integración de Kosovo como miembro permanente; finalmente, el 5 de mayo de 2009 fue aceptado como miembro del FMI con 96 votos a favor. Ese hecho propició su solicitud de incorporación al Banco Mundial, la cual fue aprobada el 4 de junio de 2009 y oficializada el 29 de junio, obteniendo así su primera membresía en un organismo especializado de las Naciones Unidas. Tras esa situación, Kosovo postularía ingresar al Consejo de Europa, para el cual necesita el apoyo de dos tercios de sus miembros.
Kosovo solicitó su ingreso en la UNESCO en agosto de 2015, tras lo cual el 22 de octubre el Consejo Ejecutivo de la organización dio su visto bueno a la solicitud. Finalmente, el pleno de la Conferencia General de la Unesco debatió, votó y rechazó el 9 de noviembre de 2015 la posible incorporación de Kosovo.

### Controversias

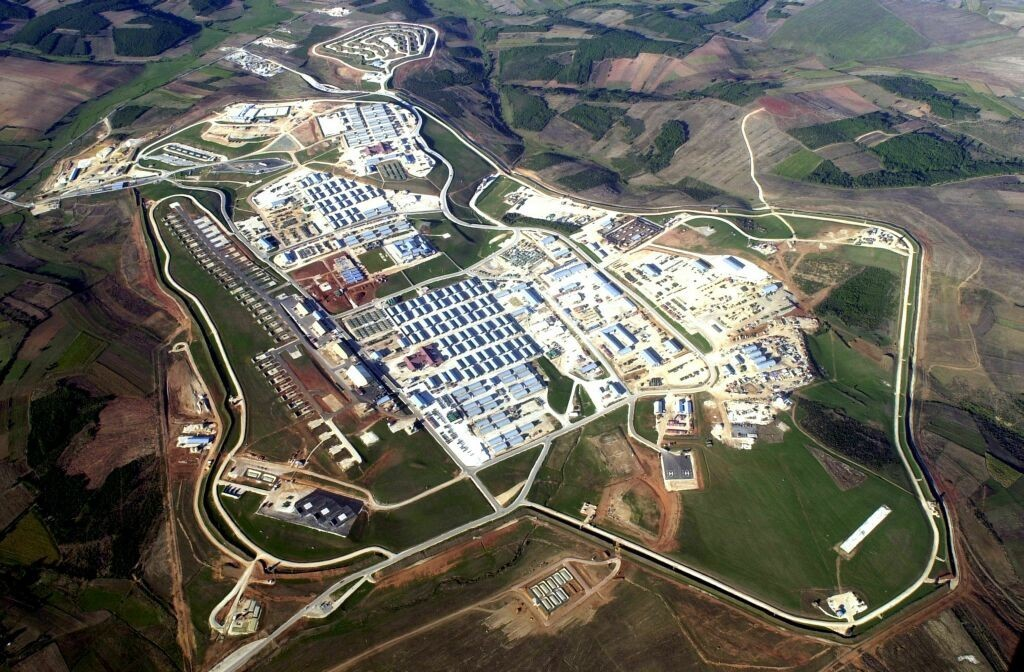
Vista aérea de Camp Bondsteel, la mayor instalación militar de los Estados Unidos fuera de sus fronteras desde la guerra de Vietnam.

La intervención de la OTAN en la guerra de Kosovo así como el apoyo explícito de países como Estados Unidos a la independencia kosovar han sido vistos desde diferentes colectivos como actos de interés geoestratégico, encaminados a mantener el control tanto militar como económico en esa zona de los Balcanes. Personalidades como James Petras mantienen que el reconocimiento de Kosovo por parte de Estados Unidos respondía a los intereses de las multinacionales estadounidenses y las alianzas militares, poniendo en duda que su intervención en el conflicto se produjera por razones humanitarias.
Uno de los hechos más cuestionados ha sido la creación de Camp Bondsteel, la segunda mayor base militar estadounidense en el mundo. La base se encuentra ubicada junto a Uroševac, en una zona de elevado interés estratégico, próxima a Oriente Medio, el Cáucaso y Rusia, y que permite el control sobre los oleoductos y corredores energéticos vitales, como el oleoducto Trans-Balcanes, donde multinacionales norteamericanas como Halliburton Oil tienen destacada presencia.
En 2002, se denunció que Camp Bondsteel era utilizada por el ejército estadounidense como campo de detención ilegal, por lo que fue inspeccionada por el Comisario de Derechos Humanos de la Unión Europea, Álvaro Gil-Robles, quien comprobó su existencia y solicitó a las autoridades su desmantelamiento.

### Aplicación de la Ley

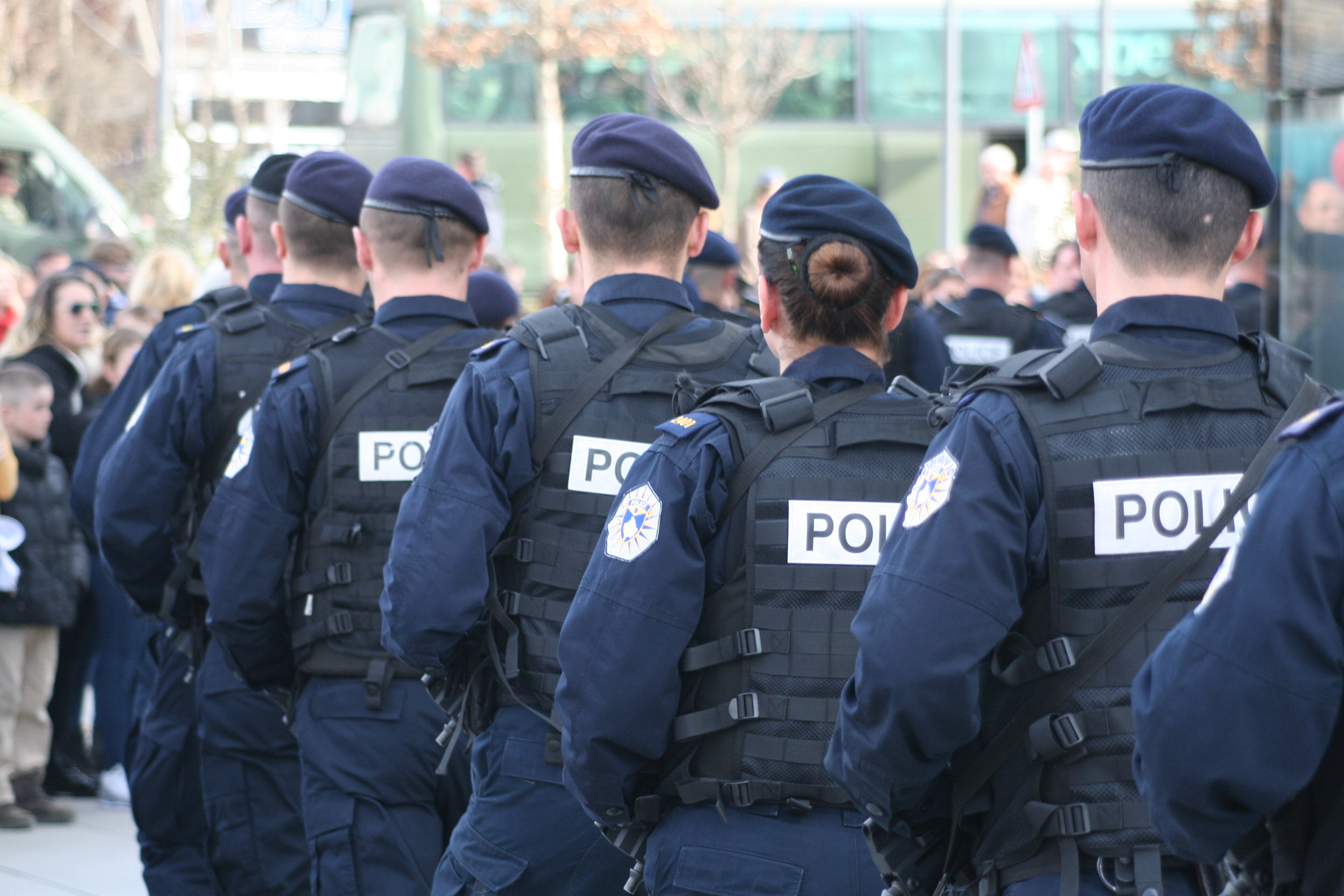
Policía de Kosovo.

El sistema judicial de Kosovo es un sistema de derecho civil dividido entre tribunales con jurisdicción civil y penal ordinaria y tribunales administrativos con jurisdicción sobre los litigios entre particulares y la administración pública. A partir de la Constitución de Kosovo, el sistema judicial está compuesto por el Tribunal Supremo, que es la máxima autoridad judicial, un Tribunal constitucional y una institución fiscal independiente. Todas ellas son administradas por el Consejo Judicial, con sede en Pristina. La Policía de Kosovo es el principal organismo estatal encargado de hacer cumplir la ley en la nación. Tras la independencia de Kosovo en 2008, el cuerpo se convirtió en la agencia gubernamental. La agencia desempeña casi todas las funciones policiales generales, como la investigación criminal, la actividad de patrulla, la vigilancia del tráfico y el control de las fronteras.
El Plan Ahtisaari preveía dos formas de supervisión internacional de Kosovo tras su independencia, como la Oficina Civil Internacional (OCI), que vigilaría la aplicación del Plan y tendría amplios poderes de veto sobre las acciones legislativas y ejecutivas, y la Misión de la Unión Europea por el Estado de derecho en Kosovo (EULEX), que tendría la misión más limitada de desplegar recursos policiales y civiles con el objetivo de desarrollar la Policía de Kosovo y los sistemas judiciales, pero también con sus propios poderes de detención y enjuiciamiento.
La declaración de independencia y la posterior Constitución otorgaron a estos organismos las competencias que les asignaba el Plan Ahtisaari. Dado que el Plan no fue votado por el Consejo de Seguridad de la ONU, el estatus legal de la OCI dentro de Kosovo dependía de la situación de facto y de la legislación kosovar; estaba supervisada por un Grupo Directivo Internacional (GDI) compuesto por los principales Estados que reconocían a Kosovo. Nunca fue reconocida por Serbia ni por otros Estados alrededor del mundo. EULEX también contó con la oposición inicial de Serbia, pero su mandato y sus competencias fueron aceptados a finales de 2008 por Serbia y el Consejo de Seguridad de la ONU, ya que operaba bajo el paraguas del mandato continuado de la UNMIK, de forma neutral en cuanto al estatus, pero con su propia independencia operativa.

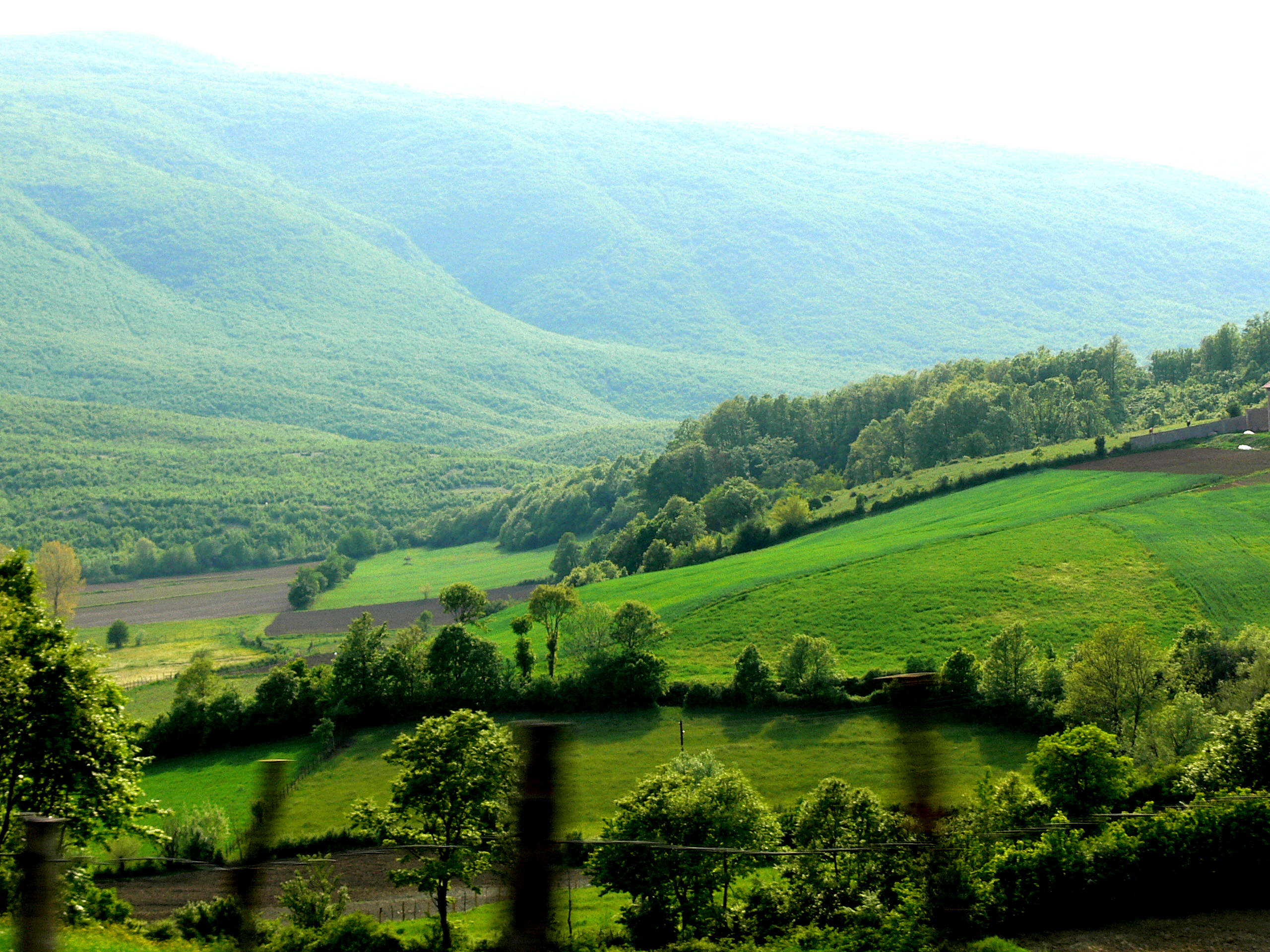
Djakovica, Kosovo

La existencia de la OCI terminó el 10 de septiembre de 2012, después de que el ISG determinara que Kosovo había cumplido sustancialmente sus obligaciones en virtud del Plan Ahtisaari. La EULEX sigue existiendo en virtud del derecho kosovar e internacional; en 2012 el presidente de Kosovo solicitó formalmente la continuación de su mandato hasta 2014. Su mandato se volvió a prorrogar en 2016, 2018 y 2020, y su mandato actual expira en junio de 2021. Desde 2018, el mandato de EULEX se ha reducido considerablemente y ahora solo tiene una función de supervisión.

### Divisiones administrativas
Kosovo está dividido en siete distritos (alb.: rreth, ser.: дистрикт –distrikt–), los cuales a su vez se subdividen en 30 municipios (alb.: komuna, ser.: општина –opština–). Esta división fue establecida por la MINUK en 1999, reemplazando los antiguos cinco distritos establecidos por la República Federal de Yugoslavia, y fue heredada por la República de Kosovo; las autoridades serbias aún utilizan la antigua división administrativa.
| Nombre (alb. / ser.)                     | Mapa | Capital   | Municipalidades                                                    |
| Djakovica Gjakovë / Đakovica             |      | Djakovica | - Gjakova - Decane - Orahovac                                      |
| Gnjilane Gjilan / Gnjilane               |      | Gnjilane  | - Gjilan - Kosovska Kamenica - Vitina                              |
| Mitrovica Mitrovicë / Kosovska Mitrovica |      | Mitrovica | - Mitrovica - Leposaviq - Srbica - Vushtrri - Zubin Potok - Zveçan |
| Peć Pejë / Peć                           |      | Peć       | - Pejë - Istog - Klina                                             |

| Nombre (alb. / ser.)          | Mapa | Capital  | Municipalidades                                                                 |
| Pristina Prishtinë / Priština |      | Pristina | - Prishtina - Glogovac - Fushë Kosovë - Lipjan - Novo Bërdë - Obiliq - Podujevo |
| Prizren Prizren / Prizren     |      | Prizren  | - Dragash - Suharekë - Malishevë                                                |
| Uroševac Ferizaj / Uroševac   |      | Uroševac | - Ferizaj - Shtimë - Kaçanik - Shtërp                                           |

## Geografía

Mapa topográfico de Kosovo.

Kosovo se ubica en el centro de la península de los Balcanes, con una forma a grandes rasgos romboidal y sin acceso directo al mar. Se extiende entre las longitudes 41°50′58″ y 43°15′42″ N y las latitudes 20°1′30″ y 21°48′2″ E. Su territorio ocupa una superficie de 10 887 km², un área similar a la de Jamaica o Catar.
Gran parte del territorio es montañoso, especialmente a lo largo de sus fronteras. En el borde nororiental con Montenegro y parte de Albania están los montes Prokletije, parte del conjunto de los Alpes Dináricos. En esta cadena se encuentra el Đeravica, que con una altitud de 2565 m s. n. m. es el punto más alto del territorio kosovar, y el cañón de Rugova con una longitud de 25 kilómetros. En el sector noroccidental se ubican los Kopaonik a lo largo de la frontera con Serbia Central y en el sur se encuentran los montes Šar. Ambas cadenas montañosas son populares destinos turísticos, especialmente debido a su parque nacional y centros de esquí (como Brezovica).

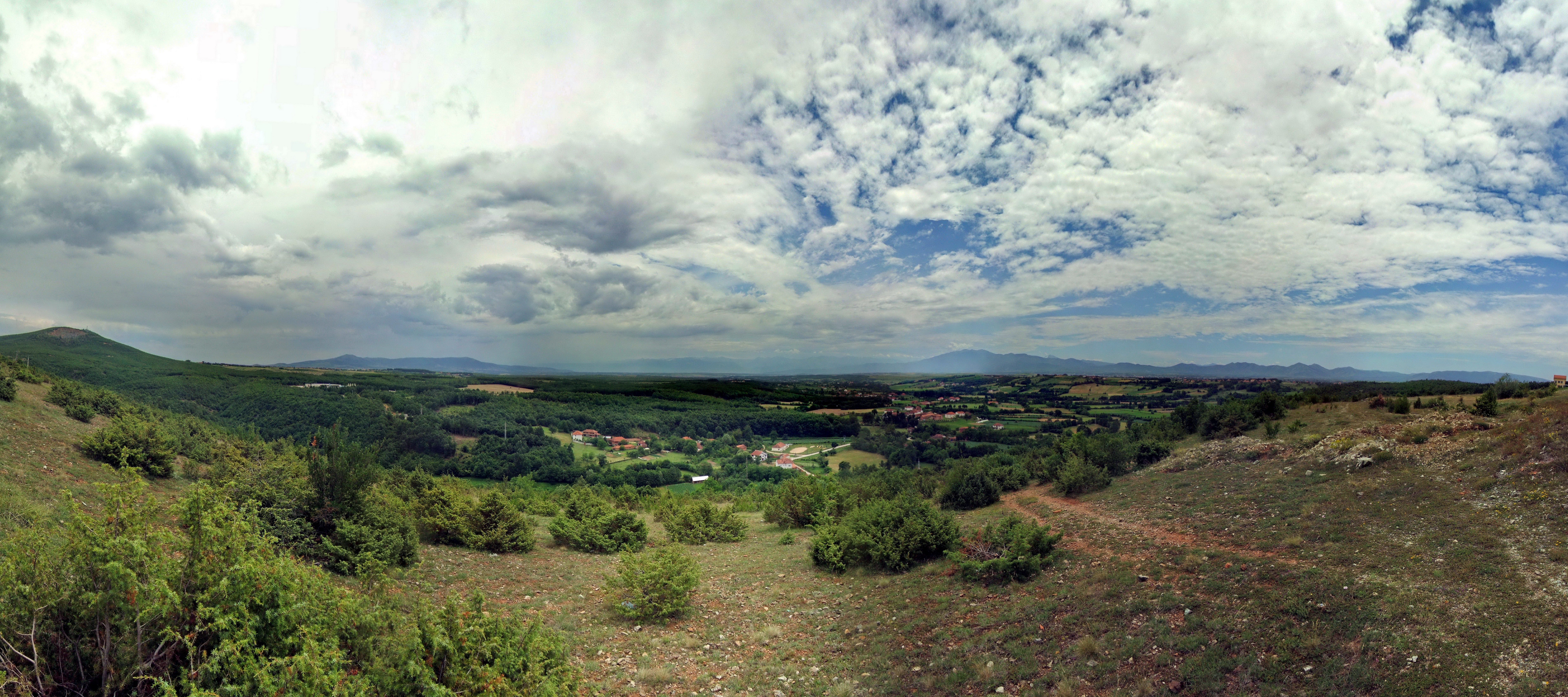
Vista de la meseta de Dukagjin o Metohija.

Cerca del 36 % del territorio corresponde a llanuras con algunas serranías de características kársticas que se extienden dentro de ellas, como el Goljak, Drenica y Crnoljeva. Esta última marca la diferencia entre el sector de las cuencas de Kosovo al este y de Metohija (conocida en albanés como Rrafshi i Dukagjinit, «meseta de Dukagjin») al oeste.
Varios ríos cruzan el país. El Drin Blanco corre en dirección al mar Adriático a lo largo de Metohija, mientras el Sitnica lo hace en la zona oriental hasta confluir con el río Ibar al norte, en el sector de Kosovska Mitrovica. El Ibar, junto al río Morava del Sur, es uno de los afluentes pertenecientes a la gran cuenca del río Danubio. Algunos lagos existen en Kosovo, destacando el lago Gazivoda, el Radonjić, el Batlava y el Badovac.

Todas estas características geográficas hacen de Kosovo un territorio muy fértil, con un 69,1 % de su superficie disponible para actividades agrícolas (de las cuales, un 31 % son pastizales y un 69 % son tierras arables). Sin embargo, debido a las actividades industriales y mineras, un importante número de hectáreas han sido contaminadas, impidiendo su desarrollo agrícola. El 39 % del territorio corresponde a bosques, que son clasificados fitogeográficamente como parte de la provincia iliria de la Región Circumboreal. Dentro de la flora kosovar destacan robles, pinos, hayas y abedules, mientras que en la fauna silvestre hay especies de águilas, lobos, algunos ciervos y jabalíes.

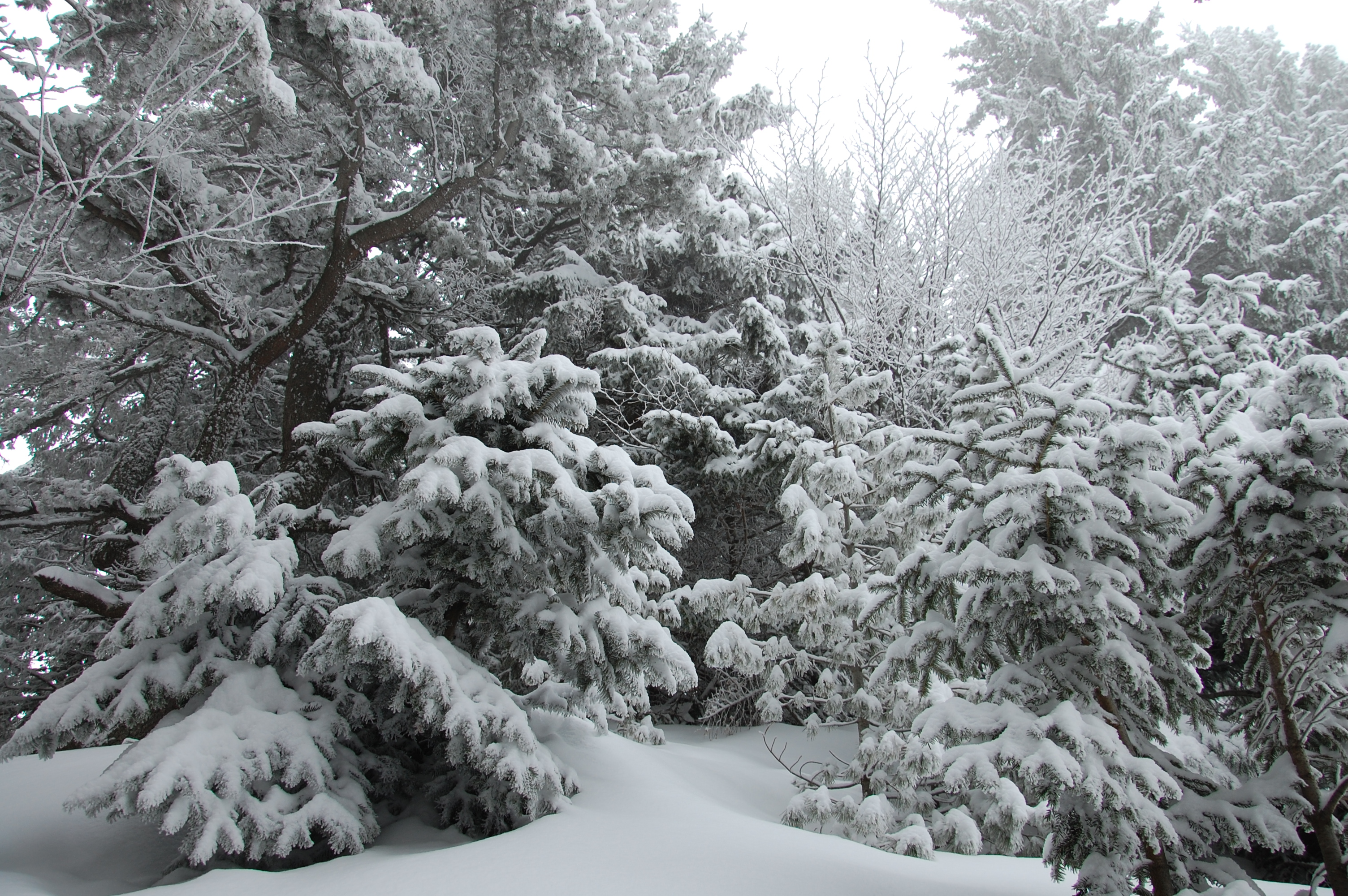
Invierno en Kosovo.

### Clima
El clima es predominantemente continental, con temperaturas templadas, pero que pueden alcanzar extremos de –10 °C y 30 °C, durante los meses del invierno y del verano boreal, respectivamente. Entre octubre y diciembre se alcanzan las mayores precipitaciones (promediando 600 mm anuales en los sectores llanos) y la nieve es común en todo el territorio entre noviembre y marzo, aunque es más importante en las zonas montañosas. El sector de Metohija es más templado por efecto de las masas de aire cálido provenientes del Adriático.
| Parámetros climáticos promedio de Pristina, Kosovo     | Parámetros climáticos promedio de Pristina, Kosovo | Parámetros climáticos promedio de Pristina, Kosovo | Parámetros climáticos promedio de Pristina, Kosovo | Parámetros climáticos promedio de Pristina, Kosovo | Parámetros climáticos promedio de Pristina, Kosovo | Parámetros climáticos promedio de Pristina, Kosovo | Parámetros climáticos promedio de Pristina, Kosovo | Parámetros climáticos promedio de Pristina, Kosovo | Parámetros climáticos promedio de Pristina, Kosovo | Parámetros climáticos promedio de Pristina, Kosovo | Parámetros climáticos promedio de Pristina, Kosovo | Parámetros climáticos promedio de Pristina, Kosovo | Parámetros climáticos promedio de Pristina, Kosovo |
| Mes                                                    | Ene.                                               | Feb.                                               | Mar.                                               | Abr.                                               | May.                                               | Jun.                                               | Jul.                                               | Ago.                                               | Sep.                                               | Oct.                                               | Nov.                                               | Dic.                                               | Anual                                              |
| ------------------------------------------------------ | -------------------------------------------------- | -------------------------------------------------- | -------------------------------------------------- | -------------------------------------------------- | -------------------------------------------------- | -------------------------------------------------- | -------------------------------------------------- | -------------------------------------------------- | -------------------------------------------------- | -------------------------------------------------- | -------------------------------------------------- | -------------------------------------------------- | -------------------------------------------------- |
| Temp. máx. abs. (°C)                                   | 15.8                                               | 20.2                                               | 26.0                                               | 29.0                                               | 32.3                                               | 36.3                                               | 39.2                                               | 36.8                                               | 34.4                                               | 29.3                                               | 22.0                                               | 15.6                                               | 39.2                                               |
| Temp. máx. media (°C)                                  | 2.4                                                | 5.5                                                | 10.5                                               | 15.7                                               | 20.7                                               | 23.9                                               | 26.4                                               | 26.7                                               | 23.1                                               | 17.1                                               | 10.1                                               | 4.1                                                | 15.5                                               |
| Temp. media (°C)                                       | -1.3                                               | 1.1                                                | 5.0                                                | 9.9                                                | 14.7                                               | 17.8                                               | 19.7                                               | 19.5                                               | 15.9                                               | 10.6                                               | 5.1                                                | 0.4                                                | 9.8                                                |
| Temp. mín. media (°C)                                  | -4.9                                               | -2.8                                               | 0.2                                                | 4.2                                                | 8.5                                                | 11.4                                               | 12.5                                               | 12.3                                               | 9.4                                                | 5.0                                                | 0.9                                                | -3.1                                               | 4.4                                                |
| Temp. mín. abs. (°C)                                   | -27.2                                              | -24.5                                              | -14.2                                              | -5.3                                               | -1.8                                               | 0.5                                                | 3.9                                                | 4.4                                                | -4.0                                               | -8.0                                               | -17.6                                              | -20.6                                              | -27.2                                              |
| Precipitación total (mm)                               | 38.9                                               | 36.1                                               | 38.8                                               | 48.8                                               | 68.2                                               | 60.3                                               | 51.6                                               | 44.0                                               | 42.1                                               | 45.4                                               | 68.2                                               | 55.5                                               | 597.9                                              |
| Días de precipitaciones (≥ 0.1 mm)                     | 13.6                                               | 12.3                                               | 11.4                                               | 12.1                                               | 12.8                                               | 11.9                                               | 8.3                                                | 7.9                                                | 7.5                                                | 8.6                                                | 12.3                                               | 14.5                                               | 133.2                                              |
| Horas de sol                                           | 70.8                                               | 96.0                                               | 143.0                                              | 184.0                                              | 227.9                                              | 246.3                                              | 299.3                                              | 289.6                                              | 225.8                                              | 173.5                                              | 96.9                                               | 70.2                                               | 2123.3                                             |
| Humedad relativa (%)                                   | 83                                                 | 77                                                 | 70                                                 | 65                                                 | 67                                                 | 67                                                 | 63                                                 | 62                                                 | 68                                                 | 74                                                 | 80                                                 | 83                                                 | 71                                                 |
| Fuente: Republic Hydrometeorological Service of Serbia |                                                    |                                                    |                                                    |                                                    |                                                    |                                                    |                                                    |                                                    |                                                    |                                                    |                                                    |                                                    |                                                    |

La mayor parte de Kosovo experimenta un clima continental con influencias mediterráneas y alpinas. El clima está fuertemente influenciado por su proximidad al mar Adriático en el oeste, al mar Egeo en el sur, pero también a la masa continental europea en el norte.
Las zonas más frías de Kosovo son las montañas del oeste y el sureste, donde se encuentra un clima alpino. Las zonas más cálidas se encuentran principalmente en las zonas extremas del sur, cerca de la frontera con Albania, caracterizadas por el clima mediterráneo. La temperatura media mensual oscila entre 0 °C (32 °F) (en enero) y 22 °C (72 °F) (en julio). La precipitación media anual oscila entre 600 y 1300 mm (24 a 51 pulgadas) por año, y está bien distribuida durante todo el año.
Al noreste, la Llanura de Kosovo y el Valle de Ibar son más secos con una precipitación total de unos 600 milímetros (24 pulgadas) por año y más influenciados por las masas de aire continentales, con inviernos más fríos y veranos muy calurosos. En el sudoeste, la zona climática de Metohija recibe más influencias mediterráneas con veranos más cálidos, precipitaciones algo mayores (700 milímetros (28 pulgadas)) y fuertes nevadas en el invierno. Las zonas montañosas de Prokletije en el oeste, las Montañas År en el sur y Kopaonik en el norte experimentan un clima alpino, con altas precipitaciones (900 a 1300 mm (35 a 51 in) por año, veranos cortos y frescos e inviernos fríos. El mes más cálido es julio con una temperatura media de 19,2 °C (66,6 °F), y el más frío es enero con -1,3 °C (29,7 °F). Excepto Prizren e Istok, todas las demás estaciones meteorológicas en enero registraron temperaturas medias por debajo de 0 °C (32 °F).

### Biodiversidad

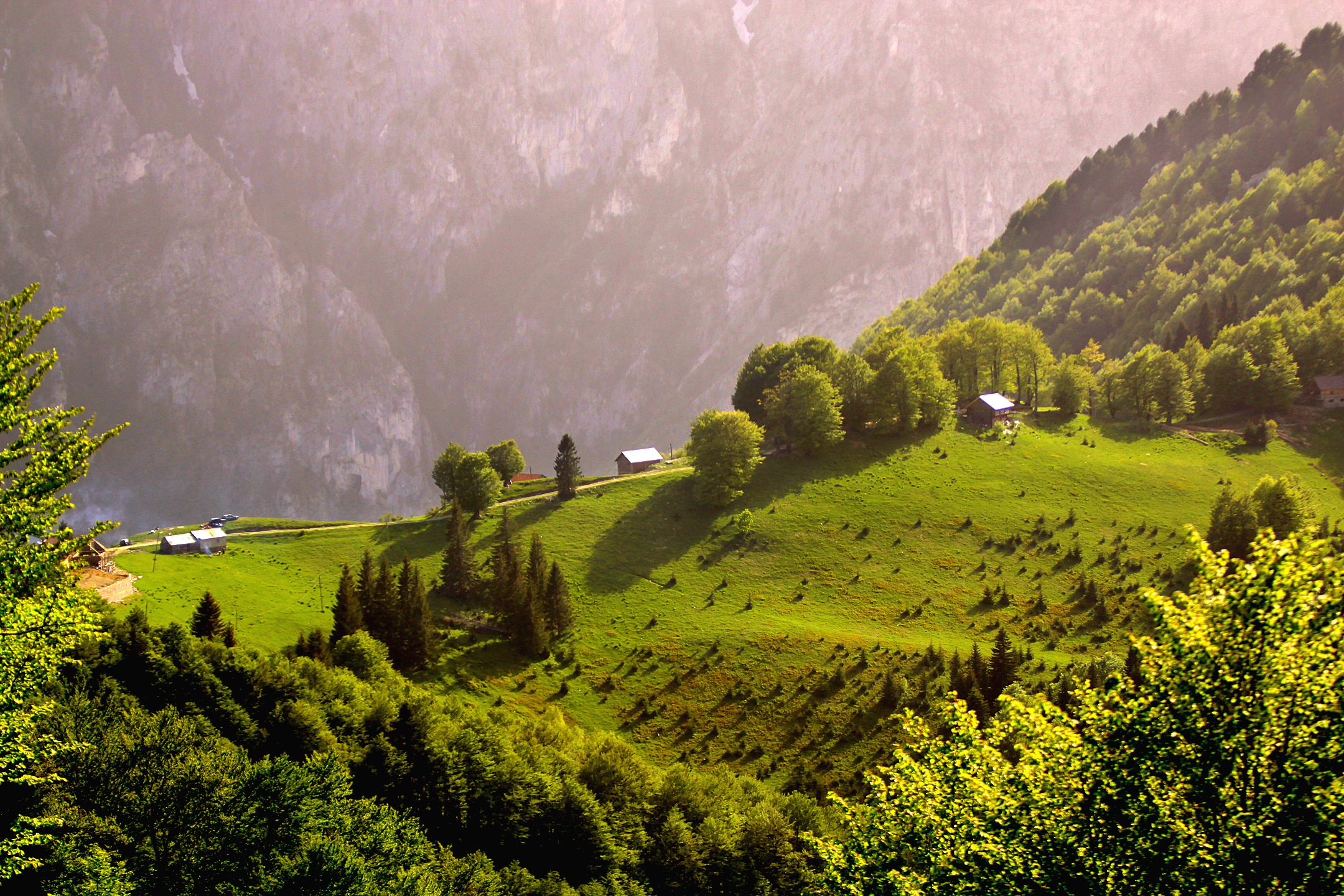
Paisaje de Rugova en Kosovo.

Situado en el sureste de Europa, Kosovo recibe especies florales y faunísticas de Europa y Eurasia. Los bosques están muy extendidos en Kosovo y cubren al menos el 39 % de la región. Desde el punto de vista fitogeográfico, se encuentra a caballo entre la provincia de Iliria y la Región Circumboreal, dentro del Reino Boreal. Además, se encuentra dentro de tres ecorregiones terrestres: Los bosques mixtos de los Balcanes, los bosques mixtos de los Montes Dináricos y los bosques mixtos de los Montes Pindus. La biodiversidad de Kosovo se conserva en dos parques nacionales, once reservas naturales y otras ciento tres áreas protegidas. El Parque Nacional de Bjeshkët e Nemuna y el Parque Nacional de los Montes Sharr son las regiones de vegetación y biodiversidad más importantes de Kosovo. Kosovo obtuvo en 2019 una puntuación media de 5,19/10 en el Índice de Integridad del Paisaje Forestal, lo que le sitúa en el puesto 107 de 172 países.
La flora abarca más de 1800 especies de plantas vasculares, pero se estima que el número real supera las 2500 especies. La diversidad es el resultado de la compleja interacción de la geología y la hidrología que crea una gran variedad de condiciones de hábitat para el crecimiento de la flora. Aunque Kosovo sólo representa el 2,3 % de toda la superficie de los Balcanes, en términos de vegetación posee el 25 % de la flora balcánica y cerca del 18 % de la europea. Las zonas montañosas del oeste y el sureste constituyen un gran hábitat para varias especies raras o en peligro de extinción, como osos pardos, linces, gatos monteses, lobos, zorros, cabras salvajes, corzos y ciervos. Se han registrado un total de 255 especies de aves, con rapaces como el águila real, el águila imperial oriental y el cernícalo primilla que viven principalmente en las montañas de Kosovo.

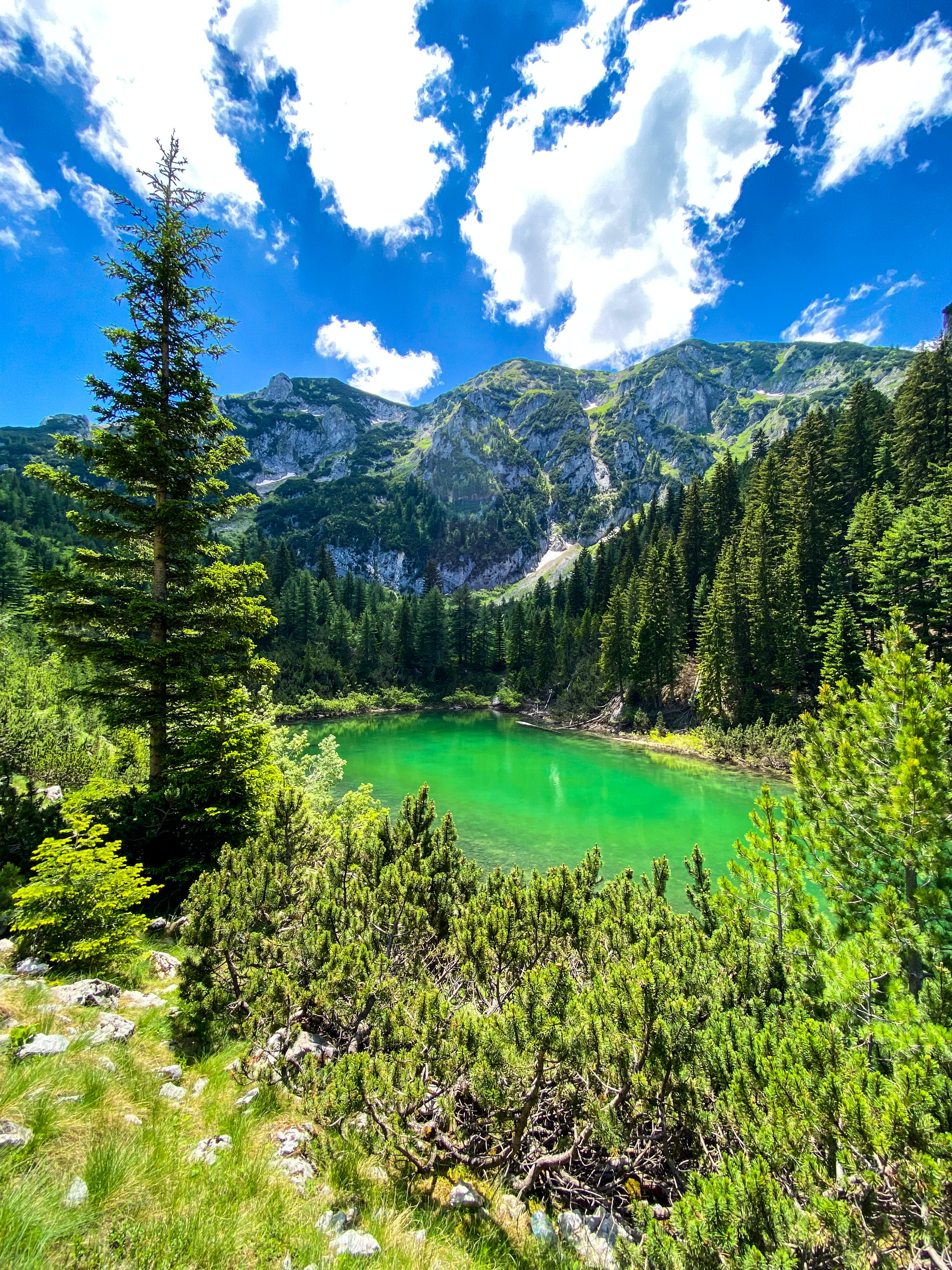
El lago Leqinat o Lićenat en el noroeste de Kosovo

### Hidrografía
Un territorio sin salida al mar, hay varios ríos y lagos notables dentro de sus fronteras. La cuenca de drenaje del Mar Negro abarca el 50,7 por ciento del territorio del país y totaliza 5.520 kilómetros cuadrados (2.130 millas cuadradas), lo que la convierte en la mayor de Kosovo. Los principales ríos de la sección del país de la cuenca fluvial son los ríos de Ibar y Sitnica.
En cambio, el 43,5% del territorio de Kosovo está englobado en la cuenca de drenaje del mar Adriático, que incluye los ríos más caudalosos del país, el Drin Blanco con sus afluentes Erenik y Lumbardhi i Deçanit. El resto pertenece a la cuenca de drenaje del mar Egeo, donde el río más caudaloso con diferencia es el Lepenac.
El Nerodimka es especialmente importante porque representa el único caso europeo de bifurcación de un río que desemboca en dos mares, el Negro y el Egeo. La bifurcación del río se considera un fenómeno artificial, pero creado en condiciones naturales extremadamente favorables.
En las cadenas montañosas hay varios lagos naturales a distintas altitudes, entre ellos el Gjeravica, el Leqinat, el Jazhincë y el Zemra. Kosovo también cuenta con un gran número de manantiales kársticos, fuentes de aguas termales y minerales.
Los principales lagos son el lago Gazivoda (380 millones de m³), en la parte noroccidental; el lago Radoniq (113 millones de m³), en la parte suroccidental; el lago Batllava (40 millones de m³) y el lago Badovc (26 millones de m³), en la parte nororiental. Otros lagos destacados más pequeños son el lago Zemra, el lago Gjervica y el lago Liqenat.

### Geología
La geología de Kosovo incluye una variedad de características tectónicas y estratigráficas diferentes. La estructura geológica de Kosovo es diversa. En Kosovo se pueden encontrar rocas de todas las edades (desde el Precámbrico hasta el Cuaternario del Cenozoico) y tipos (desde rocas ígneas y metamórficas hasta rocas sedimentarias). 

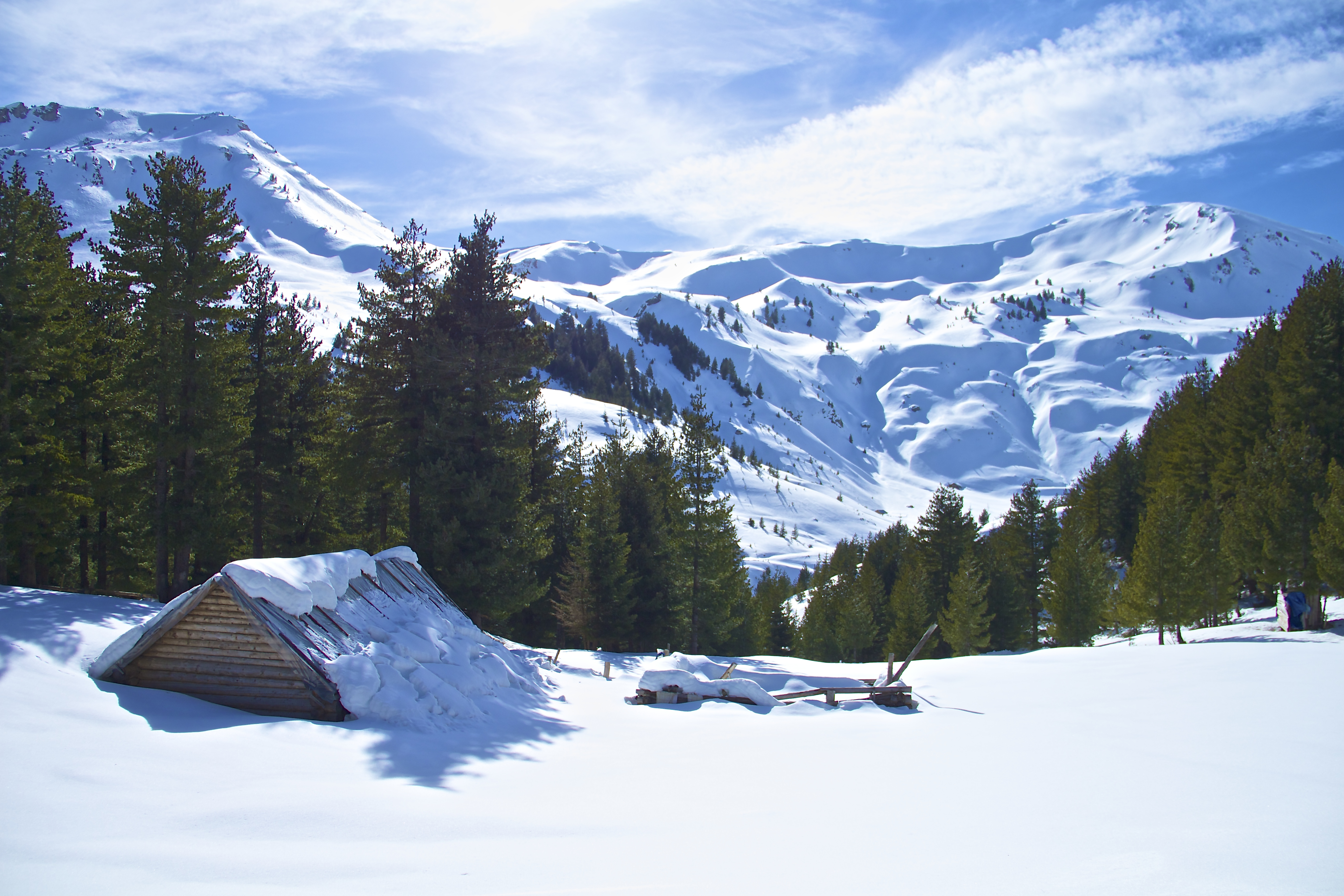
Gjeravica el punto más elevado de Kosovo

Las rocas más antiguas son las pizarras precámbricas (gneis, cuarcitas, mármoles, etc.), que ocupan una pequeña superficie, principalmente en los Alpes albaneses, Kopaonik, montañas Sharri, etc. Las rocas magmáticas ocupan pequeños sectores en Drenica, Golesh y otros lugares. Las rocas sedimentarias ocupan la mayor superficie y se extienden por todo Kosovo, especialmente en los Alpes albaneses, en Sharr, Pashtrik, Koritnik y otros territorios. Las moscas y la melaza ocupan casi todos los pozos entre montañas y valles fluviales.
Algunas características destacadas incluyen el Granito Cuka: un ejemplo de las unidades Cárpato-Balcánicas; Granitos del Paleozoico temprano seguidos de una brecha en rocas clásticas pelágicas y aptianas del Cretácico, la Zona de Artana: Parte de la zona Central de Vardar. Se ubica al sur de un dominio altamente tectonizado; La Llanura de Artana se formó en el Triásico en una cuenca volcánica-sedimentaria.

## Demografía

### Etnias

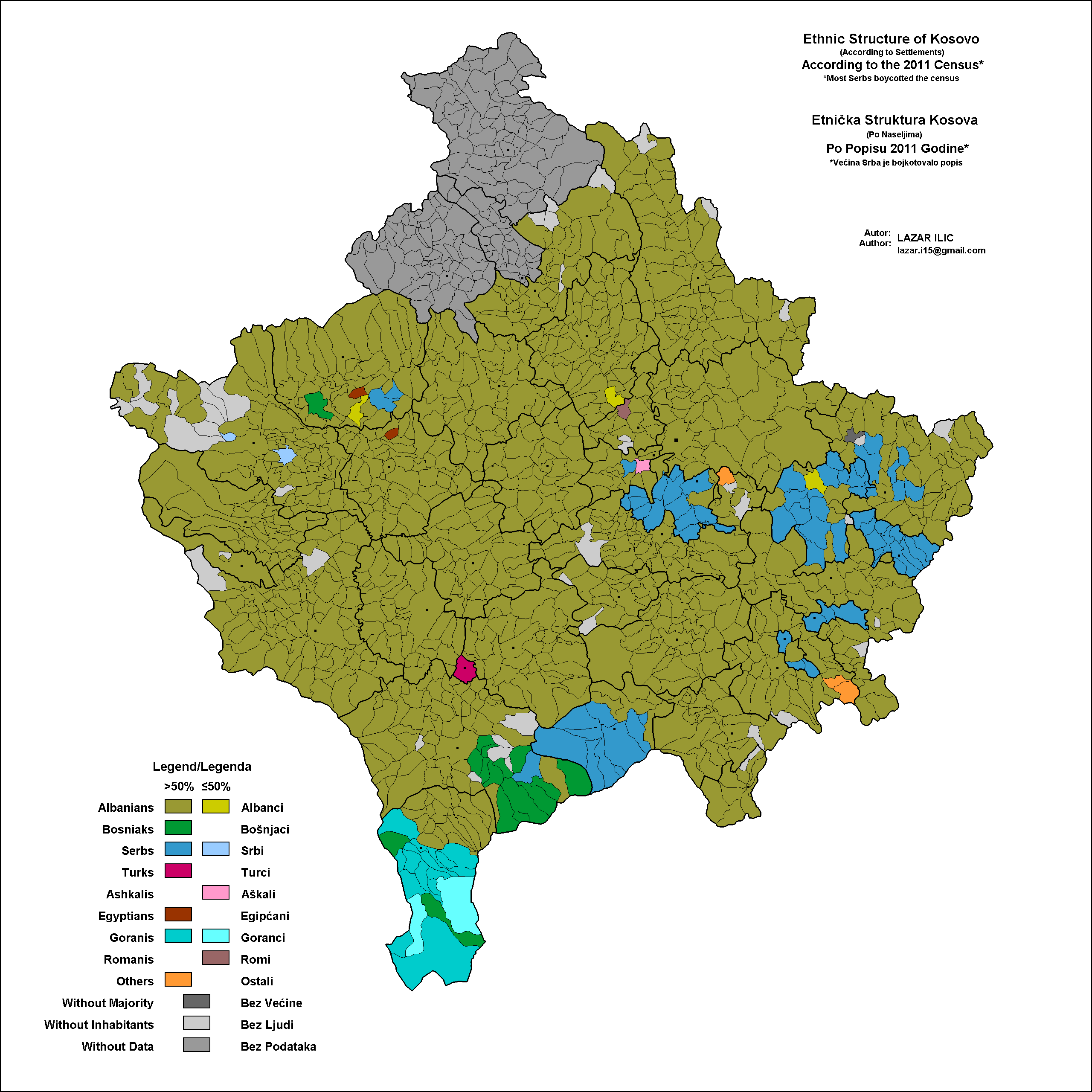
Mapa con la distribución por etnias en Kosovo 2011.

La población kosovar está formada en su mayoría por albaneses. Una estimación de 2002 de la ONU ofrece estas cifras de población:
- 88 % albaneses (1 496 000–1 672 000).
- 6 % serbios (102 000–114 000).
- 3 % goranis, bosnios (Musulmanes eslavos) (51 000–57 000).
- 2 % aromunes (también vlax o macedo-rumanos)(34 000–38 000).
- 1 % turcos (17 000–19 000).

La distribución según la religión sería:
- 92 % musulmanes.
- 2 % católicos.
- 6 % cristiano-ortodoxos.

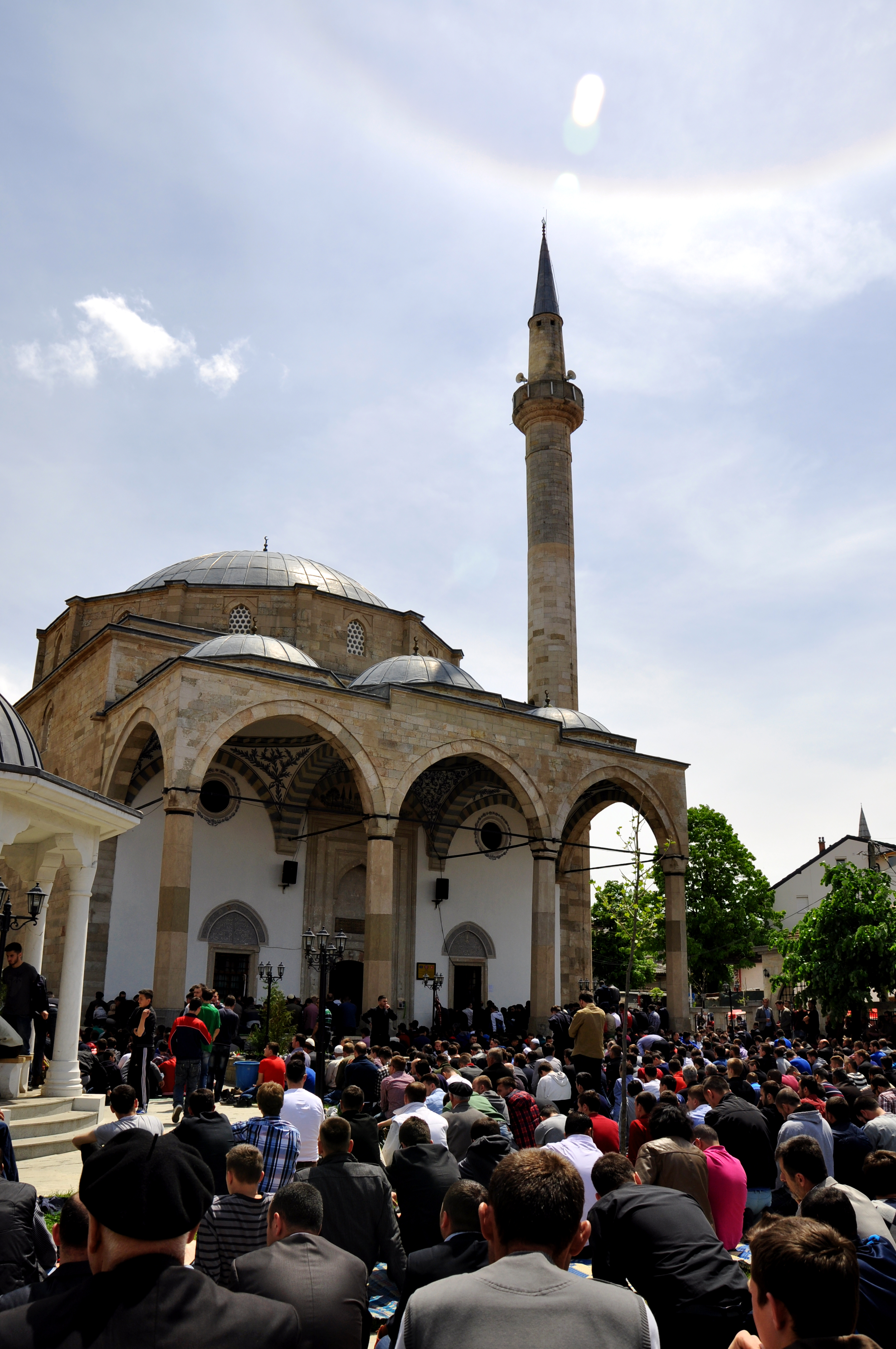
Mezquita Sultán Mehmet Fatih en Pristina

Como consecuencia de los conflictos con Serbia, muchos kosovares han emigrado, sobre todo a países como Suiza, Alemania o Turquía.

### Religión

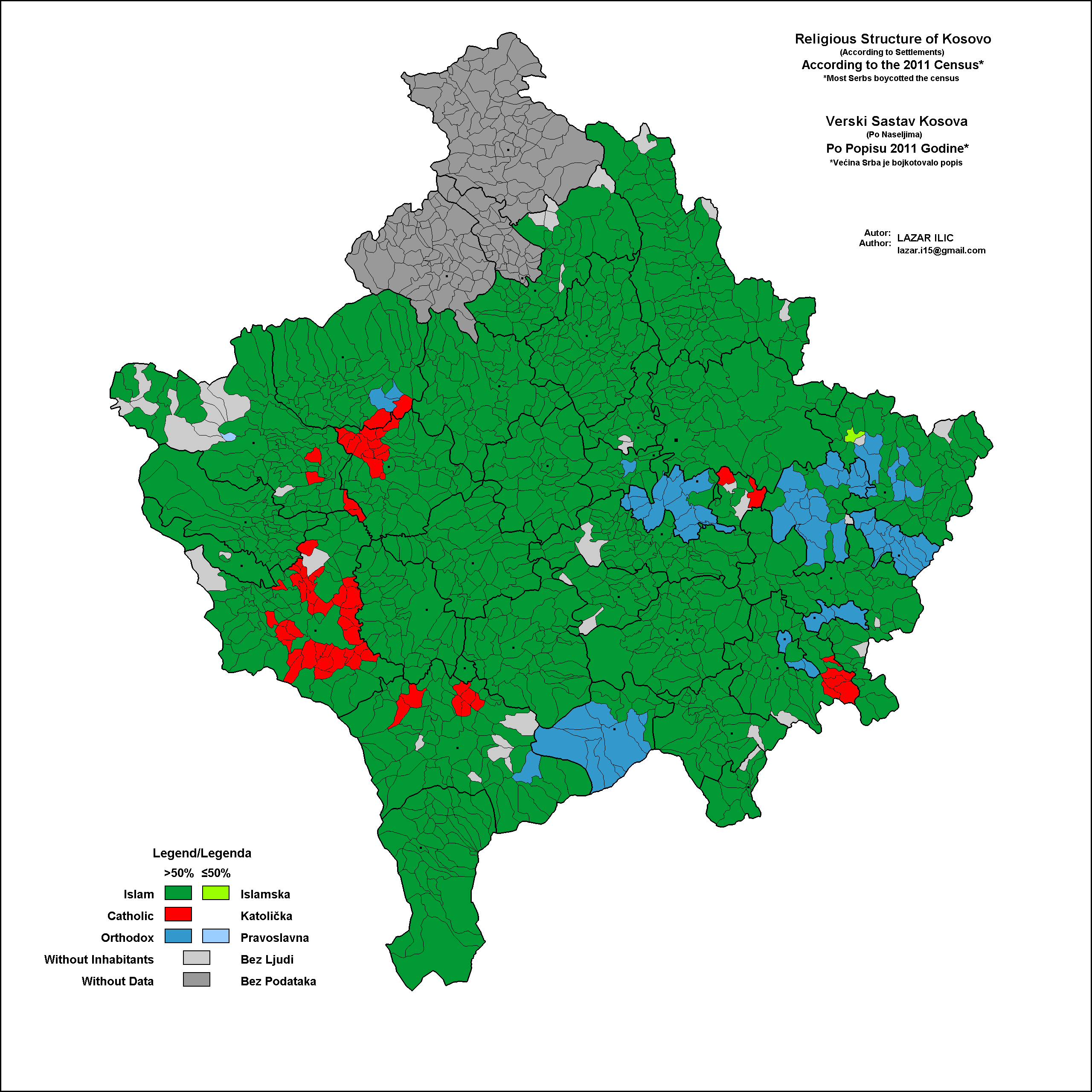
Mapa religioso de Kosovo en 2011 censo

En Kosovo viven 1 800 000 habitantes. De ellos, son musulmanes el 82 %, católicos un 2 % y ortodoxos un 16 %.[cita requerida]
Estos datos indican que 1 660 598 ciudadanos de Kosovo son de afiliación religiosa musulmana, 38 223 ciudadanos son católicos y 25 685 de la fe ortodoxa.[cita requerida] El porcentaje de cristianos ha sufrido un descenso desde 1899, que rondaba en ese entonces un 43 %.
Kosovo es un Estado laico sin religión estatal; la libertad de creencia, de conciencia y de religión está explícitamente garantizada en la Constitución de Kosovo. La sociedad de Kosovo está fuertemente secularizada y ocupa el primer lugar en el sur de Europa y el noveno en el mundo como libre e igual para la tolerancia hacia la religión y el ateísmo.
En el censo de 2011, el 85,6 % de la población de Kosovo fue contada como musulmana y el 13,7 % como cristiana, incluyendo el 2,2 % como católica y el 11,5 % como ortodoxa. El 0,3 % restante de la población informó no tener religión, u otra religión, o no proporcionó una respuesta adecuada. Los protestantes, aunque reconocidos como grupo religioso en Kosovo por el gobierno, no están representados en el censo.
El Islam es la religión más practicada en Kosovo y fue introducida por primera vez en la Edad Media por los otomanos. Hoy en día Kosovo tiene el porcentaje más alto de musulmanes en Europa. La mayoría de la población musulmana de Kosovo son de origen albanés, turco y eslavo, incluyendo a Gorani y a los bosnios.
El cristianismo tiene una larga y continua historia en Kosovo que se remonta a la invasión romana de la región. Durante la temprana y tardía Edad Media, toda la Península Balcánica fue cristianizada inicialmente por los romanos y posteriormente por el Imperio Bizantino. Los seguidores de la Iglesia católica son predominantemente albaneses con etnia serbia siguiendo a la Iglesia ortodoxa. En 2008, el pastor protestante Artur Krasniqi, primado de la Iglesia Evangélica Protestante de Kosovo, afirmó que «hasta 15 000» albanokosovares se habían convertido al protestantismo desde 1985.
Las relaciones entre las comunidades albanesa, musulmana y católica de Kosovo se consideran buenas, sin embargo, ambas comunidades tienen pocas o ninguna relación con la comunidad ortodoxa serbia. En general, los albaneses de Kosovo definen su etnia por el idioma y no por la religión, mientras que la religión refleja un rasgo de identidad distintivo entre los eslavos de Kosovo.

### Lenguas

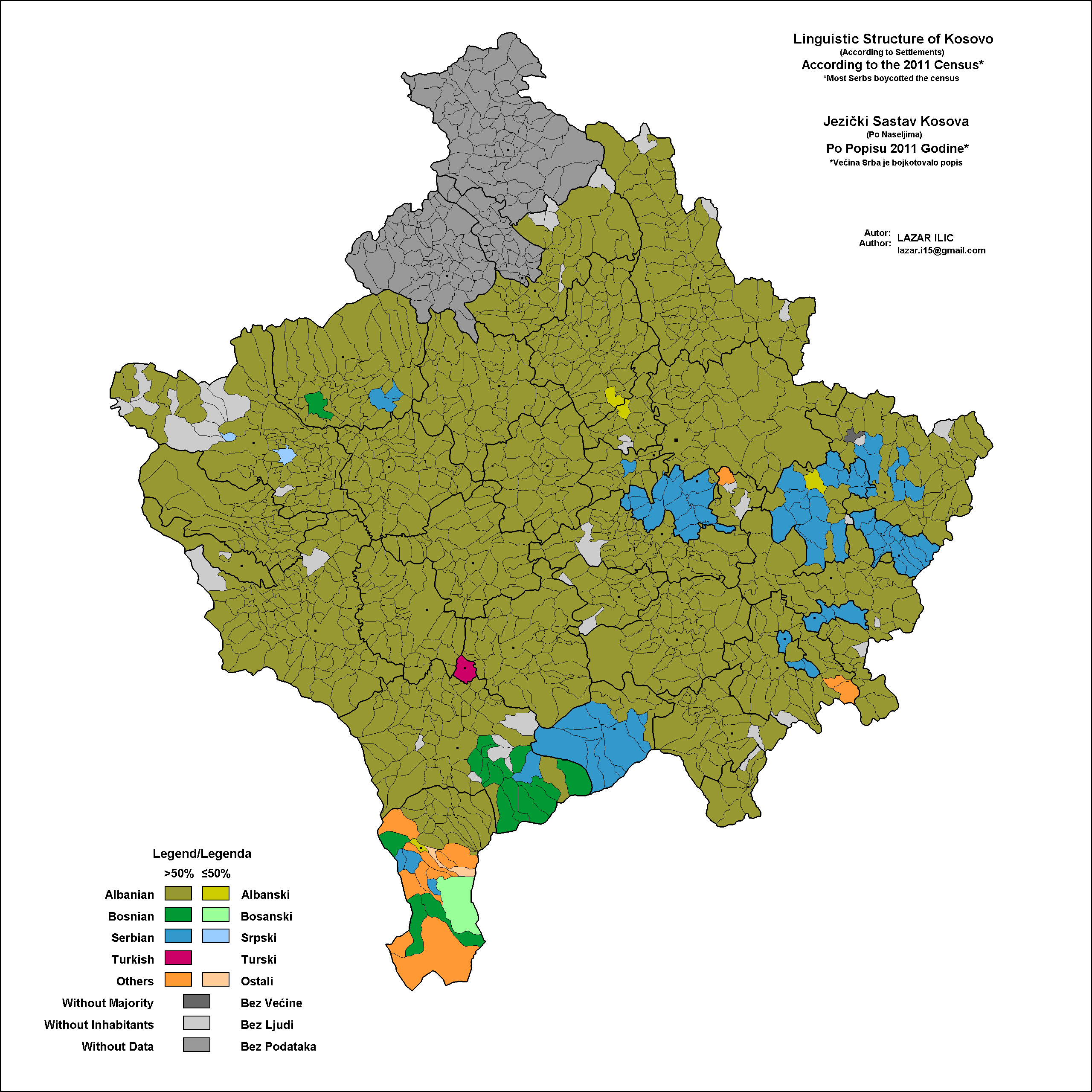
Mapa lenguas de Kosovo en 2011 censo

El albanés es hablado por el 90 % de la población y tiene la consideración de idioma oficial, al igual que el serbocroata (única lengua oficial a nivel nacional de la desaparecida Yugoslavia, a la que perteneció Kosovo).
Aunque la lengua albanesa es la dominante en Kosovo, se concede el mismo estatus al idioma serbio y se otorga un estatus especial a otras lenguas minoritarias. El marco legislativo para la protección y promoción de las lenguas minoritarias sigue el Convenio Marco para la Protección de las Minorías Nacionales y la Carta Europea de las Lenguas Regionales o Minoritarias, aunque el país no es miembro del Consejo de Europa. Sin embargo, la falta de voluntad política para hacer cumplir la ley por parte de las instituciones de Kosovo y la continua separación de las comunidades serbia y albanesa impiden el disfrute real de los derechos lingüísticos de las minorías
La Asamblea de Kosovo adoptó la Ley sobre el Uso de las Lenguas en 2006, que comprometía a las instituciones de Kosovo a garantizar el uso equitativo del albanés y el serbio como lenguas oficiales en Kosovo. Otras lenguas también pueden obtener el reconocimiento a nivel municipal como lenguas oficiales si la comunidad lingüística representa al menos el 5 % de la población total del municipio.
Además, la Ley sobre el Uso de las Lenguas otorga al turco el estatus de lengua oficial en el municipio de Prizren, independientemente del tamaño de la comunidad turca que vive en él. Aunque tanto el albanés como el serbio son lenguas oficiales, los funcionarios municipales solo están obligados a hablar una de ellas en el ámbito profesional y, según la declaración del Comisionado de Lenguas de Kosovo, Slaviša Mladenović, de 2015, ninguna organización tiene todos sus documentos en ambas lenguas.

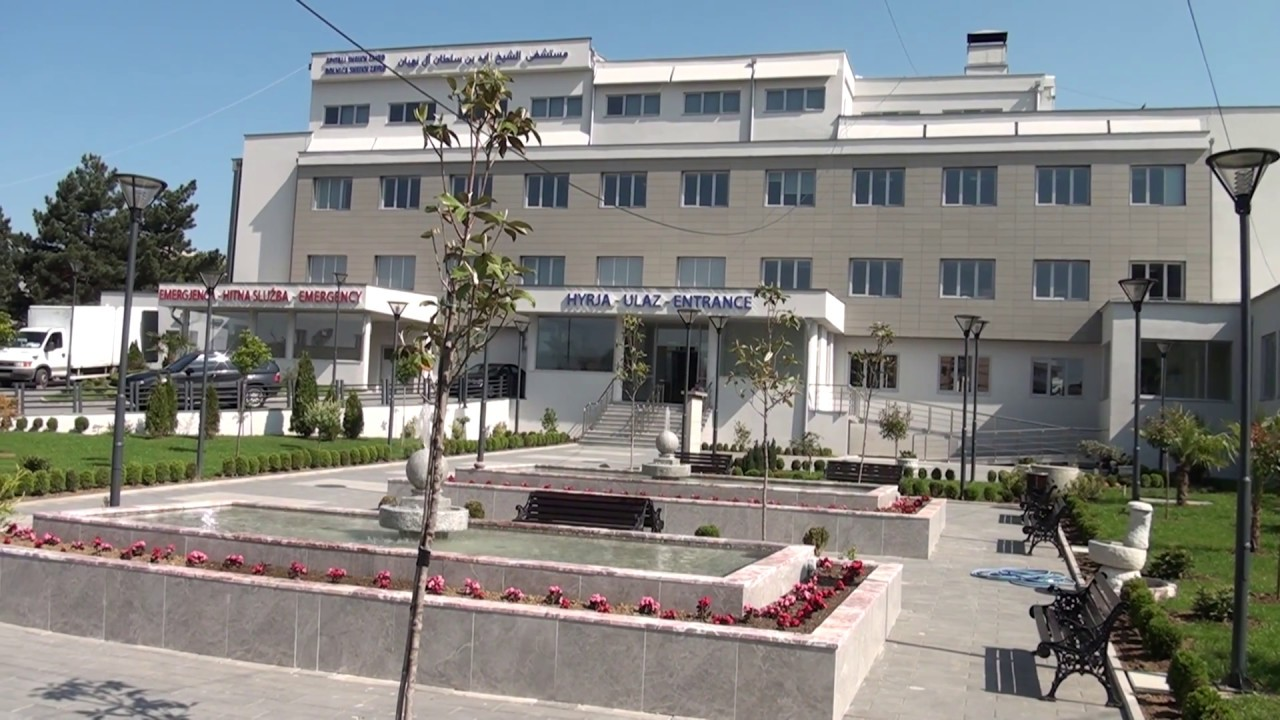
Hospital municipal de Vushtrri

### Salud
En el pasado, la capacidad de Kosovo para desarrollar un sistema sanitario moderno era limitada. El bajo PIB de 1990 empeoró aún más la situación. Sin embargo, la creación de la Facultad de medicina en la Universidad de Pristina supuso un importante avance en la atención sanitaria. A esto le siguió la puesta en marcha de diferentes clínicas sanitarias que permitieron mejorar las condiciones de desarrollo profesional.
Hoy en día la situación ha cambiado, y el sistema sanitario de Kosovo está organizado en tres sectores: atención primaria, secundaria y terciaria. La atención primaria en Pristina está organizada en trece centros de medicina de familia y quince unidades de atención ambulatoria. La atención secundaria está descentralizada en siete hospitales regionales. Pristina no cuenta con ningún hospital regional y en su lugar utiliza el Centro Clínico Universitario de Kosovo para los servicios de atención sanitaria. El Centro Clínico Universitario de Kosovo presta sus servicios de asistencia sanitaria en doce clínicas, en las que trabajan 642 médicos. En un nivel inferior, se prestan servicios a domicilio a varios grupos vulnerables que no pueden acceder a los locales de asistencia sanitaria. Los servicios de asistencia sanitaria de Kosovo se centran ahora en la seguridad de los pacientes, el control de calidad y la asistencia sanitaria.

## Economía

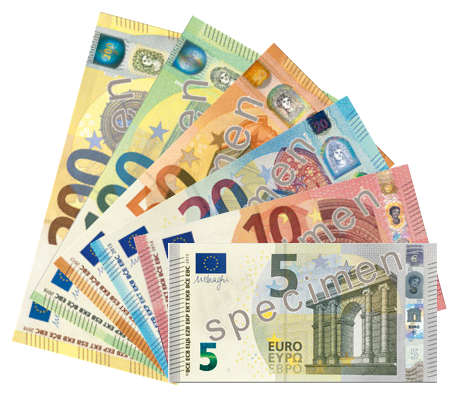
Billetes de euro, moneda en curso en Kosovo desde 2002

La economía de Kosovo es una de las más pobres de Europa, con un ingreso per cápita estimado en 6500 euros en 2015. Las remesas de los emigrantes y la ayuda extranjera representan una parte muy importante de su sustento. El sector industrial es muy débil y el suministro de energía eléctrica es poco fiable. El desempleo es muy elevado, con tasas entre el 30 y el 35 % de la mano de obra.
Tras el establecimiento de la MINUK, el marco alemán fue adoptado como moneda oficial en Kosovo, siendo reemplazado en 2002 por el euro cuando este sustituyó al marco en su país de origen. En los enclaves de mayoría étnica serbia, el dinar serbio se utiliza ampliamente hasta el día de hoy. Kosovo es uno de los miembros del Acuerdo centroeuropeo de libre cambio (bajo mandato de la MINUK y no como Estado independiente), por lo que mantiene acuerdos de libre comercio con Albania, Bosnia y Herzegovina, Macedonia del Norte, Moldavia y Montenegro. Además de Serbia, Macedonia del Norte es el principal socio comercial de Kosovo, seguido de Alemania y Turquía.
Hay en el país una notable economía sumergida, asociada sobre todo al contrabando de gasolina, cigarrillos y cemento.[cita requerida] La corrupción y la influencia de las bandas de delincuencia organizada son motivo de gran preocupación internacional. Las Naciones Unidas han dado prioridad a la lucha contra la corrupción y la delincuencia organizada, prometiendo a este respecto una «tolerancia cero». En este contexto, EULEX llevó a cabo en julio de 2010 la detención del gobernador del Banco Central de Kosovo, acusado de corrupción, evasión fiscal y blanqueo de dinero. Esto ha llevado a que algunos medios califiquen a Kosovo como un narco-estado.

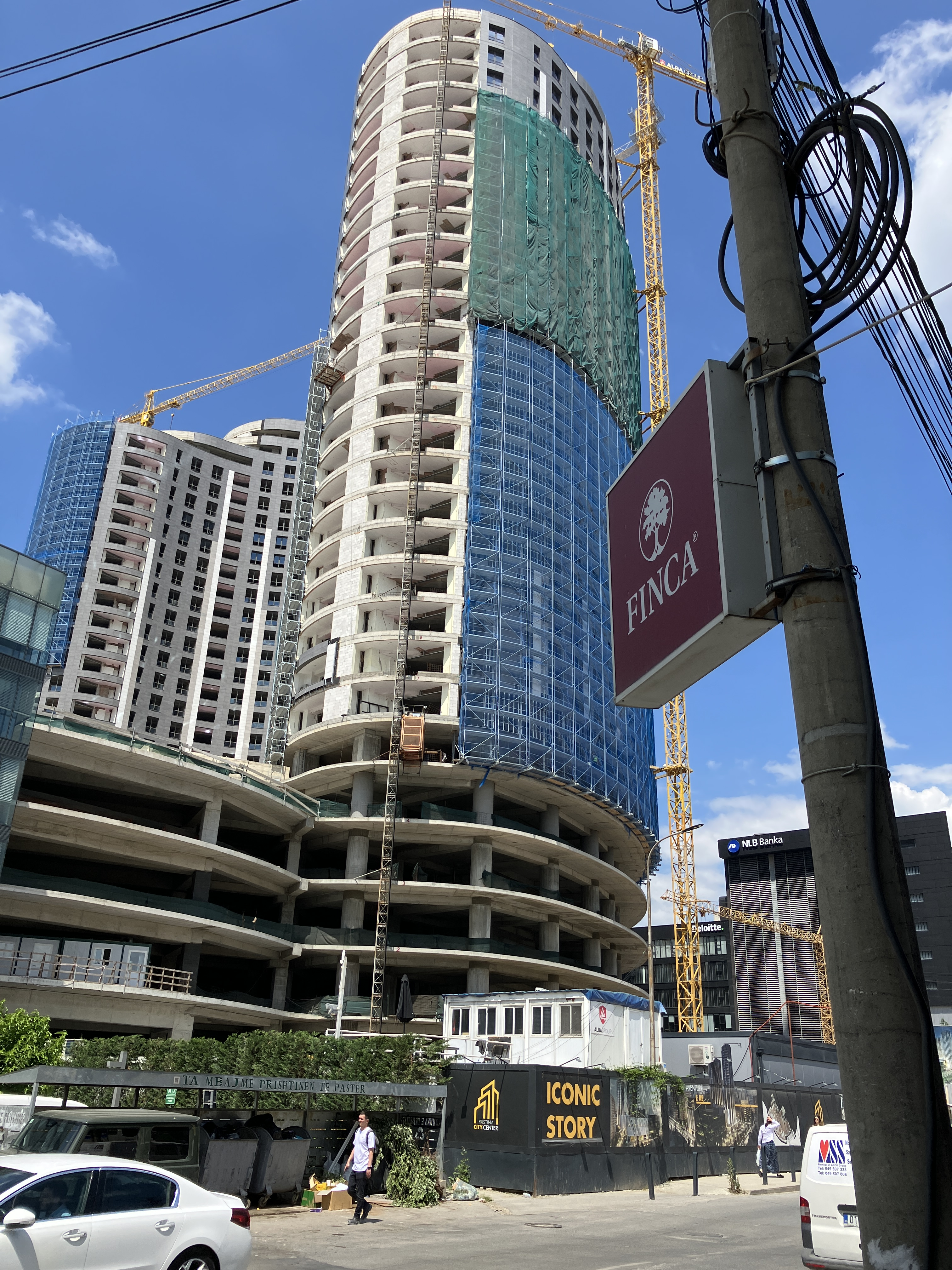
Edificio de oficinas en construcción en Kosovo en 2023

### Perspectivas
Los expertos del Banco Mundial ven oportunidades económicas de futuro sobre todo en los sectores de la energía y la minería. En cuanto a recursos minerales (recursos minerales de Kosovo), se dispone de lignito, plomo, zinc, níquel, uranio, plata, oro, cobre o magnesita. El Banco Mundial también considera la agricultura un posible sector de crecimiento.
Los expertos de la UE recomiendan una reforma estructural de la agricultura con aumentos significativos de la productividad y el desarrollo de una industria nacional, inicialmente en los sectores de la alimentación, la confección, el mueble y la ingeniería mecánica simple. También se ve mucho potencial de crecimiento en el turismo de Kosovo.
Se considera que los principales obstáculos son las deficientes infraestructuras, la falta de especialistas con la formación adecuada, la incierta situación política general y las reformas económicas inadecuadas o inexistentes por parte de los gobiernos autónomos locales.
El primer parque eólico de Kosovo se inauguró el 11 de marzo de 2022. 27 aerogeneradores del tipo GE 3.8-137 (altura del buje 110 metros) tienen una capacidad de 102,6 MW. Se encuentran a unos 40 kilómetros al norte de Pristina, en las estribaciones meridionales de los montes Kopaonik, a unos 1800 metros de altitud, en la frontera entre Kosovo y Serbia. Generan el 10 % de la electricidad que necesita Kosovo.

## Infraestructura

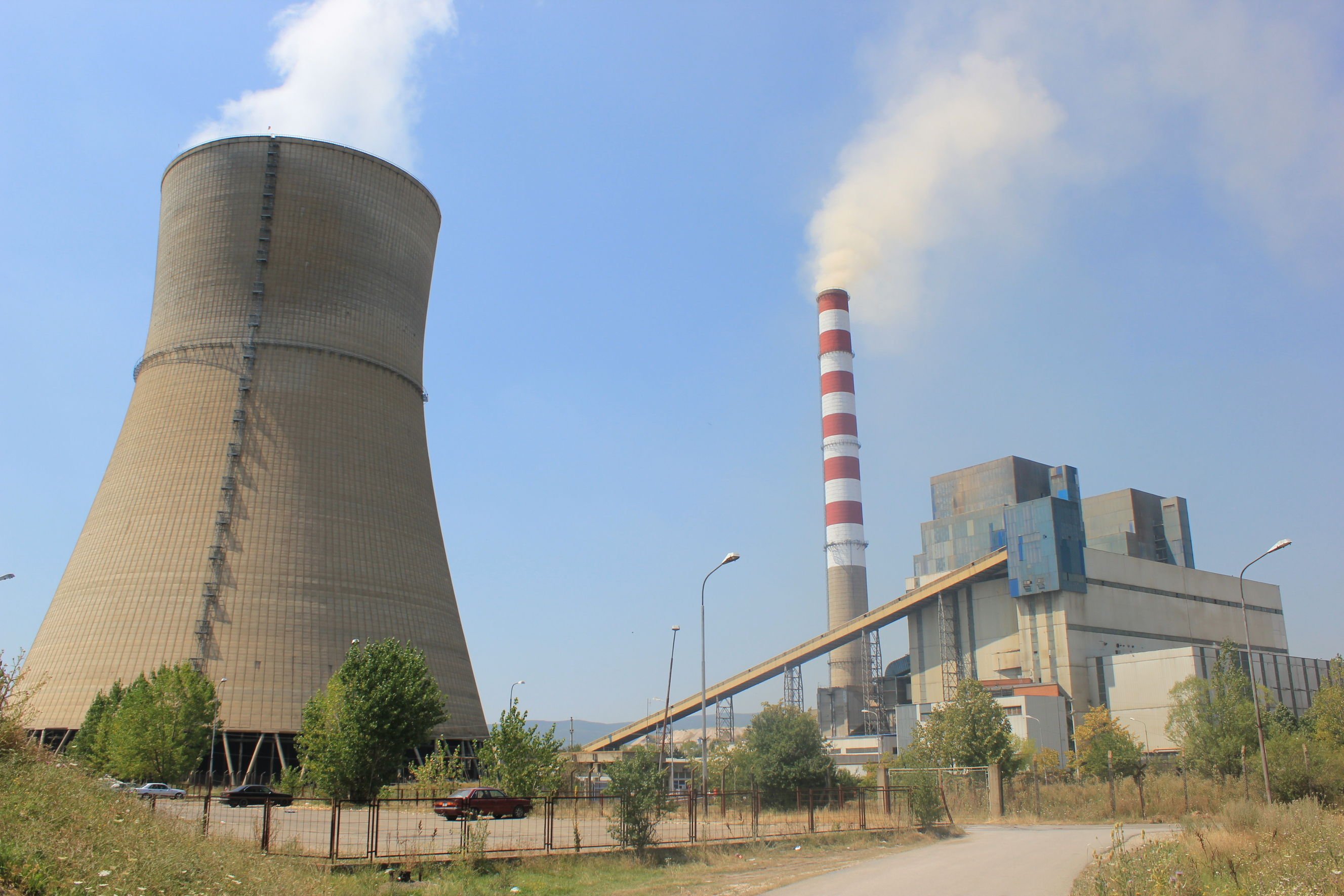
Central de lignito Kosova B, cerca de Pristina

### Energía
El suministro eléctrico es deficiente e irregular, lo que supone un obstáculo importante para el desarrollo económico. Todo Kosovo recibe electricidad de las dos centrales de carbón Kosova A y B de Obiliq, así como de una central combinada de calor y electricidad y una central hidroeléctrica más pequeña. Está prevista la construcción de una nueva central eléctrica (Kosova e Re) y la explotación de nuevos yacimientos de carbón.
En febrero de 2006, la Compañía Eléctrica de Kosovo (Korporata Energjetike e Kosovës, KEK) dividió el país en tres categorías de fiabilidad en función de la moral de pago de los clientes. Las regiones donde la moral de pago de los clientes de electricidad es alta (categoría A) reciben electricidad durante todo el día. Las regiones con una moral de pago media reciben electricidad durante cinco horas seguidas (categoría B), seguidas de una interrupción de una hora. Las regiones con la moral de pago más baja (categoría C) no reciben una garantía de suministro eléctrico, pero el objetivo es mantener el suministro a un ritmo de «dos horas encendido, cuatro horas apagado». En 2007, la CEC sufrió unas pérdidas de 99 millones de euros por robos e impagos de facturas de electricidad.
En el muy frío enero de 2006, hubo escasez sensible: la demanda alcanzó un máximo de 1.300 megavatios, con una producción propia de 580 MW. No fue posible cerrar la brecha con las importaciones. Por lo tanto, a veces, la categoría A se suministraba a un ritmo de 4:2 (cuatro horas de encendido, dos horas de apagado), la categoría B a un ritmo de 3:3 y la categoría C a un ritmo de 2:4.

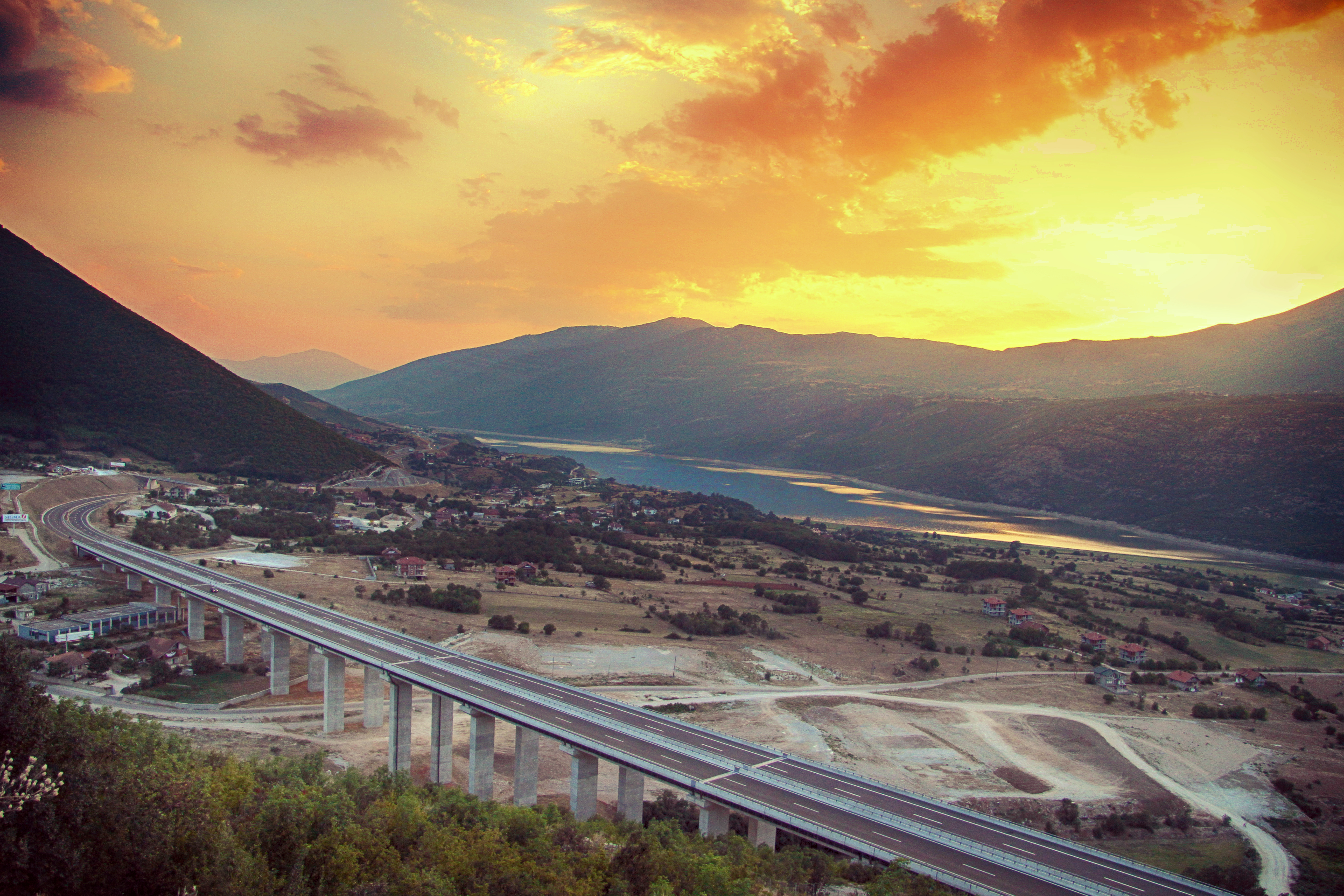
La autopista R7 de Kosovo

Al oeste de Prizren, en 2011 debía comenzar la construcción de la central hidroeléctrica de Zhur, que sería la mayor del país, tendría una capacidad de 305 MW y produciría 400 gigavatios hora de electricidad al año. El agua para ello se suministraría mediante tuberías a presión desde embalses que se construirían en la región de Dragash. Sin embargo, en 2012 el proyecto fue finalmente desechado. Por un lado, no se encontró inversor para el proyecto de 500 millones de euros y, por otro, la central sólo habría podido producir electricidad 30 días al año, ya que sólo funcionaría con los embalses alimentados durante el año.

### Transporte

#### Carreteras
Varias carreteras nacionales y dos autopistas atraviesan Kosovo. Actualmente hay unos 630 kilómetros de carreteras principales y rurales. Las carreteras principales son transitables. Sin embargo, a algunos lugares sólo se puede llegar por caminos de tierra o grava.
La Carta Verde internacional (el Sistema Internacional de Seguro de Automóvil) no está reconocida en Kosovo. Por ello, los extranjeros deben obtener una tarjeta de seguro kosovar en la frontera. Para el tránsito, se puede adquirir una póliza de seguro válida durante 15 días por 15 euros. Además, el vehículo también puede asegurarse durante uno, dos, seis o doce meses.

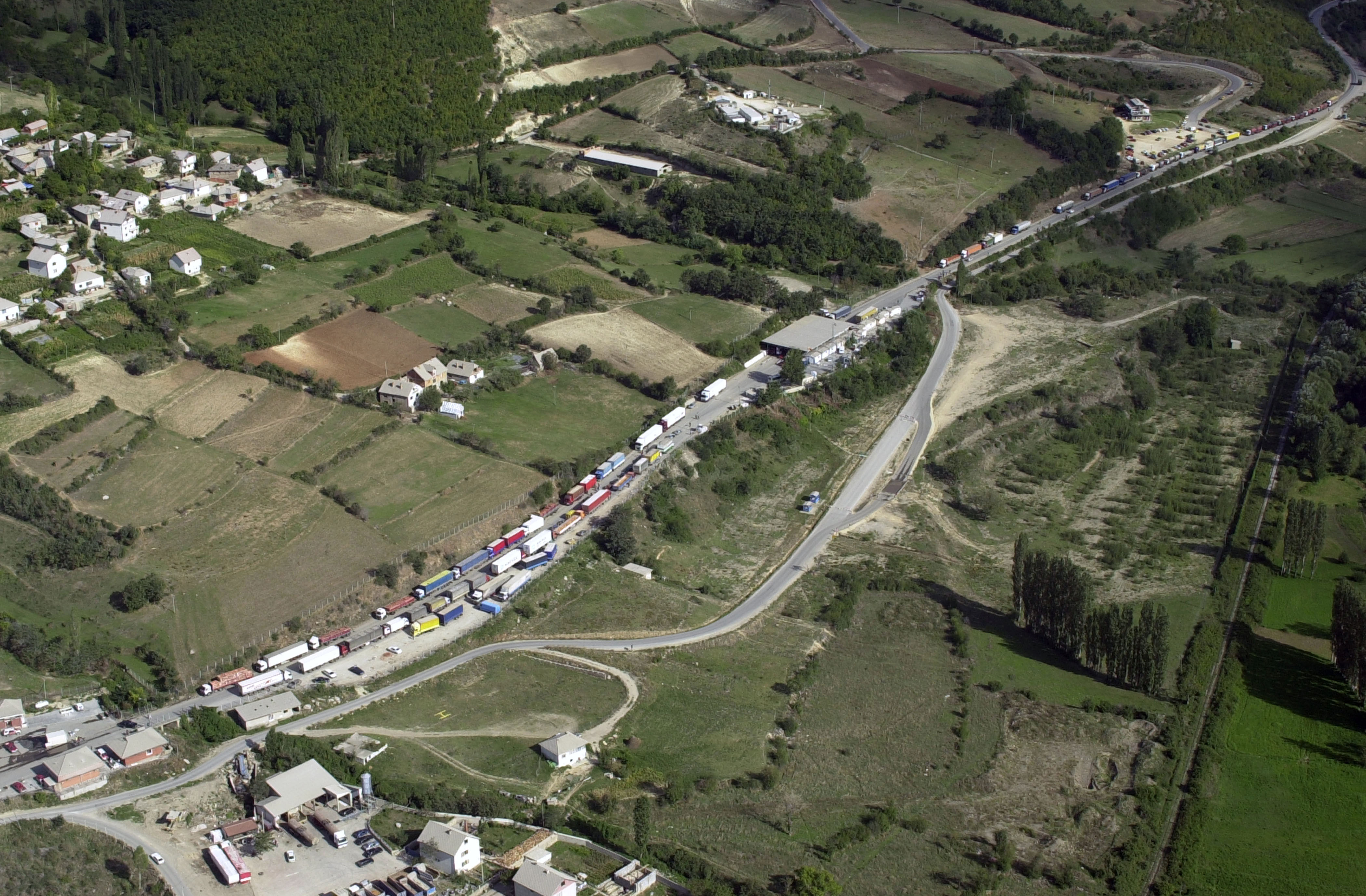
Carretera que cruza la frontera entre Kosovo y Macedonia del Norte

Actualmente hay cinco autopistas en Kosovo, dos de las cuales están terminadas:
- Autopista R 6 - Autopista Arbën Xhaferi: La R 6 conecta la capital de Kosovo, Pristina, con la capital del norte de Macedonia, Skopie.[127] La longitud total es de 60 kilómetros. El 29 de mayo de 2019 se inauguró el último tramo desde Doganaj hasta la frontera en Han i Elezit. La autopista lleva el nombre del político macedonio Arbën Xhaferi, fallecido en 2012 y perteneciente a la minoría albanesa del norte de Macedonia del Norte.

- Autopista R 6b esta proyectada para 32 kilómetros de longitud cuya construcción inicio en 2018. Conecta el pueblo de Zahaq, cerca de Peja, con el de Kijeva, cerca de Pristina, y se espera que acorte considerablemente la distancia entre ambas ciudades.

- Autopista R 7 - Autopista Ibrahim Rugova: Actualmente, la primera autopista kosovar existe como conexión con la A1 albanesa y enlace con Albania central. El contrato para este gran proyecto se adjudicó al consorcio estadounidense Bechtel-Enka. Debido a los precios inflados de esta empresa, que pagará el Estado de Kosovo, hay críticas de la oposición, especialmente del partido VV (Vetevendosje - «Autodeterminación»)[128] Entretanto, la misión de Estado de derecho de la Unión Europea en Kosovo ha iniciado investigaciones sobre la adjudicación del contrato.[129] Está prevista una ampliación de la autopista hasta la autopista paneuropea. La ampliación de la autopista hasta el Corredor Paneuropeo de Transporte X, cerca de Niš (Serbia), está en fase de planificación preliminar. El tramo entre Truda y el paso fronterizo de Merdare está actualmente en construcción.

- Autopista R 7.1 - Autopista Prishtinë-Gjilan-Dheu i Bardhë: La R 7.1 conectará Pristina con el pueblo de Dheu i Bardhë a través de Gjilan. La planificación de la autopista ya ha concluido.[130]

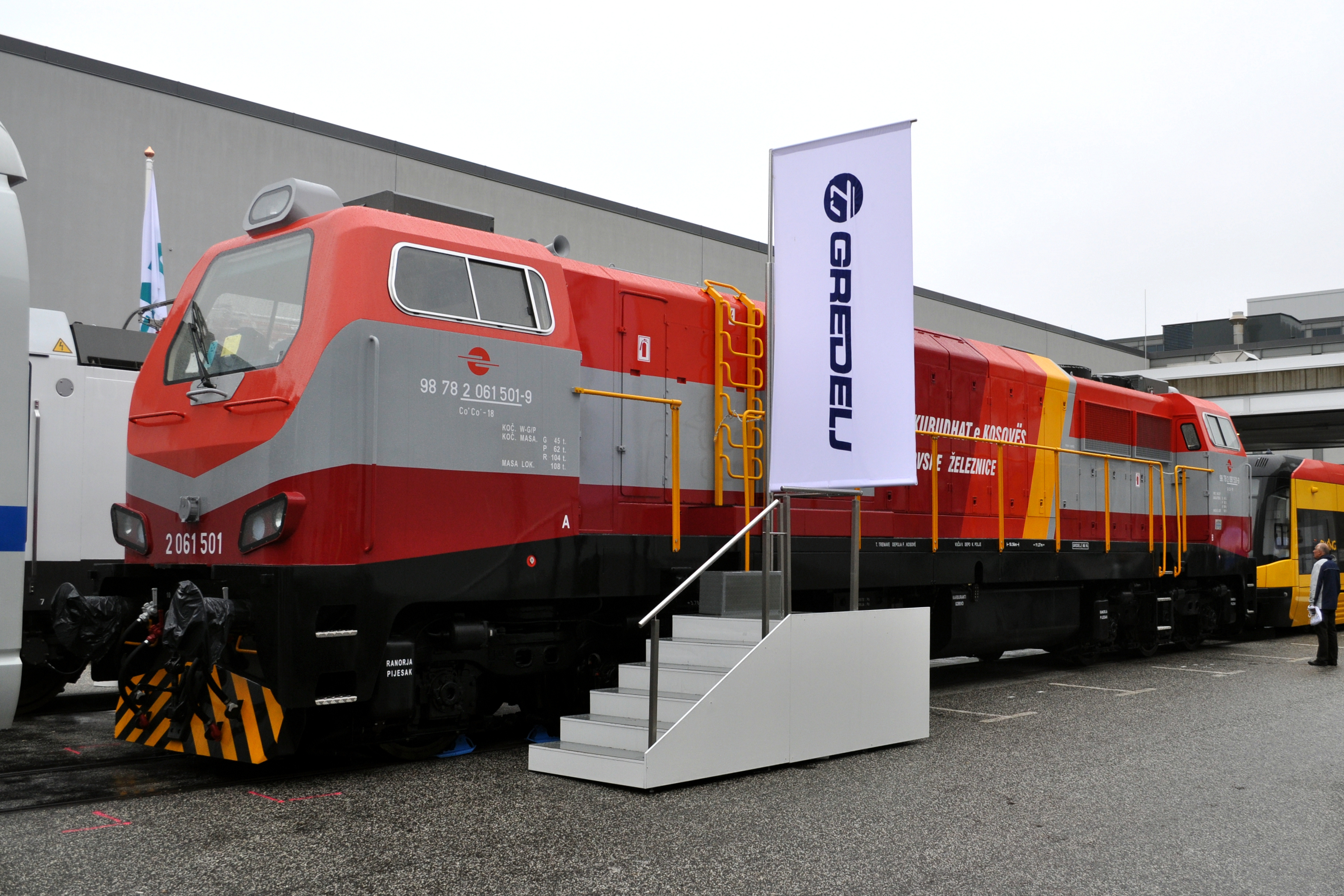
Un tren de Kosovo Railways

#### Ferrocarriles
La historia del ferrocarril en Kosovo comenzó con la línea de Selanik vía Üsküb a Kosova Ovası, construida y explotada por la Compagnie des Chemins de Fer Orientaux (CO), que dirigía el barón Hirsch. La red ferroviaria, que hasta la fecha no se ha ampliado ni electrificado de forma significativa y se utiliza para el transporte de pasajeros, tiene una longitud de sólo 333 kilómetros, que ya no se utilizan en su totalidad tras la guerra de 1999 y se encuentran en muy mal estado, tanto en lo que respecta a la infraestructura ferroviaria como al material rodante. De los 97 kilómetros de líneas ferroviarias que sólo pueden utilizarse con fines industriales, actualmente se desconoce en qué medida se están utilizando.
La falta de grandes inversiones en la red ferroviaria de Kosovo, descuidada durante décadas y que tampoco está integrada en el Corredor Paneuropeo X, no ha permitido aún la reactivación del transporte ferroviario en el sistema de rutas de transporte de Kosovo. Sin embargo, un préstamo de casi 40 millones de euros concedido por el Banco Europeo de Desarrollo en septiembre de 2015 se utilizó para modernizar la línea principal de 148 kilómetros que discurre desde la frontera septentrional con Macedonia del Norte, pasando por Fushë Kosova y Mitrovica, hasta la frontera con Serbia, cuyas obras comenzaron en el tramo meridional, entre la frontera con Macedonia y Fushë Kosova, a principios de junio de 2019 La compañía ferroviaria Trainkos explota actualmente el ferrocarril en Kosovo.
La compañía ferroviaria Trainkos controla solamente dos líneas, Peja-Pristina y Han i Elezit-Fushë Kosova, con conexión internacional a Skopie.
En Kosovo del Norte, habitado mayoritariamente por serbios, la compañía ferroviaria serbia Železnice Srbije se hizo cargo de las operaciones a principios de marzo de 2008.
Hasta 1993, la estación de Fushë Kosova era una parada del Expreso de la Acrópolis de Múnich a Atenas, que dejó de funcionar al comenzar la guerra de Yugoslavia.

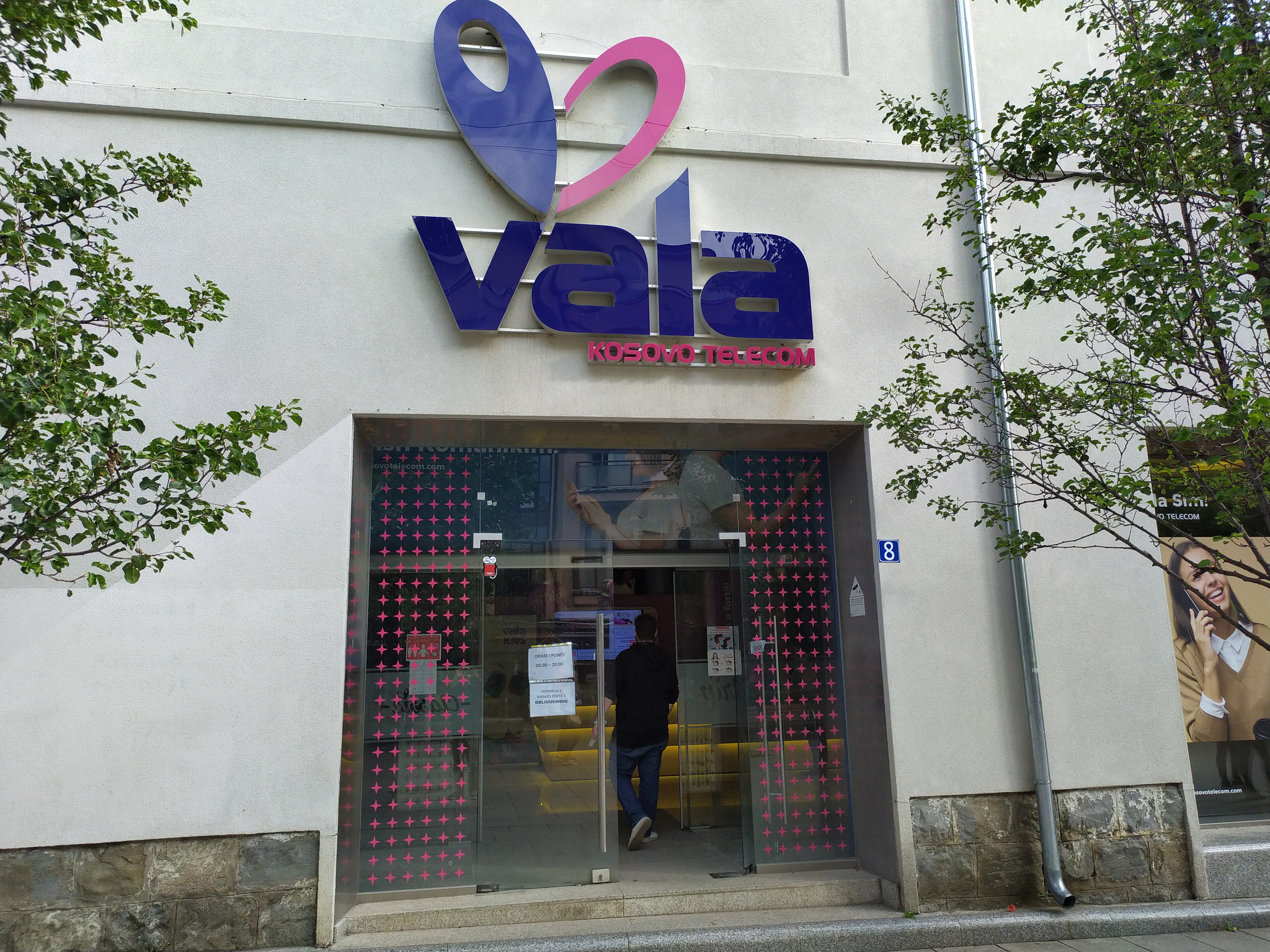
Una sucursal de Vala una empresa de Telefonía móvil en Kosovo

### Telecomunicaciones
El 15 de diciembre de 2016, la Unión Internacional de Telecomunicaciones (UIT) asignó oficialmente +383 a Kosovo como prefijo telefónico internacional. El prefijo telefónico había sido solicitado por última vez por Serbia a principios de diciembre de 2016, de conformidad con un acuerdo alcanzado durante el diálogo Serbia-Kosovo mediado por la Unión Europea, basado en el anterior acuerdo de telecomunicaciones de 2015 y la reserva de este prefijo. El acuerdo estuvo precedido de años de negociaciones. Una vez realizadas todas las implementaciones técnicas, el nuevo prefijo +383 quedó activo desde el 2 de febrero de 2017. Hasta este cambio, los teléfonos fijos de Kosovo aún podían localizarse a través del prefijo de Serbia (+381).
En Kosovo operan los siguientes proveedores de telecomunicaciones:
- Telekomi i Kosovës (línea fija e internet).
- PTK Vala (telefonía móvil)
- IPKO (red fija, telefonía móvil, Internet)

Para más de 1,2 millones de conexiones de telefonía móvil (PTK Vala) en la República de Kosovo, se utiliza el rango de números emitido por Mónaco bajo el +377 4. Pertenece a Monaco Telecom, que también explota la red.

## Cultura

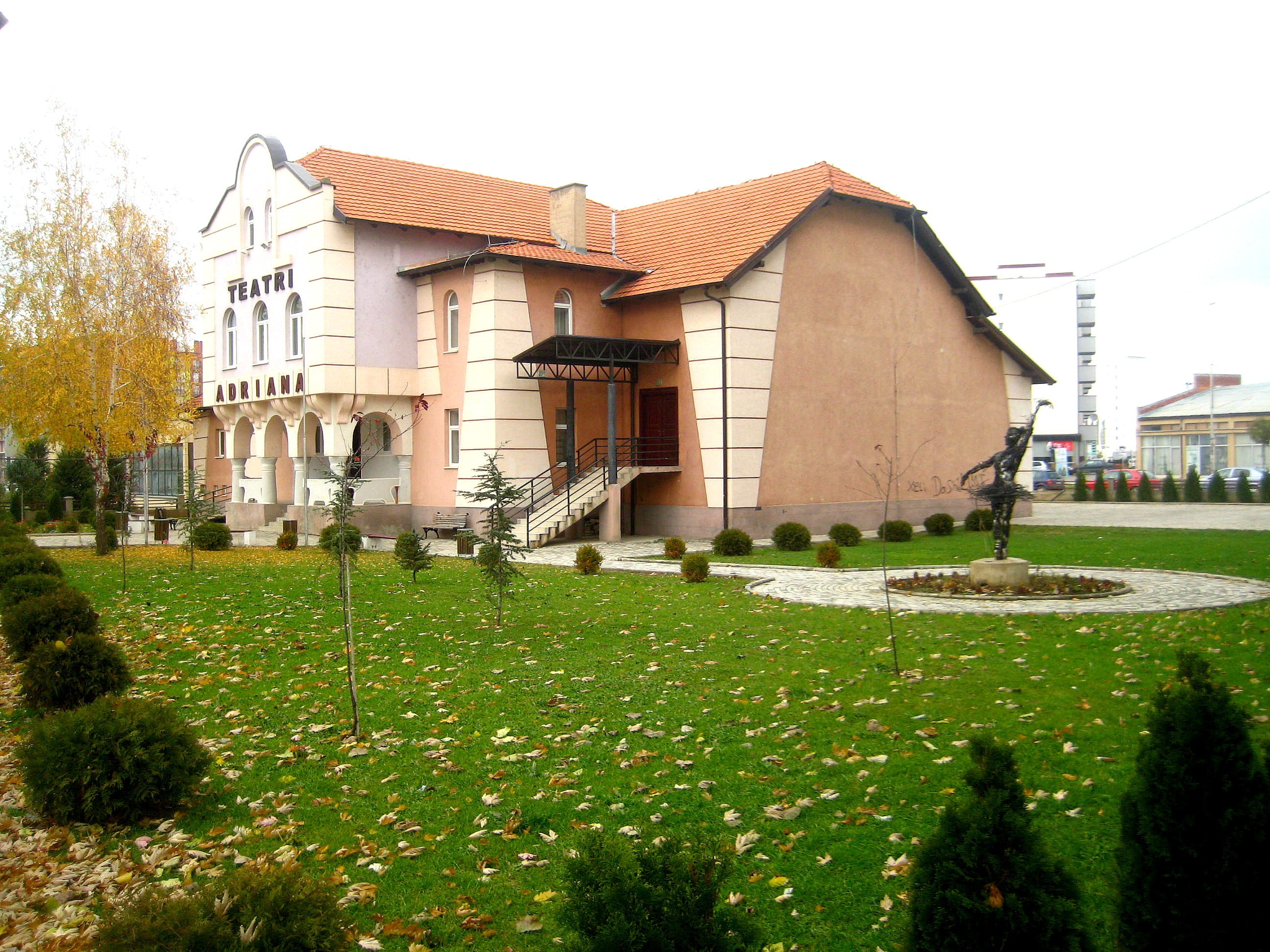
Teatro Adriana en Kosovo

Kosovo es el país de origen de célebres cantantes, entre quienes se destacan Dua Lipa, Rita Ora, Erza Muqoli, Era Istrefi, Bebe Rexha y Ava Max. Las familias de las dos primeras debieron emigrar al Reino Unido a causa del conflicto armado de 1999. Su identidad, sin embargo, queda clara en las palabras de Lipa: «Se puede sacar a una niña de Kosovo, pero no se puede sacar a Kosovo de la niña».
Desde su independencia oficial en 2008, Kosovo ha tratado de participar en el festival de Eurovisión en varias ocasiones. Sin embargo, dado que el país no forma parte de la UER, no le está permitido hacerlo. Además, la aparición de Kosovo en Eurovisión supondría la retirada de Serbia.
Durante la llegada de la Fuerza de Kosovo (KFOR) en junio de 1999 y los disturbios de 2004 en Kosovo, más de 140 lugares sagrados fueron destruidos, siendo mayoría patrimonio histórico de la iglesia ortodoxa serbia.

### Arquitectura
Los restos de edificios antiguos de Kosovo pueden verse en las excavaciones de Ulpiana, entre otros lugares. El Museo de Kosovo, en Pristina, también exhibe fragmentos arquitectónicos antiguos. Se conservan edificios eclesiásticos de la época serbia, como el monasterio de Gračanica, el monasterio patriarcal de Peć, la catedral Bogorodica Ljeviška de Prizren y el monasterio de Visoki Dečani, declarados Patrimonio de la Humanidad por la UNESCO. Bajo el dominio otomano, se construyeron numerosas mezquitas, como la mezquita de Sinan Pasha en Prizren, la Gran Mezquita de Pristina y la mezquita de Çarshi, dedicada al sultán Murad I, muerto en la batalla del Campo de los Mirlos en 1389.

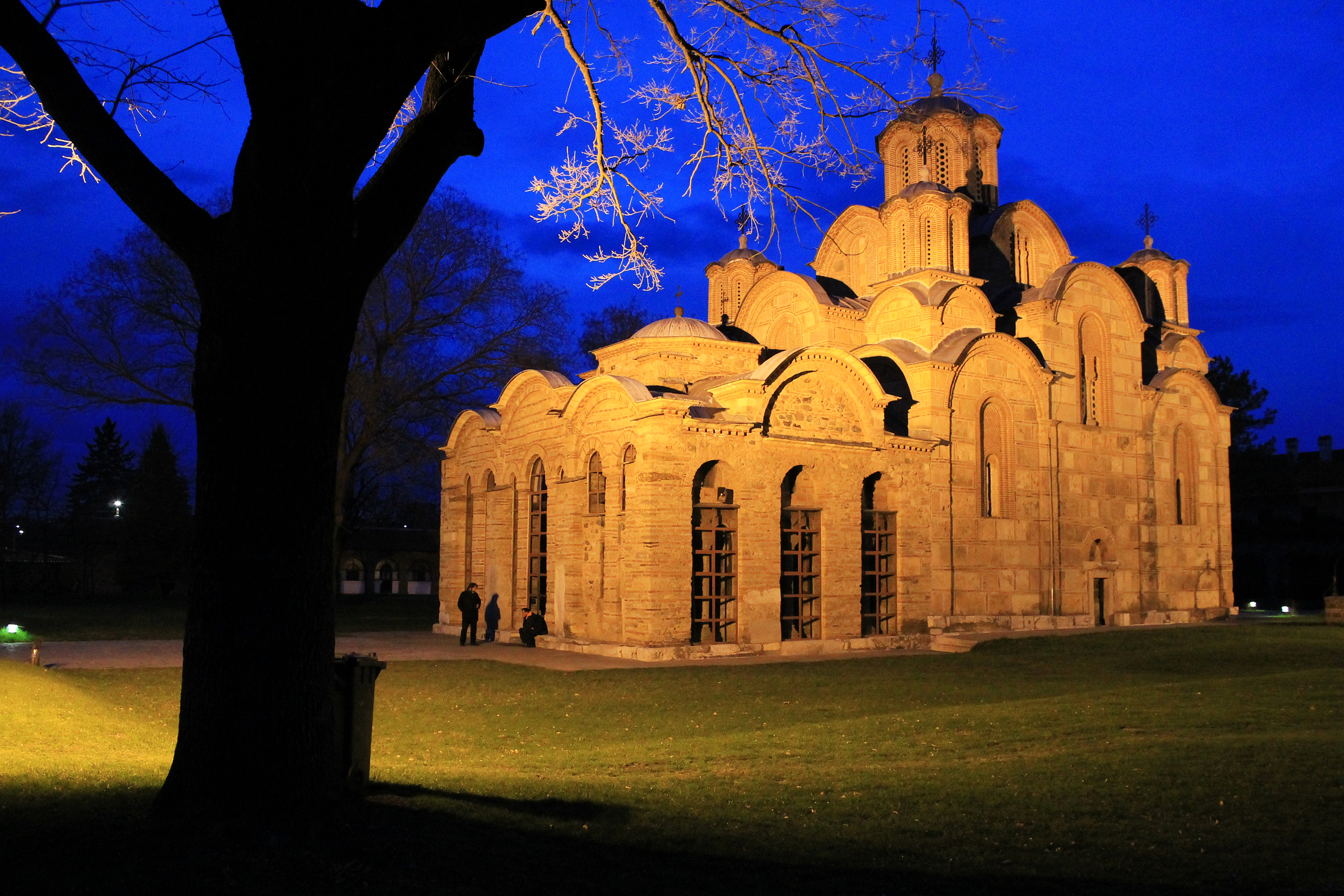
El Monasterio de Gračanica ejemplo de arte medieval serbio en Kosovo

Además de los edificios sagrados islámicos, los otomanos también construyeron muchas fortificaciones, sobre todo en ciudades grandes y estratégicamente importantes, donde se ampliaron las fortalezas existentes o se construyeron fortalezas completamente nuevas. Entre ellas figuran la fortaleza de Prizren, la de Novo Brdo y la de Gjilan. En esta época también se construyeron varios puentes de arco de piedra, como el puente Schneider de Gjakova, el puente de piedra de Vushtrria y el de Prizren. En muchas ciudades del país, las típicas casas otomanas se alinean en las calles de los centros históricos. Entre ellas se encuentra el casco antiguo de Gjakova.
Un ejemplo de Iglesia católica es la Catedral de Nuestra Señora del Perpetuo Socorro de Prizren. En Gjakova, entre otros lugares, se pueden ver casas de antiguas familias de burgueses albaneses. Allí, la casa-torre de Hysni Koshi es especialmente interesante desde el punto de vista arquitectónico. Debido a los conflictos étnicos a partir de la década de 1990 y a la guerra de Kosovo en 1999, muchos edificios históricos fueron destruidos y reconstruidos.
La lista de monumentos culturales de Kosovo incluye todos los edificios clasificados como dignos de conservación por la Unesco en 2003. Sin embargo, sólo representa una fracción de la arquitectura de Kosovo.

### Gastronomía

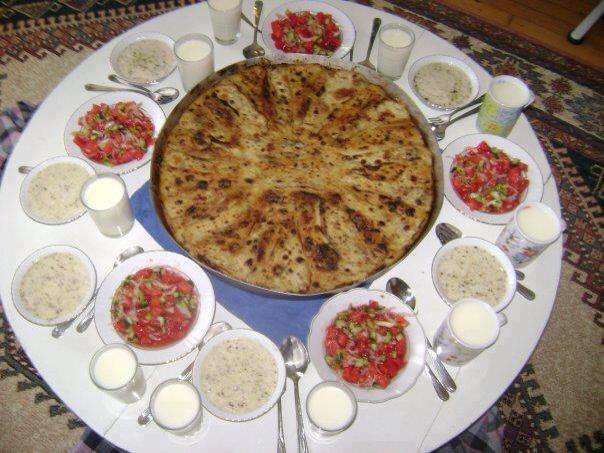
Flija un plato tradicional para los Albanokosovares

La cocina kosovar está influida por los orígenes albaneses de su población mayoritaria. Situado en la encrucijada de las culturas albanesa, otomana, romana y eslava, Kosovo ha enriquecido su propia cocina adoptando y manteniendo algunas de sus tradiciones y técnicas culinarias.
La comida es un componente importante de la vida social de los kosovares, sobre todo en fiestas religiosas como Navidad, Semana Santa y Ramadán. Para las ocasiones festivas, en casi todos los hogares de Kosovo y los Balcanes se preparan tradicionalmente baklava, lokum y halva, independientemente de la etnia o la identidad cultural.
Quizá los ejemplos más destacados y tradicionales de la comida kosovar sean la Flia y el Pite, que se sirven con verduras variadas, conservas de frutas, miel y yogur. La Flia se compone de crepes de varias capas y se suele untar con nata, mientras que los Pite se rellenan con una mezcla de queso salado, carne, papas o puerro.
La cocina de Kosovo se caracteriza por una gran variedad de frutas frescas, verduras y hierbas como la sal, la pimienta roja y negra y vegetales.
Los kosovares disfrutan de una gran variedad de productos cárnicos y pesqueros, entre los que destacan el pollo, la ternera, el kebab, el sujuk y el cordero, que se considera la carne tradicional para las ocasiones religiosas debido a sus conexiones religiosas.
El té, como el té de montaña albanés o el té negro ruso y turco, es una bebida muy consumida en todo Kosovo, sobre todo en cafés, restaurantes o en casa. El café es otra bebida popular, aunque Kosovo está impregnado de cultura y su cultura cafetera es una parte importante de la sociedad moderna.

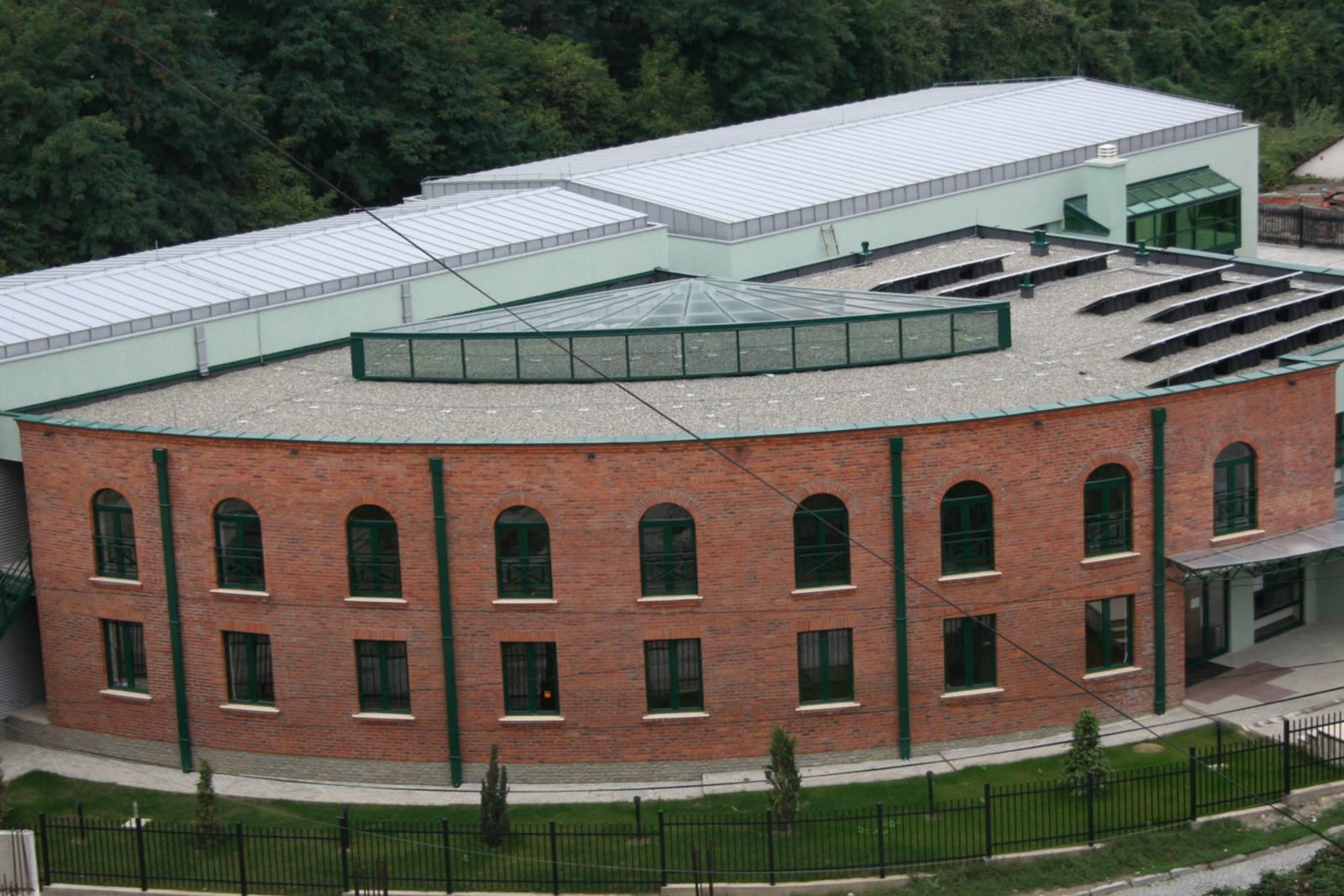
Una escuela de Música en Kosovo

### Música
Aunque la música en Kosovo es diversa, aún existe auténtica música albanesa y serbia. La música albanesa se caracteriza por el uso del Çifteli. La música clásica es muy conocida en Kosovo y se ha enseñado en varias escuelas de música y universidades. En 2014, Kosovo presentó su primera película al Oscar a la mejor película de habla no inglesa, con Tres ventanas y una horca, dirigida por Isa Qosja.
Antiguamente, en Kosovo y el norte de Albania la poesía épica se cantaba con lahuta y luego se utilizaba una çiftelia más afinada que tiene dos cuerdas: una para la melodía y otra para el bordón. La música kosovar está influida por la turca debido a los casi 500 años de dominio otomano en Kosovo, aunque el folclore kosovar ha conservado su originalidad y ejemplaridad. Las investigaciones arqueológicas dan cuenta de la antigüedad de esta tradición y de su desarrollo paralelo al de otras músicas tradicionales de los Balcanes. Se han encontrado raíces que datan del siglo V a. C. en pinturas sobre piedras de cantantes con instrumentos. (Hay un famoso retrato de «Pani» sosteniendo un instrumento parecido a una flauta).

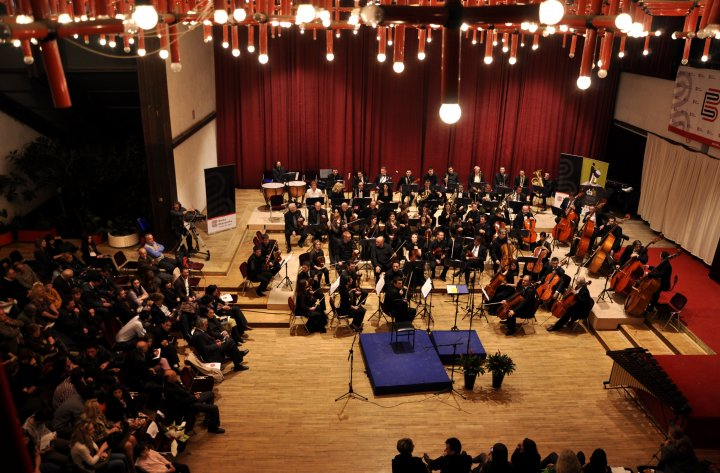
Orquesta Filarmónica de Kosovo (Orkestra Filarmonike e Kosovës)

Las artistas de música contemporánea Rita Ora, Dua Lipa y Era Istrefi, son todas de origen albanés y han logrado reconocimiento internacional por su música. Un músico de Prizren ampliamente reconocido es el guitarrista Petrit Çeku, ganador de varios premios internacionales.
La música serbia de Kosovo presenta una mezcla de música tradicional, que forma parte de la tradición balcánica más amplia, con su propio sonido distintivo, y diversas influencias occidentales y turcas. Las canciones serbias de Kosovo sirvieron de inspiración para la 12.ª corona de canciones del compositor Stevan Mokranjac. La mayor parte de la música serbia de Kosovo estaba dominada por la música eclesiástica, con su propia parte de poesía épica cantada. El instrumento nacional serbio Gusle también se utiliza en Kosovo.
Viktorija es la única artista de Kosovo que representó a Yugoslavia en el Festival de Eurovisión como parte de Aska en 1982. La cantante Rona Nishliu quedó quinta en el Festival de Eurovisión de 2012, mientras que Lindita representó a Albania en 2017. Varios cantantes serbios de Kosovo también han participado en la selección nacional serbia para el Festival de Eurovisión. Nevena Božović representó a Serbia en el Festival de Eurovisión Junior y dos veces en el Festival de Eurovisión, la primera como miembro de Moje 3 en 2013 y como solista en 2019.

## Medios de comunicación

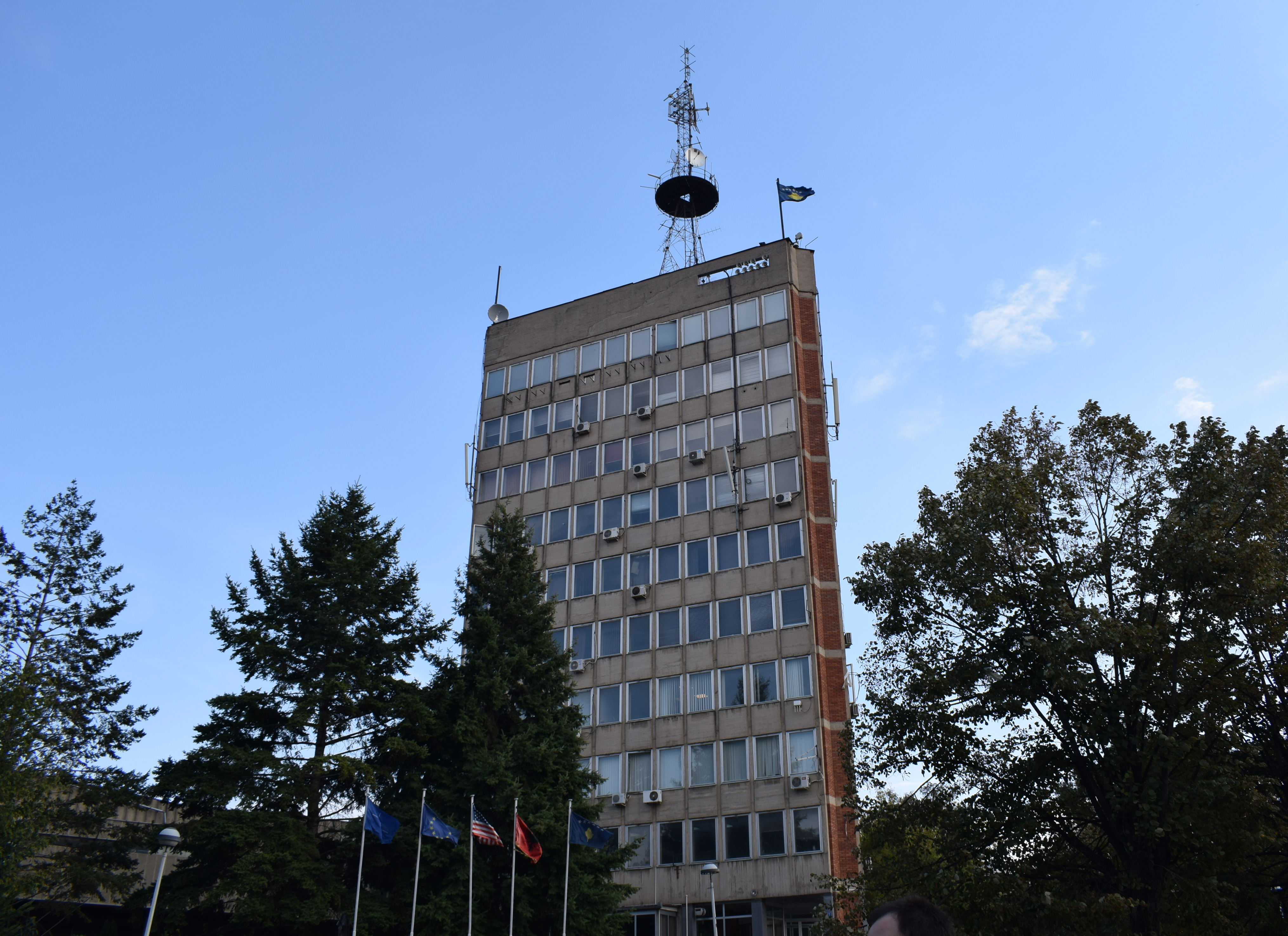
Edificio de la Radio y Televisión Pública de Kosovo (Radiotelevizioni i Kosovës, Радио Телевизија Косова)

### Radiodifusión
El medio de comunicación de masas más importante en Kosovo es la televisión, de la que se informa más del 80 % de los kosovares. Desde el fin del monopolio estatal de la radiodifusión, dominado por los serbios, se ha establecido cada vez más un sistema dual: además de la RTK estatal, hay varias cadenas de televisión privadas, entre ellas RTV 21, 21 Plus (emisora musical), 21 Popullore y KTV. La población albanokosovar considera que la RTK es la fuente de noticias más fiable, aunque una información errónea provocó disturbios en 2004 que dejaron 20 muertos. Por el contrario, la televisión estatal es impopular entre las minorías étnicas, especialmente los serbios, aunque la radiotelevisión estatal RTK ha creado una emisora en lengua serbia.

#### Prensa escrita
Durante la guerra de Kosovo, el número de diarios aumentó significativamente, pero muchos de estos periódicos dejaron de publicarse en los años siguientes por diversas razones. En 2004, aún existían cinco diarios en todo Kosovo, con una tirada total de 24 000 ejemplares, lo que sitúa a Kosovo como el país con menor número de lectores de periódicos per cápita de Europa, con una tirada de pago de 12 000 ejemplares. Koha Ditore («Tiempo Diario») es el diario de mayor tirada en Kosovo. Fundado en 1997 y cofinanciado por una ONG y el Estado, el periódico es independiente de los partidos kosovares Zëri («Voz»), que surgió del semanario del mismo nombre en 1999, alcanza una tirada de pago de 7000 ejemplares y también suele considerarse políticamente independiente.
Bota Sot («El mundo de hoy»), que apareció por primera vez en Suiza en 1995, tiene la misma tirada y se dirige principalmente a la diáspora albanokosovar, además de publicar para la minoría albanesa del norte de Macedonia; a diferencia de sus principales competidores, no es independiente, sino que está próximo a la LDK. Además, hay dos diarios más pequeños, Epoka e Re y Kosova Sot. [Se publican cinco semanarios políticos, de los cuales Zëri, publicado por primera vez en 1945 como Zani i Rinisi Shqiptare, es el más importante, con una tirada de 7000 ejemplares. Java, con una tirada de poco más de 1000 ejemplares, es el más crítico con el Gobierno; cuenta con el apoyo del Open Society Institute. Yeni Dönem («Nuevo Comienzo»), con una tirada de 1400 ejemplares, está dirigido a la minoría turca.

## Deportes

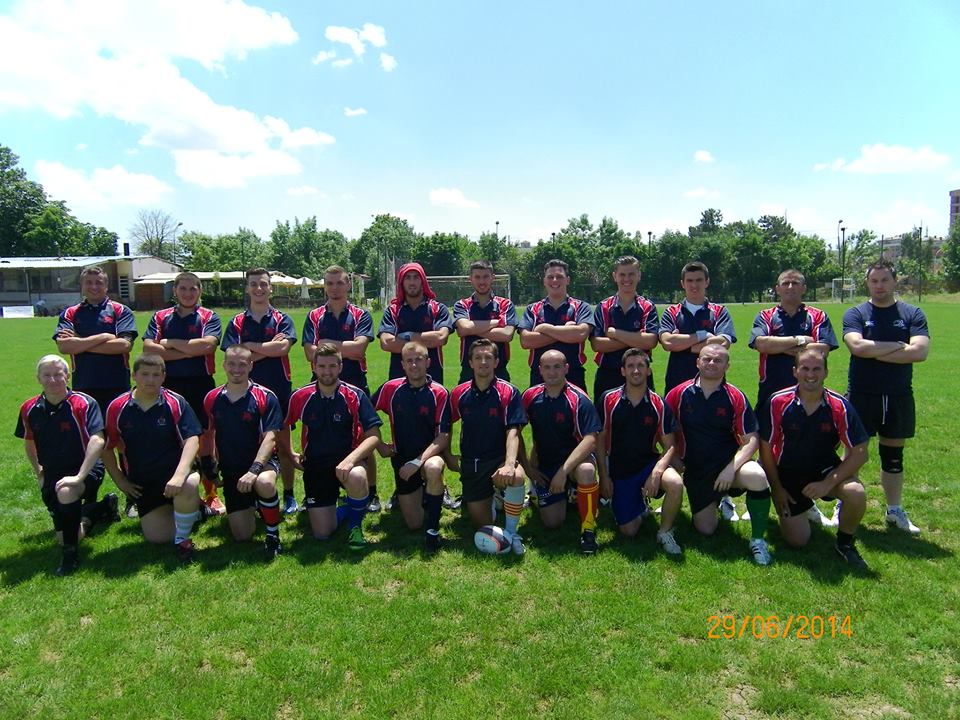
Equipo de Rugby Union de Kosovo

La Federación de Fútbol de Kosovo (Federata e Futbollit e Kosovës en albanés) ha sido admitida en la FIFA, y por ello su selección puede tomar parte en competiciones como la Copa Mundial de Fútbol. El día 13 de mayo de 2016 fue admitida como miembro pleno de la UEFA por lo que en un futuro podrá disputar competiciones europeas.
Algunos importantes futbolistas kosovares se han nacionalizado para participar en otras selecciones, tales como Xherdan Shaqiri, Valon Behrami, Milan Bisevac, Emir Bajrami, Almen Abdi, Adnan Januzaj, Shefki Kuqi, Përparim Hetemaj, Beg Ferati, Granit Xhaka, Valon Berisha entre otros. Otros muchos, sin embargo, han decidido hacerlo para Albania.
Desde su aceptación por parte del COI ha participado en los Juegos Olímpicos de Río de Janeiro 2016 habiendo obtenido una medalla de oro en Judo por parte de la atleta Majlinda Kelmendi.

### Fútbol

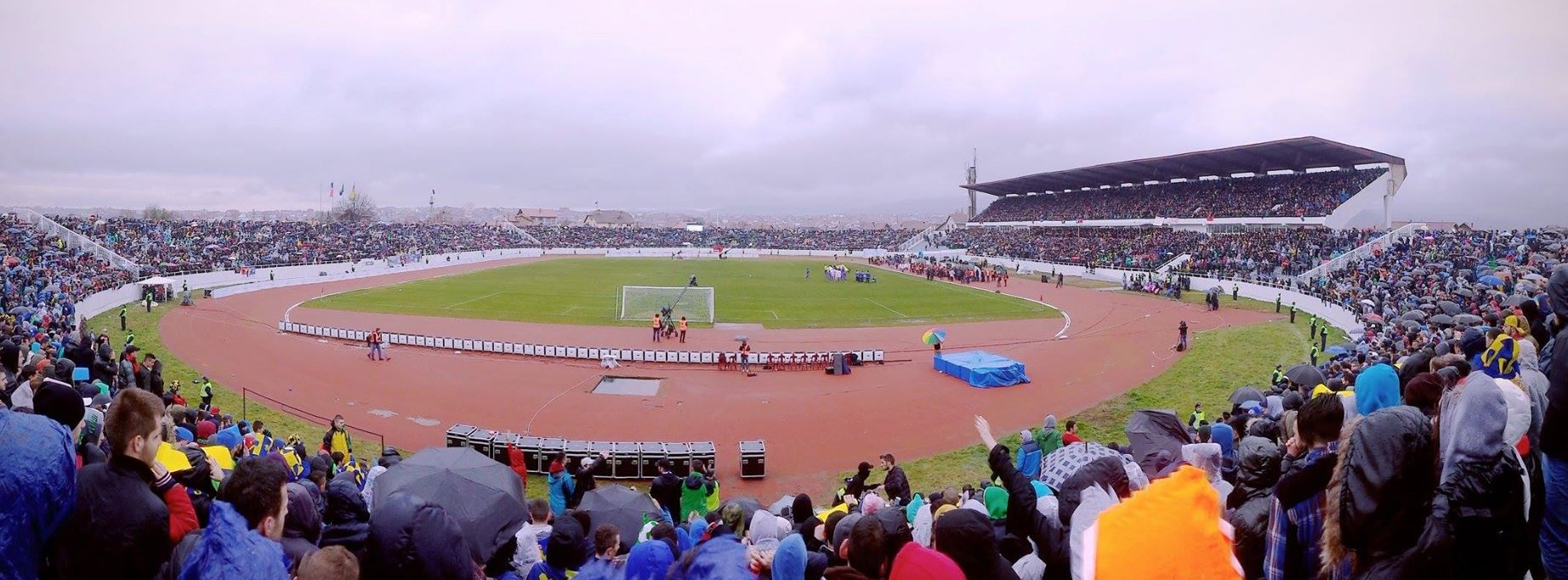
Estadio Olímpico Adem Jashari

El deporte más popular en Kosovo es el fútbol. En 1922 se fundaron los primeros clubes de Kosovo, incluyendo el KF Vëllaznimi y el FC Prishtina. Durante la época de la Guerra Fría, de 1945 a 1991, el fútbol en la ex Yugoslavia avanzó tan rápidamente que en 1946 se formó la Federación de Kosovo como filial de la Federación de Yugoslavia. Prishtina fue el club más exitoso de la nación durante ese período, pasando cinco años en la Primera Liga Yugoslava de primer nivel y llegando a las semifinales de la Copa Yugoslava de 1987-88. En 1991 se estableció un sistema de liga kosovar no sancionado, conocido como la Liga e Pavarur e Kosovës («Liga Independiente de Kosovo»), que funcionaba paralelamente a las ligas oficiales yugoslavas; en 1999, tras la guerra de Kosovo, se convirtió en el sistema de liga oficial de Kosovo.
Bersant Celina nació en Prizren de padres albaneses y juega en el club galés Swansea City. Tres futbolistas de Kosovo - Milutin Šoškić, Fahrudin Jusufi y Vladimir Durković - formaron parte del equipo de Yugoslavia que ganó una medalla de oro en los Juegos Olímpicos de Verano de 1960 y una medalla de plata en el Campeonato Europeo de 1960. El portero nacido en Kosovo, Stevan Stojanović, se convirtió en el primer portero que capitaneó un equipo ganador de la Copa de Europa cuando capitaneó al Estrella Roja de Belgrado a la victoria en la final de la Copa de Europa de 1991.

### Baloncesto
El baloncesto es un deporte muy popular en Kosovo. La Federación Kosovar de Baloncesto es miembro de la FIBA desde el 13 de marzo de 2015. El mayor éxito de la selección kosovar de baloncesto hasta la fecha ha sido su participación en la segunda ronda de clasificación de la Copa del Mundo de Baloncesto de 2019.

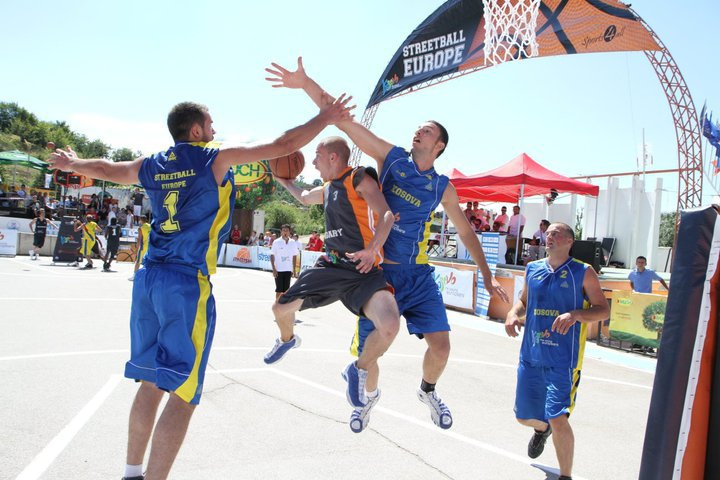
Un partido de Baloncesto entre las selecciones de Kosovo y Hungría en el Torneo conocido como «Streetball Kosova»

La liga de baloncesto de Kosovo, llamada Superliga e Kosovës në Basketboll, se celebró por primera vez en 1991. El campeón récord de la liga es el KB Prishtina, con 14 títulos, y el club también ha ganado 15 copas. Desde 2013, el KB Prishtina participa en la liga internacional de Baloncesto de los Balcanes (BIBL). El Prishtina ganó esta liga en 2014 y 2015. Otros clubes kosovares que han jugado en esta liga son el KB Peja y el Bashkimi Prizren.
Los clubes de baloncesto kosovares también participan en torneos de baloncesto europeos. Desde la creación de la Copa de Europa FIBA en la temporada 2015/16, KB Prishtina ha sido el representante kosovar más frecuente, y KB Peja también participó en la temporada 2016/17. En la temporada 2018/19, el Pristina logró su mayor éxito hasta la fecha al alcanzar los octavos de final.

### Judo
El deporte individual de mayor éxito en Kosovo es el judo. La judoca Majlinda Kelmendi ha cosechado grandes éxitos: dos veces campeona del mundo y cuatro veces campeona de Europa. También consiguió la primera Medalla Olímpica para Kosovo con su victoria olímpica en 2016. En los Juegos Olímpicos de Verano de Tokio 2020, Distria Krasniqi y Nora Gjakova ganaron otras dos medallas de oro en judo para Kosovo.
En los Campeonatos del Mundo de judo, Kosovo ganó la medalla de oro por primera vez en 2013, y también ha ganado cuatro medallas de bronce hasta la fecha. En los Campeonatos de Europa de judo, ha ganado 22 medallas hasta la fecha, incluidas ocho medallas de oro, tres de plata y once de bronce.
La primera participación de Kosovo en los Juegos Europeos fue en 2015 en Bakú, donde Nora Gjakova ganó la primera medalla para Kosovo con un bronce. Los Juegos Europeos de Bakú 2019 se saldaron con tres medallas para Kosovo, siendo Majlinda Kelmendi la primera medalla de oro kosovar.